# Russie dans la Première Guerre mondiale

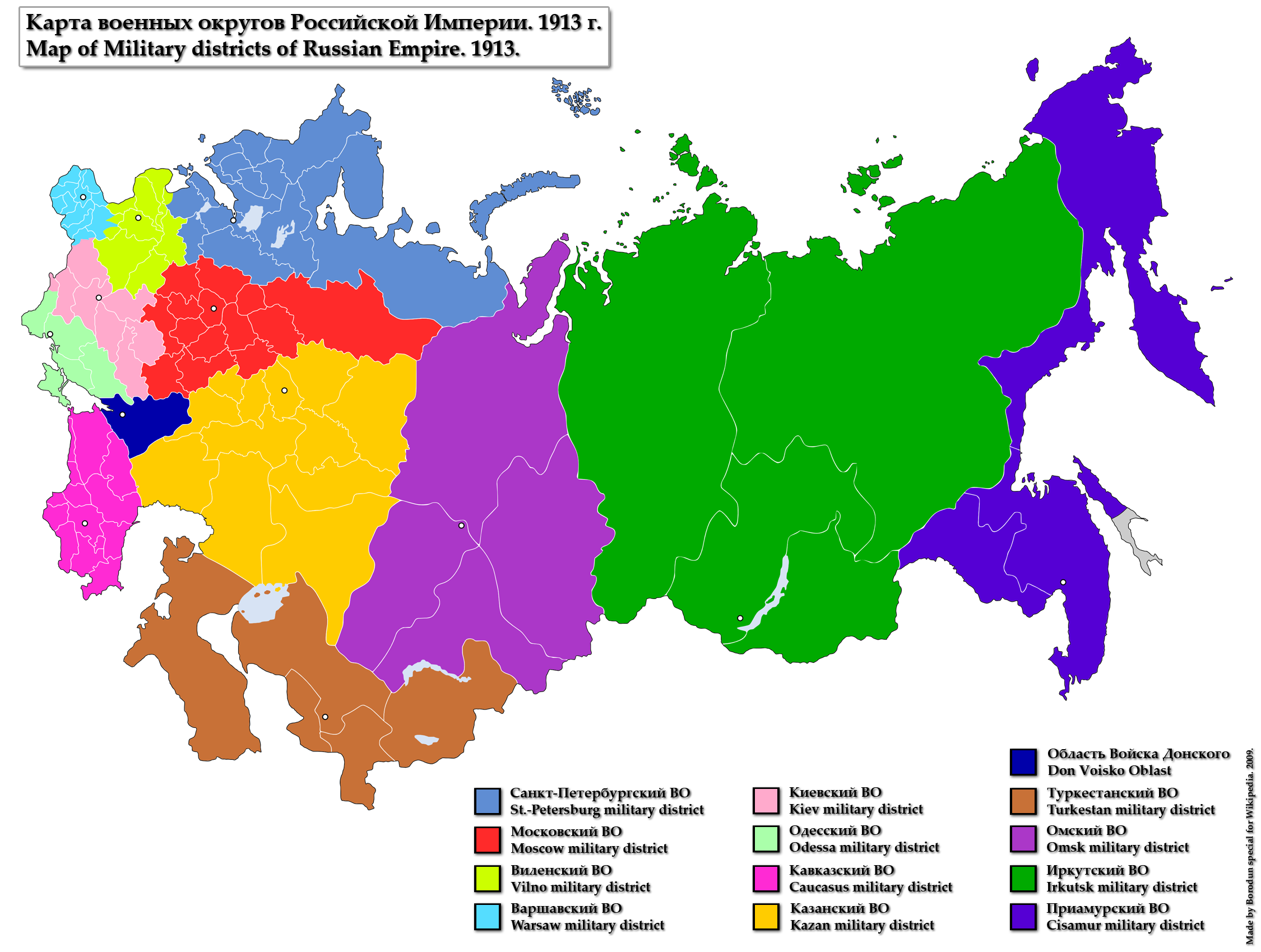
Carte des districts militaires à partir de la réforme de 1913.

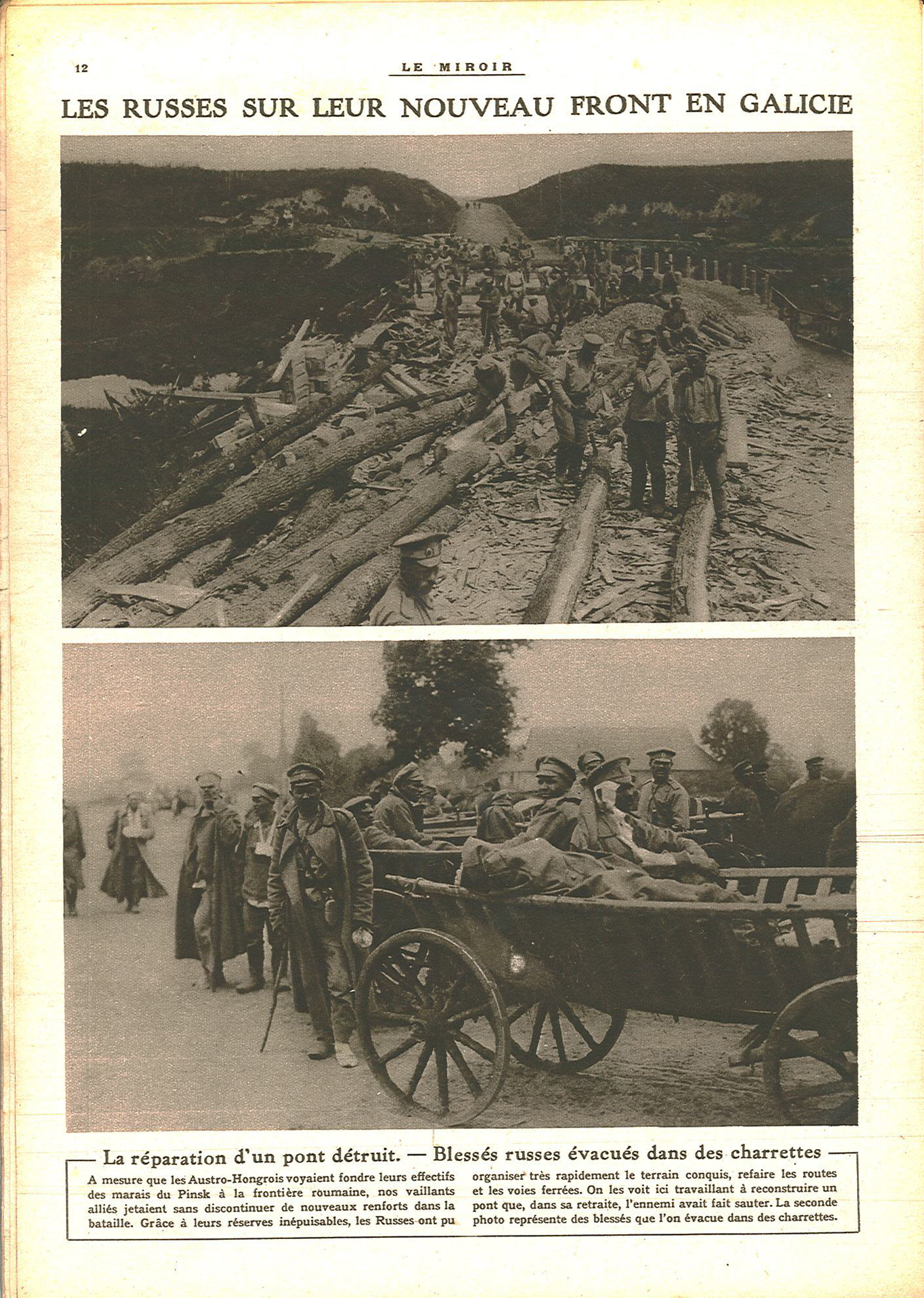
« Les Russes sur leur nouveau front en Galicie », réparation d'un pont détruit et évacuation des blessés en charrette, images du magazine français Le Miroir, 6 août 1916.

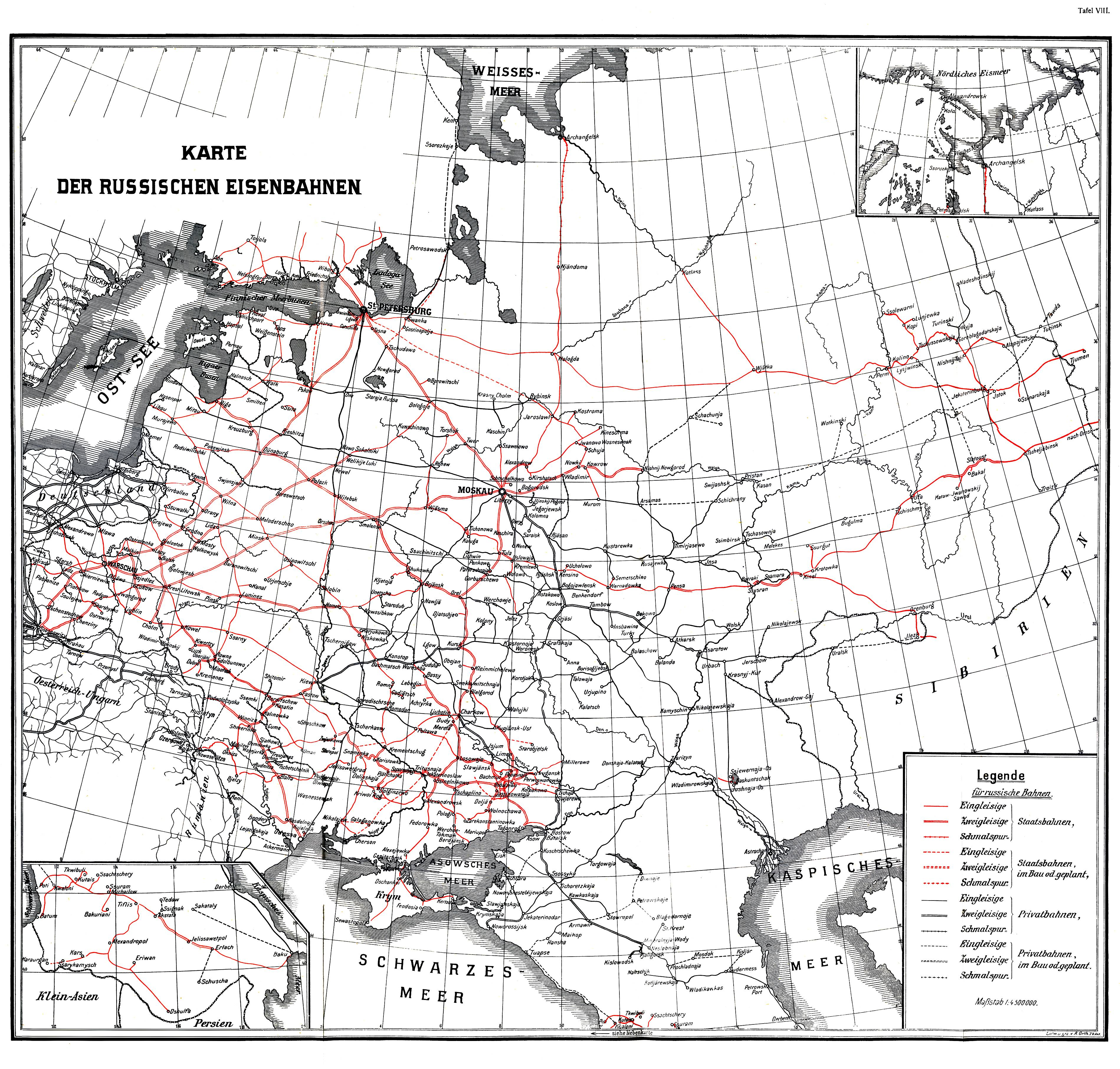
Le réseau ferroviaire russe en 1912.

La Russie est un des belligérants majeurs de la Première Guerre mondiale : d'août 1914 à décembre 1917, elle combat dans le camp de l'Entente contre les Empires centraux.
Au début du XXe siècle, l'Empire russe fait figure de grande puissance par l'immensité de son territoire, le volume de sa population, ses ressources agricoles. Son réseau ferroviaire et son industrie connaissent un développement rapide mais elle n'a pas encore rattrapé son retard sur les puissances occidentales, l'Empire allemand en particulier. La guerre russo-japonaise de 1904-1905, suivie de la révolution de 1905, révèlent les faiblesses de son appareil militaire et mettent à nu de profonds clivages politiques et sociaux auxquels s'ajoute la question des minorités nationales.
Les rivalités opposant la Russie à l'Allemagne et à l'Autriche-Hongrie l'entraînent à conclure une alliance avec la France et s'impliquer dans les affaires des Balkans. La Crise de juillet ouvre un conflit général où la Russie est alliée avec la France et le Royaume-Uni.
L'empereur Nicolas II croit rétablir son pouvoir autocratique et refaire l'unité de son peuple par une guerre victorieuse mais l'armée, mal équipée et mal préparée pour une guerre longue, accumule les défaites en 1914 et 1915 : l'Empire subit de lourdes pertes humaines et territoriales. Malgré les entraves à son commerce extérieur, la Russie met sur pied une économie de guerre et remporte des victoires partielles en 1916.
Mais le discrédit de la classe dirigeante, l'inflation et les pénuries en ville, les revendications insatisfaites des paysans et des minorités nationales conduisent à l'éclatement du pays : la révolution de février-mars 1917 balaie le régime du tsar. Un gouvernement provisoire aux aspirations démocratiques tente de relancer l'effort de guerre mais l'armée, minée par les désertions et mutineries, se disloque.
La révolution d'octobre-novembre 1917 entraîne la dissolution de l'armée et des cadres économiques et sociaux. Le régime des bolcheviks signe avec l'Allemagne le traité de Brest-Litovsk, le 3 mars 1918, abandonnant l'Ukraine, les pays baltes et le Caucase. La Russie déchirée passe bientôt de la guerre internationale à la guerre civile.

## Contexte

### Une grande puissance et ses limites
À la veille de la Grande Guerre, la Russie est l’État le plus peuplé d’Europe : avec 175 millions d’habitants, elle a près de 3 fois la population de l’Allemagne, une armée de 1,3 million d’hommes avec près de 5 millions de réservistes. Sa croissance industrielle, de l’ordre de 5% par an entre 1860 et 1913, l’immensité de son territoire et de ses ressources naturelles en font un géant stratégique. Le réseau ferroviaire russe passe de 50 000 km en 1900 à 75 000 en 1914. La production de charbon monte de 6 millions de tonnes en 1890 à 36 millions en 1914. Celle de pétrole, grâce aux gisements de Bakou, est la deuxième du monde. En Allemagne, le chef d’état-major Moltke prédit qu’en raison de la rapide croissance russe, la puissance militaire allemande sera surclassée par celle de ses adversaires à partir de 1916-1917, tandis que la France, forte de l’alliance franco-russe de 1892, s’attend à ce que le « rouleau compresseur russe » écrase l’Allemagne au premier mouvement hostile.
Cependant, cette puissance repose sur des bases instables. La production industrielle russe, au 4e rang mondial, surpasse celles de la France et de l’Autriche-Hongrie mais arrive loin derrière celles des trois premiers, États-Unis, Royaume-Uni et Allemagne. Le développement de l’armée, des chemins de fer et des industries dépend largement des emprunts d’État, souscrits notamment en France, et des importations de capitaux et technologies étrangers. Les intérêts de la dette, la plus élevée du monde, tendent à surpasser l’excédent commercial. En 1914, 90% du secteur minier, 100% du pétrole, 40% de la métallurgie et 50% de l’industrie chimique appartiennent à des firmes étrangères. Malgré des tarifs douaniers élevés, l’industrie russe est peu concurrentielle et le pays doit importer la plus grande partie de ses machines tandis que les exportations sont surtout représentées par les produits agricoles (63% en 1913) et le bois (11%).
Le secteur agricole emploie encore, en 1914, 80% de la population active, et son taux de croissance, de l’ordre de 2% par an, suffit à peine à compenser une croissance démographique de 1,5% par an, d’autant plus qu’une grande partie de la production agricole est exportée pour couvrir les importations industrielles et la dette. La productivité est faible, environ le tiers de celles de l’Angleterre ou de l’Allemagne pour le blé, la moitié pour les pommes de terre. Le pays connaît des famines comme celle de 1891 et, même en année normale, les régions de peuplement russe, au climat rude et aux sols pauvres, dépendent des régions allogènes plus fertiles.
L’industrie, avec 3 millions d’ouvriers en 1914, ne représente que 1,75% de la population mais sa croissance rapide pose de redoutables problèmes sociaux : les ouvriers, mal logés dans des villes insalubres, sont sensibles aux propagandes révolutionnaires des socialistes bolcheviks ou mencheviks, des socialistes-révolutionnaires populistes et des anarchistes. La paysannerie est mal nourrie et mal éduquée ; alors que le prélèvement fiscal par habitant est supérieur à celui du Royaume-Uni, l’État, en 1913, dépense 970 millions de roubles pour l’armée et seulement 154 pour la santé et l’éducation. En 1913, le pays compte encore 70% d’analphabètes. Cependant, l’enseignement primaire progresse rapidement, surtout autour des grandes villes : le taux d’alphabétisation atteint 90% chez les jeunes recrues de 1914 dans les gouvernements de Moscou et de Saint-Pétersbourg. Les jeunes paysans éduqués, mieux au fait des nouvelles techniques et des procédures, deviennent plus revendicatifs et cherchent à échapper à l’emprise de la commune paysanne et des grands propriétaires.
L’intelligentsia connaît elle aussi un développement rapide : le nombre d’étudiants passe de 5 000 en 1860 à 79 000 (dont 45% de femmes) en 1914, sans arriver à combler l’écart culturel entre la masse et les élites.

Économie et société de l'Empire russe avant 1914
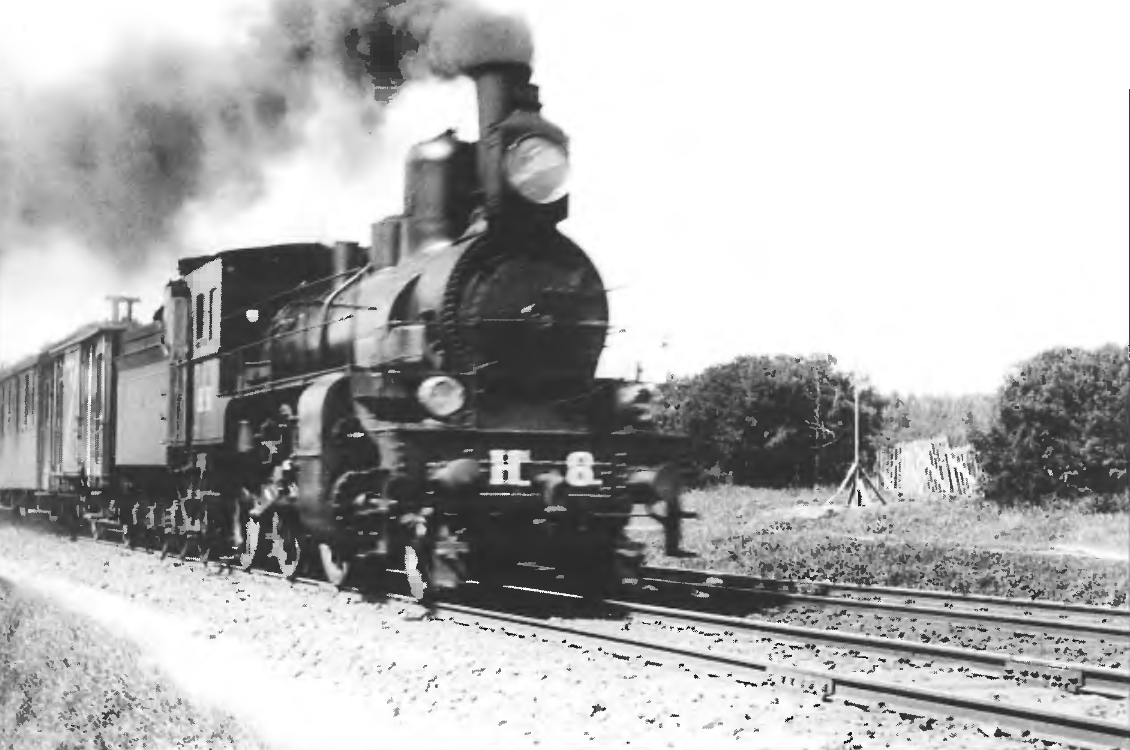
Un décollage industriel en cours : locomotive Parovoz H fabriquée à Kolomna, 1913.
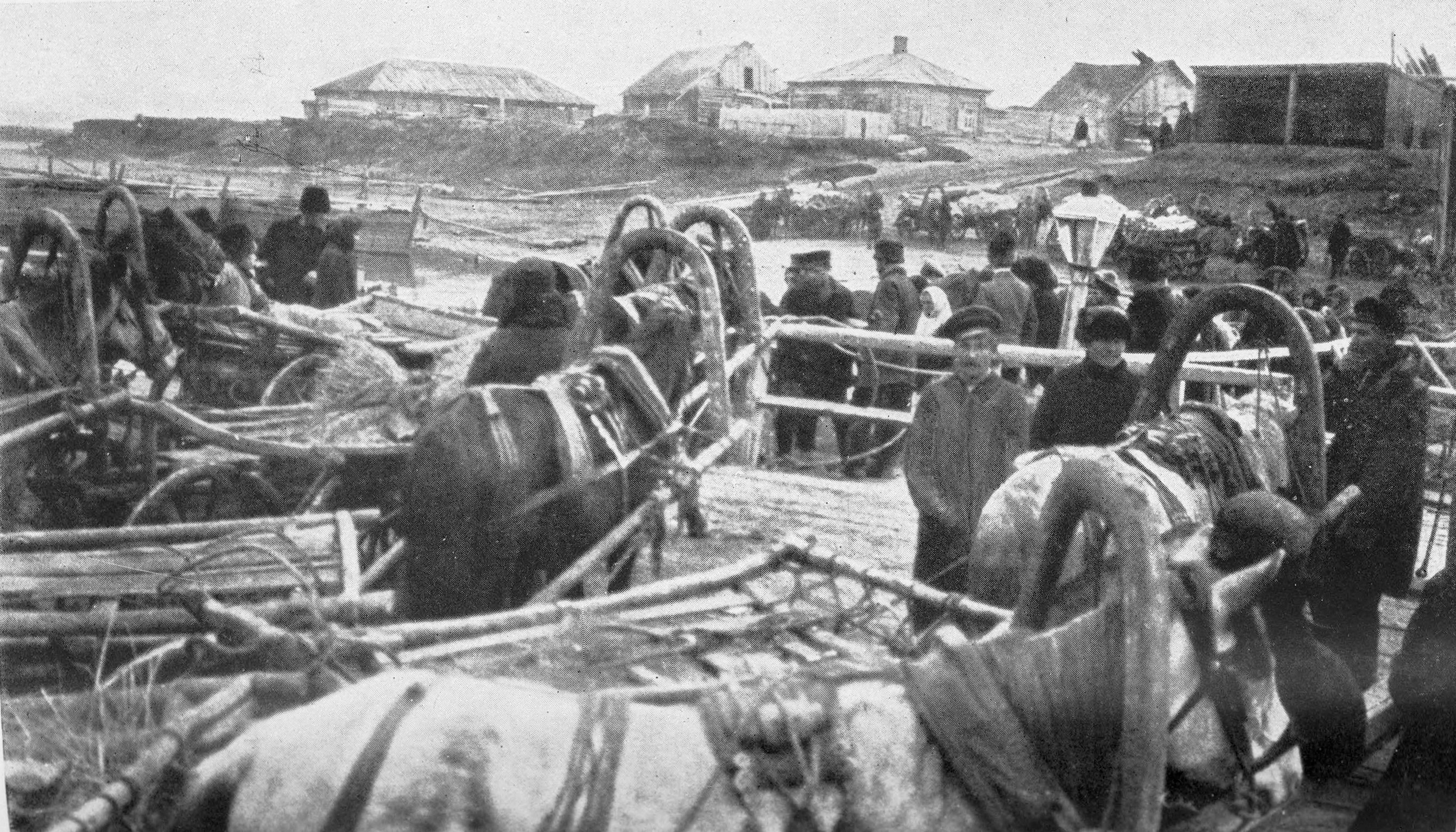
Une péniche transportant des chariots à chevaux sur l'Ienisseï, 1913.
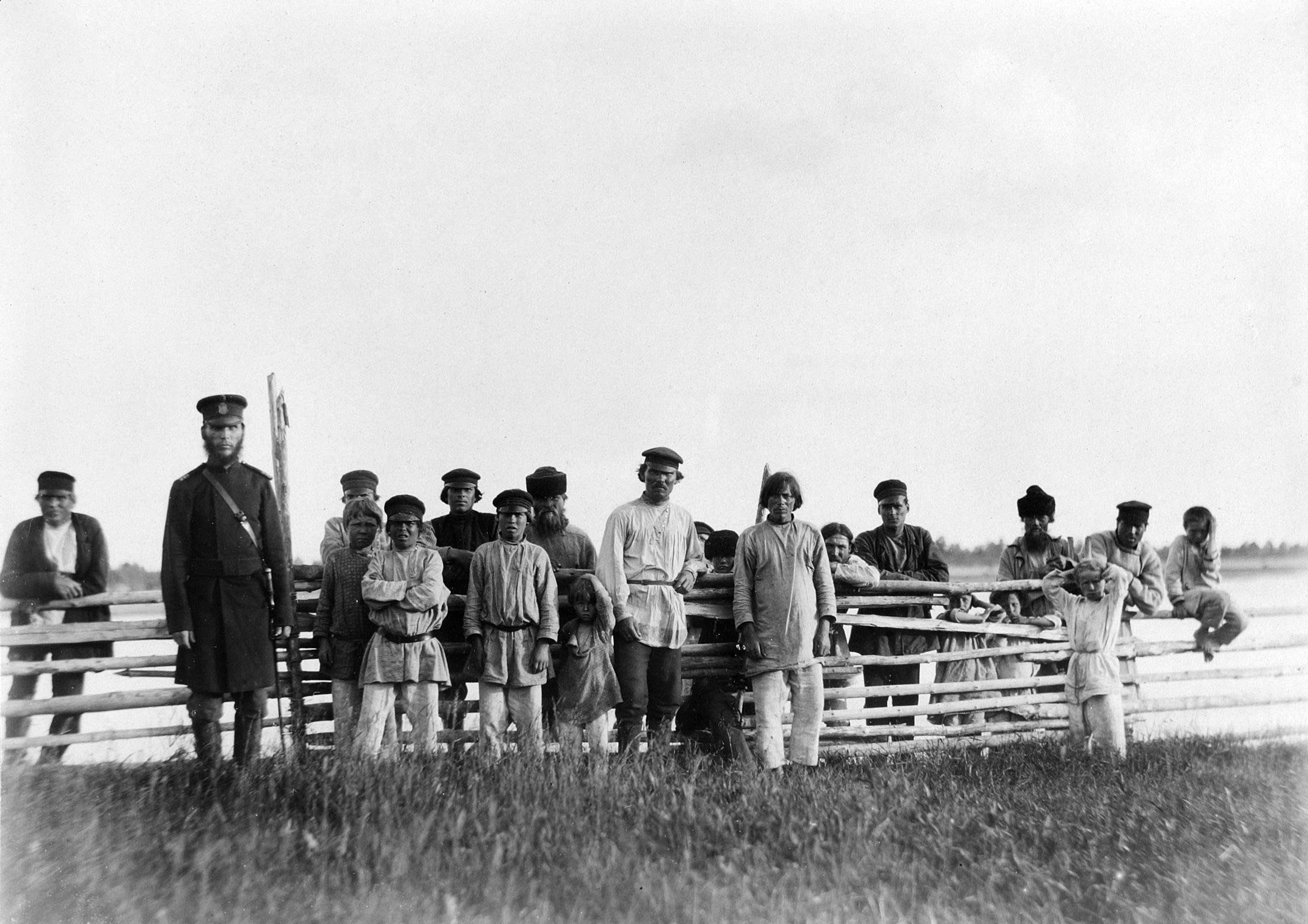
Paysans de la province de Vologda (Russie du nord), 1890.
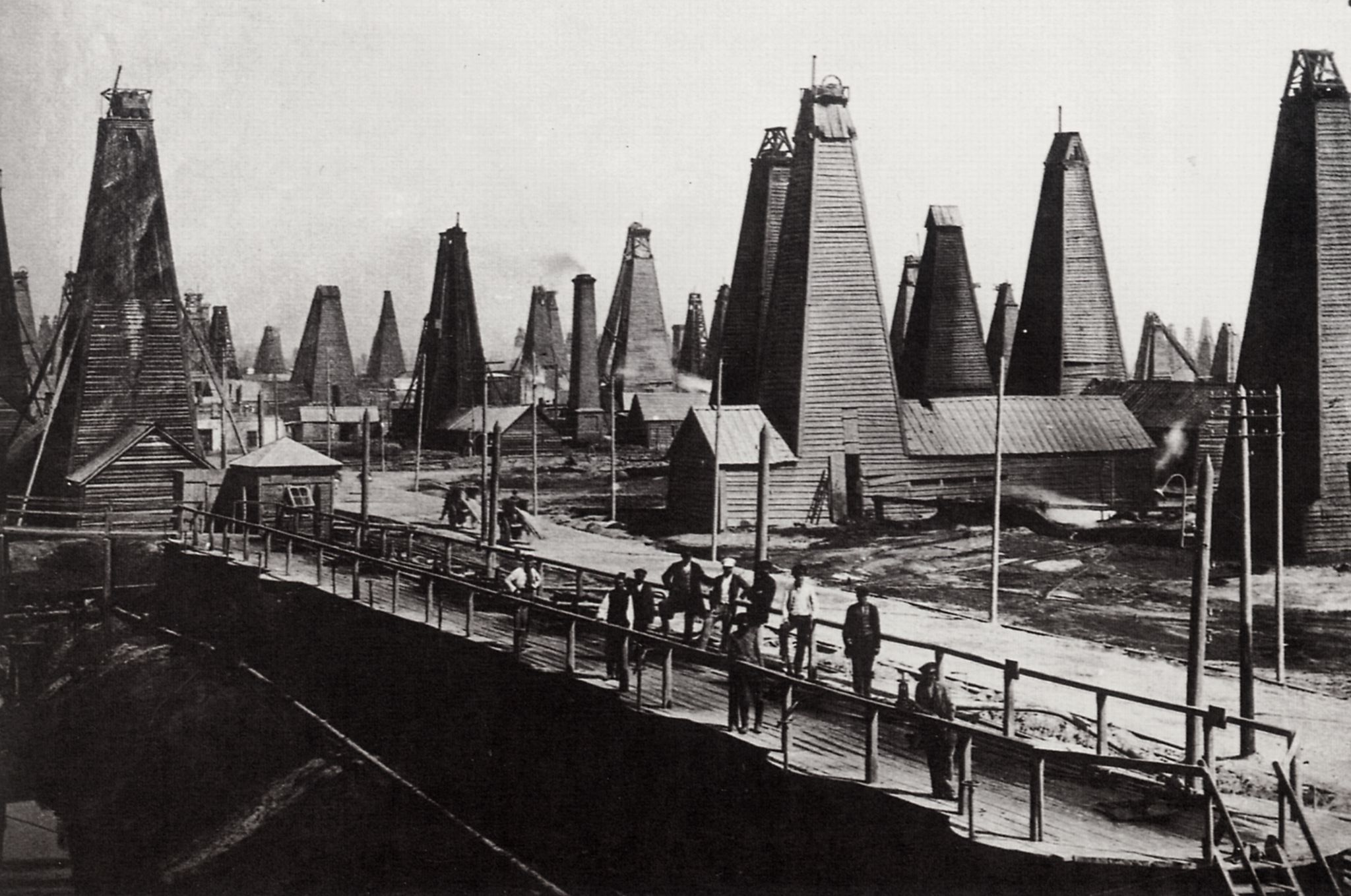
Puits de pétrole de Bakou, v. 1890.
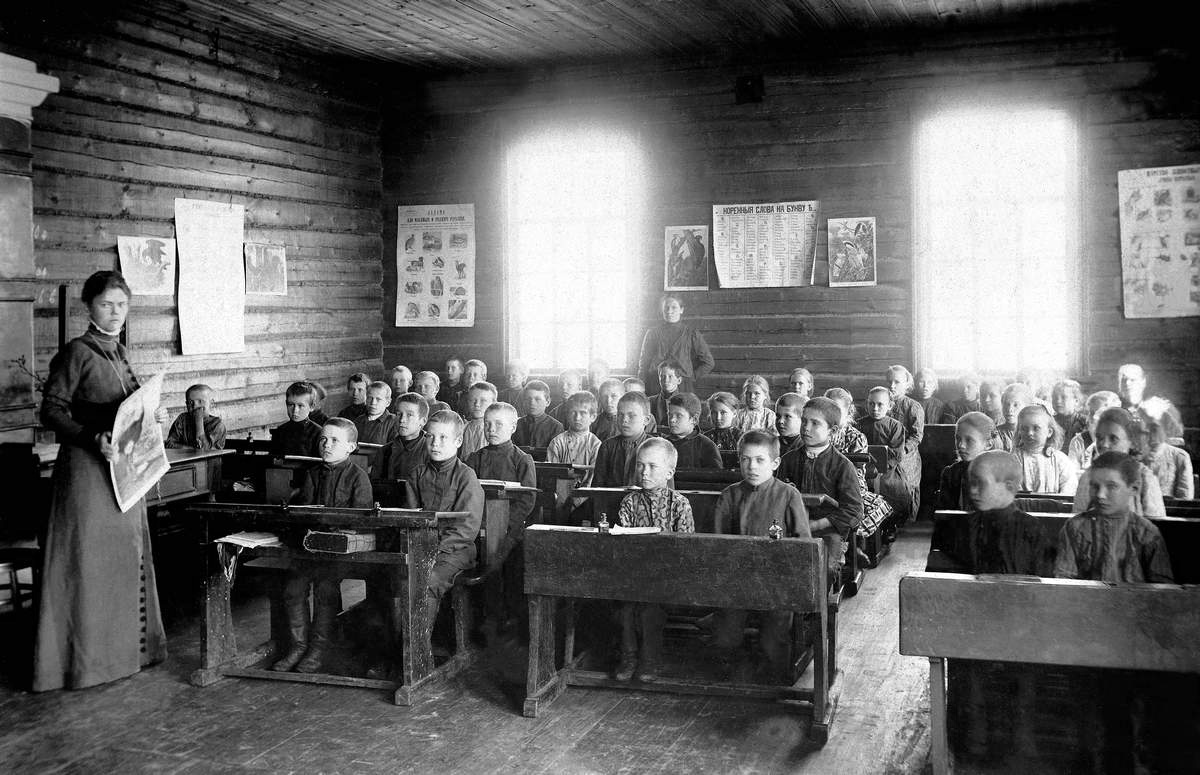
Classe d'une école de zemstvo, v. 1908-1912.

### Un pays divisé

Une dame russe, assistée par un pope, un médecin et deux servantes, voit dans un cauchemar la défaite de l'armée impériale face au Japon. Dessin japonais, 1904.

L’autocratie de la dynastie Romanov qui, au XIXe siècle, semblait jouir d’une autorité absolue, est de plus en plus remise en cause. La famine russe de 1891-1892 dans les provinces de la Volga et de l’Oural, accompagnée d’épidémies de choléra et de typhus, est très mal gérée par les autorités qui interdisent la diffusion d’informations « alarmistes » et songent surtout à maintenir les exportations de céréales. Les zemstvos (unions provinciales) et l’intelligentsia se mobilisent en associations pour venir en aide aux paysans et, la crise passée, revendiquent des droits politiques : c’est à cette époque que beaucoup d’intellectuels, influencés par Tolstoï, se convertissent aux idées révolutionnaires.
La guerre russo-japonaise de 1904-1905 met à nu les faiblesses structurelles de la machine militaire russe et surtout l’incompétence d’une grande partie du haut commandement. Les généraux de l’armée de terre, sur le front de Mandchourie, envoient des troupes mal équipées, mal formées aux armements modernes, mal ravitaillées par l’interminable voie du Transsibérien, se faire tuer dans des charges à la baïonnette tandis que la flotte de la mer Baltique, envoyée dans le Pacifique, est anéantie par les Japonais à la bataille de Tsushima (27-28 mai 1905). La bourgeoisie libérale des zemstvos, qui avait soutenu l’effort de guerre, s’indigne ; l’industriel Alexandre Goutchkov mène une campagne pour dénoncer l’incurie de la bureaucratie et des chefs militaires promus par la faveur de la Cour.
Le discrédit du pouvoir et la crise économique provoqués par la guerre contre le Japon débouchent sur la révolution russe de 1905 qui éclate d’abord à Saint-Pétersbourg en janvier avant de s’étendre aux campagnes : environ 3 000 manoirs de grands propriétaires (15% du total) sont détruits par les paysans en 1905-1906. Dans beaucoup de villages, les paysans s’organisent en communes autonomes, réclamant le suffrage universel et la réforme agraire par distribution des terres. De janvier à octobre 1905, l’armée est envoyée pas moins de 2 700 fois pour réprimer les révoltes ; il arrive d’ailleurs que les soldats, eux-mêmes d’origine paysanne, refusent d’obéir et se mutinent. L’agitation des campagnes est endémique tout au long de la décennie et l’armée est envoyée pour la réprimer en 1901, 1902, 1903, 1909 et de nouveau en 1913.
Nicolas II, pour sauver son trône, doit signer le Manifeste du 17 octobre 1905 (30 octobre en calendrier grégorien) qui instaure un parlement, la Douma d'État, et la liberté de presse et de réunion. Piotr Stolypine, nommé ministre de l’Intérieur en avril 1906 puis premier ministre en juillet 1907, promeut une série de réformes : enseignement obligatoire, droits civils accordés aux Juifs et aux vieux-croyants, promotion d’une classe de petits propriétaires par le démantèlement de la commune paysanne, réforme de l’administration et de la condition ouvrière. Ce programme aurait peut-être pu éviter la révolution mais aurait nécessité pour aboutir, dit Stolypine, « vingt ans de paix ». Lui-même est assassiné en 1911 par un socialiste-révolutionnaire.

Révolte et répression, 1905-1908
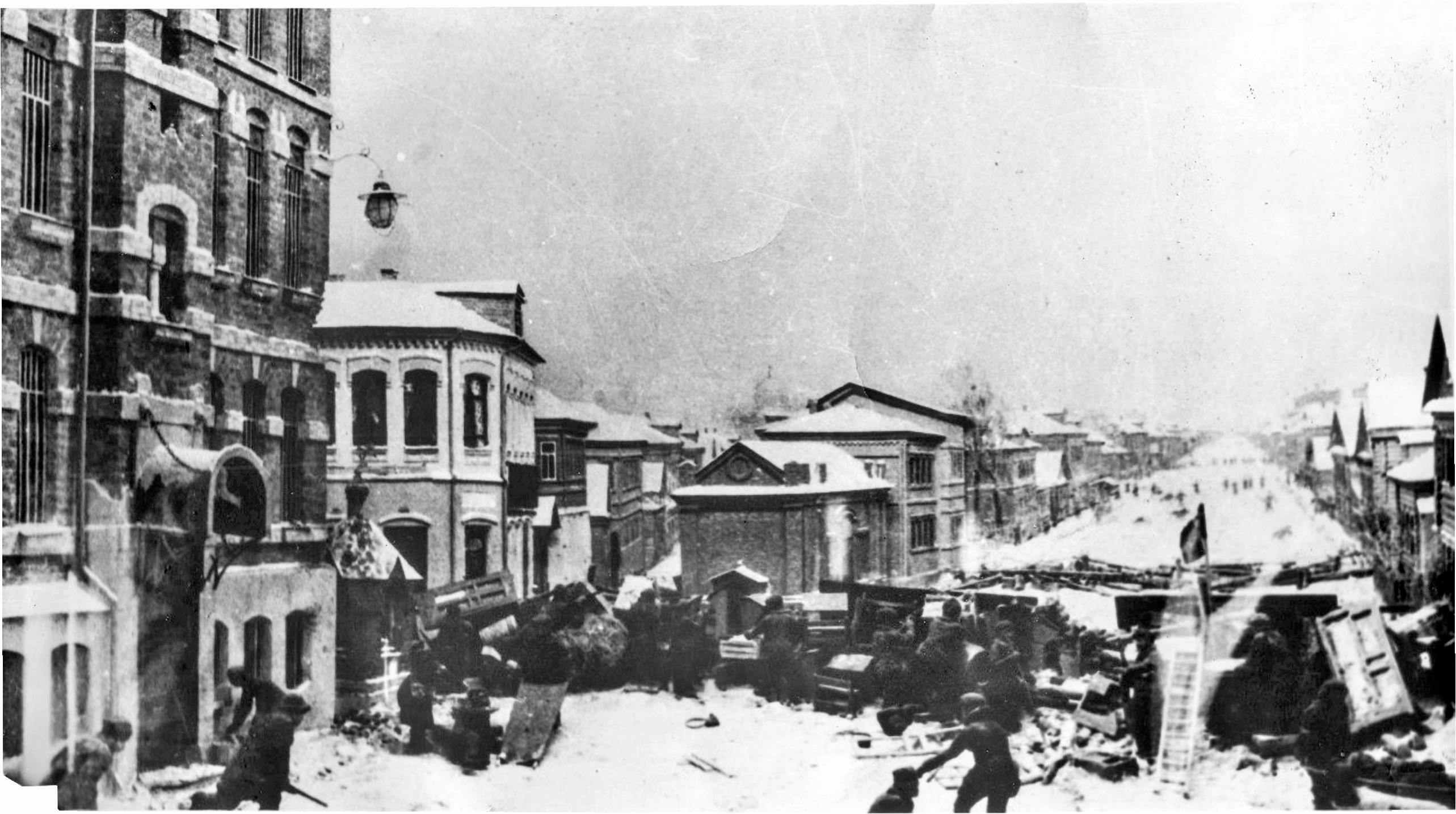
Barricade dans le quartier ouvrier de Sormovo (gouvernement de Nijni Novgorod), 12 décembre 1905.
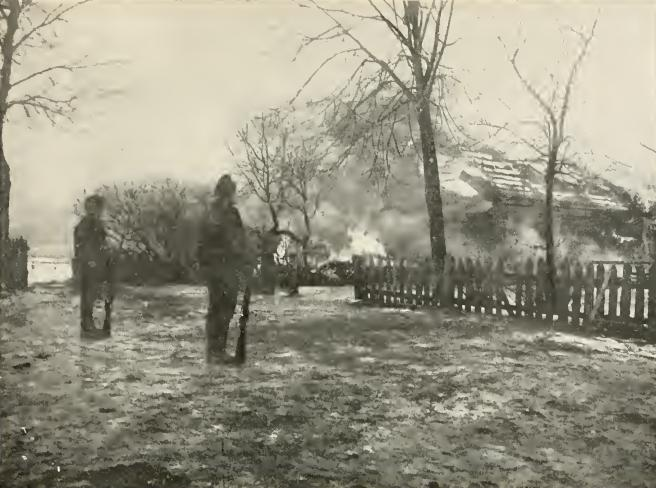
« Pacification » : l'armée brûlant la ferme d'un paysan rebelle en Géorgie, 1908.

### Peuples et nationalités

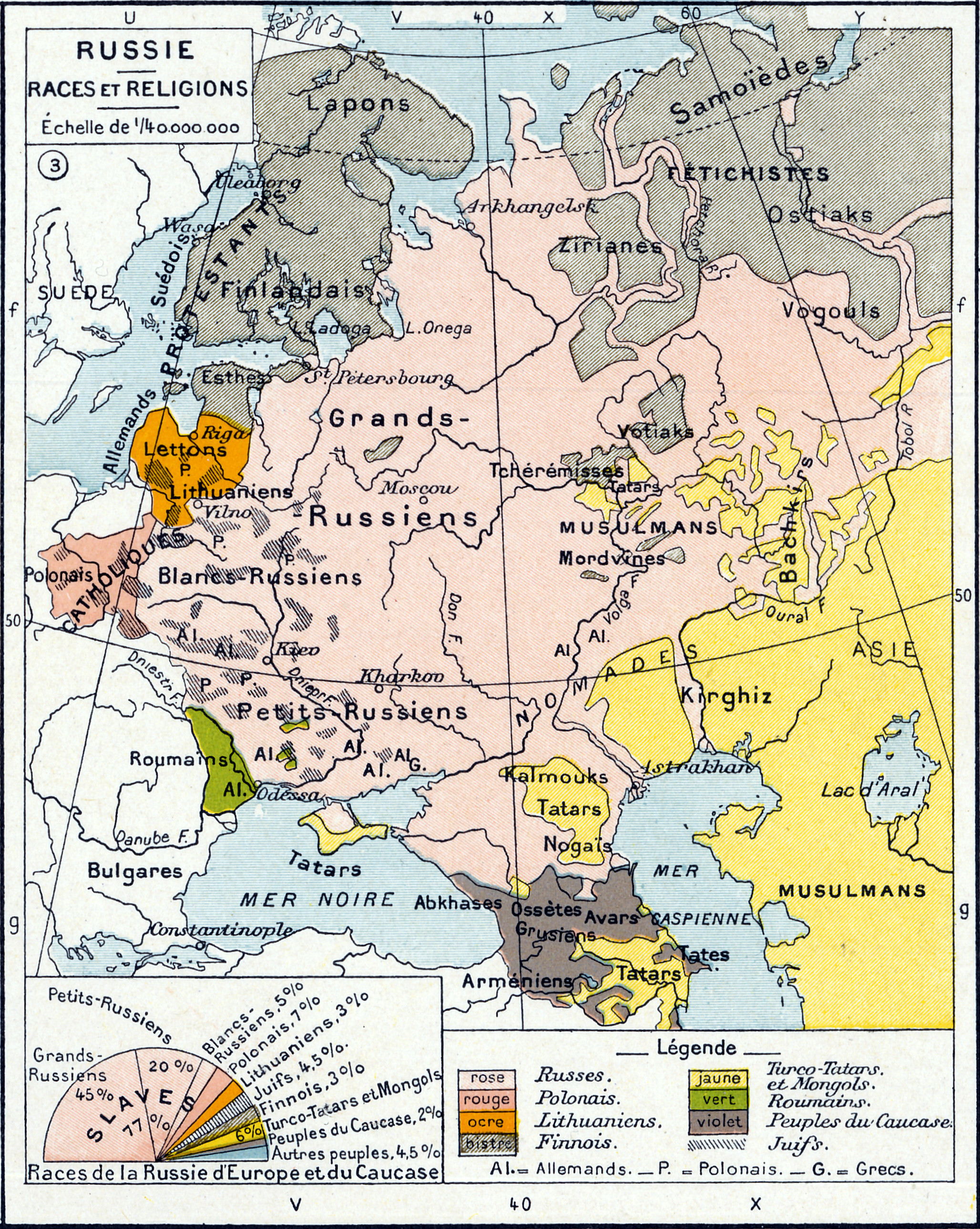
Carte ethnique de la Russie européenne avant la Première Guerre mondiale.

Dans une Europe où s’impose le principe de l’État-nation, l’Empire russe apparaît de plus en plus comme une « prison des peuples », même si la formule n’est lancée par Lénine qu’en 1914. Si le grand-duché de Finlande, annexé par la Russie en 1809, conserve une relative autonomie, l’État impérial ne fait rien pour satisfaire les revendications autonomistes et culturelles des autres peuples périphériques. Avec le développement de la classe moyenne urbaine, le sentiment d’identité s’affirme face à l’État russe, mais aussi aux anciennes élites germano-baltes en Estonie et Lettonie, polonaises en Lituanie. En Pologne russe, le sentiment national, venu de la culture urbaine, se propage parmi les ouvriers et paysans, alors qu’en Ukraine, sous l’influence des Ruthènes d’Autriche-Hongrie dont les droits culturels sont beaucoup plus affirmés, il touche surtout la paysannerie, la population urbaine étant plutôt russe (ou russifiée), polonaise, allemande ou juive.
Pour contrecarrer les courants révolutionnaires, les cercles réactionnaires encouragent la création de partis monarchistes, antisocialistes et antisémites, le plus important étant l’Union du peuple russe ; ces groupes connus sous le nom générique de Cent-Noirs organisent une série de pogroms à partir de 1905. Le tsar lui-même leur est favorable.

### Panslavisme et menace allemande

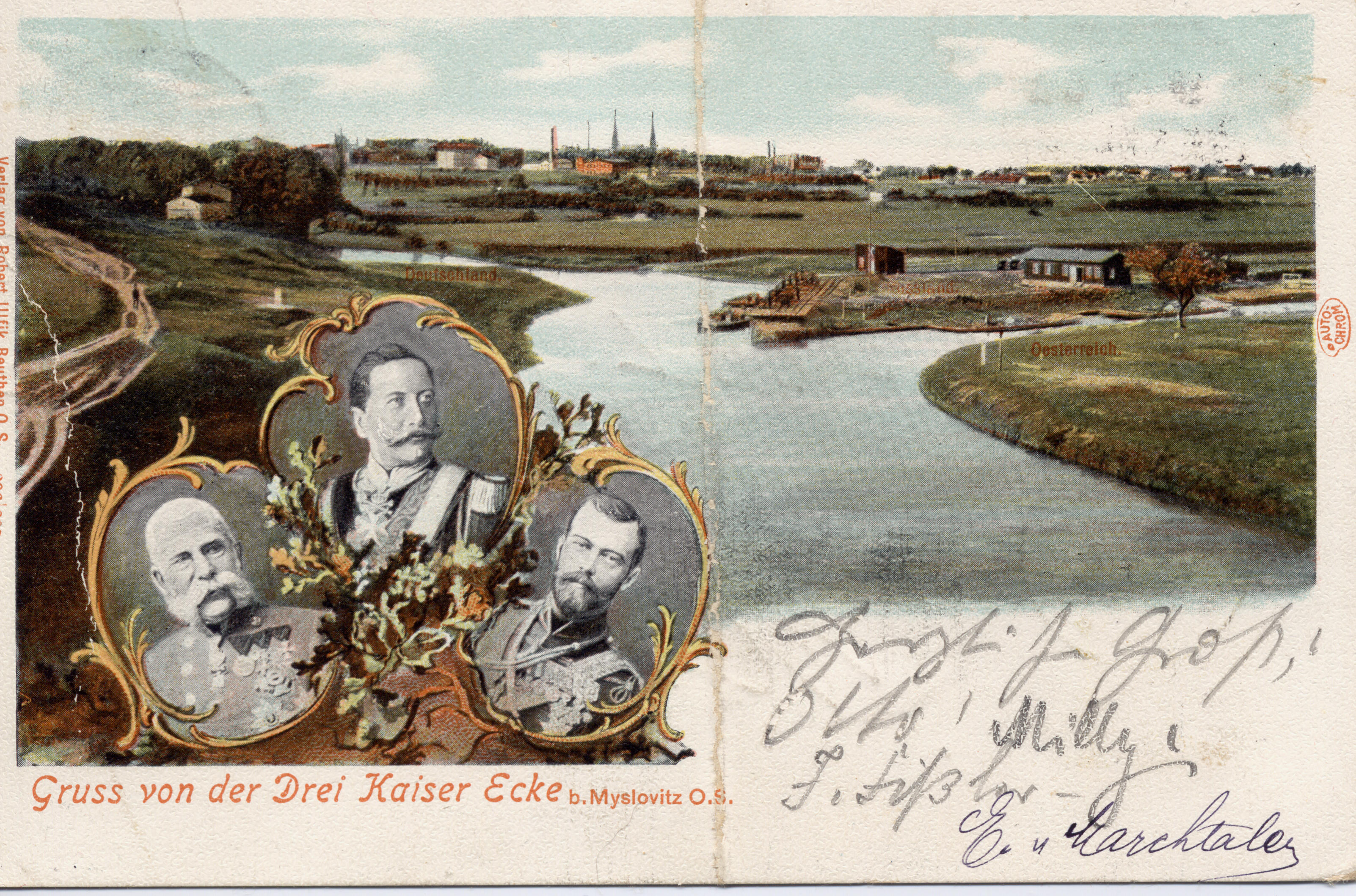
Au temps de l'amitié des trois empereurs : François-Joseph d'Autriche-Hongrie, Guillaume II d'Allemagne et Nicolas II de Russie. Carte postale de la triple frontière, 1902.

La plus grande liberté d’expression après 1905, dans la vie politique et dans la presse, permet aussi la libre expression du nationalisme grand-russe, du panslavisme et de l’antigermanisme. Celui-ci se nourrit de la position sociale avantageuse des Allemands de Russie, parmi lesquels se trouvent beaucoup de riches propriétaires, de hauts fonctionnaires et de dignitaires de la Cour (l’impératrice Alexandra Fedorovna est allemande), et de la supériorité de l’économie de l'Empire allemand qui inonde la Russie de ses capitaux et de ses produits industriels. En 1914, un éditorialiste du journal Novoïé Vrémia écrit : « Dans les vingt dernières années, notre voisin occidental [l’Allemagne] a tenu fermement dans ses crocs les sources vitales de notre prospérité et, tel un vampire, a sucé le sang du paysan russe ». À la veille de la guerre, l'Allemagne représente 47% du commerce extérieur de la Russie. En 1915, un officier russe explique au journaliste américain John Reed pourquoi les paysans russes sont « pleins de patriotisme » pour combattre les Allemands : « Ils haïssent les Allemands. Voyez-vous, la plupart des machines agricoles viennent d’Allemagne, et ces machines ont privé beaucoup de paysans de leur travail, en les envoyant dans les usines de Petrograd, Moscou, Riga et Odessa. Sans compter que les Allemands inondent la Russie de produits bon marché, ce qui cause la fermeture de nos usines et met des milliers d’ouvriers au chômage ». John Reed, sceptique, note cependant que les paysans russes ont encore plus de raisons d’en vouloir à leurs seigneurs qu’aux Allemands.

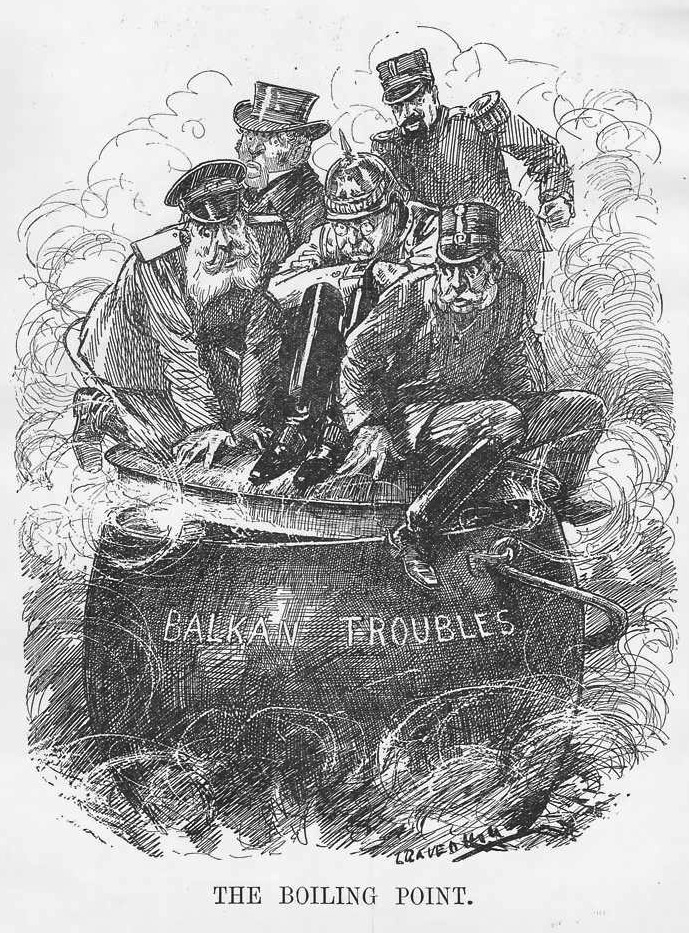
« Le point d'ébullition » : la Russie, l'Allemagne et l'Autriche-Hongrie s'inquiétant de l'agitation des Balkans. Caricature britannique du Punch, 2 octobre 1912.

Mais les milieux cultivés en Russie s’inquiètent aussi de la politique mondiale de Guillaume II qui vise à étendre la puissance militaire et coloniale allemande dans le monde, et de celle de l’Autriche-Hongrie, alliée de l’Allemagne, qui affiche ses ambitions dans les Balkans. Lors de la crise bosniaque de 1908, Alexandre Goutchkov, chef de file du parti modéré des Octobristes, dénonce comme un « Tsushima diplomatique » l’absence de réaction russe à l’annexion de la Bosnie-Herzégovine par la double monarchie. Les partis modérés, libéraux ou de droite appellent à la fermeté face à l’alliance austro-allemande. La menace du pangermanisme alimente le panslavisme dans une partie des élites russes. Lors du congrès panslave de Prague en juillet 1908, des délégués de la Douma russe proposent aux Slaves d’Autriche-Hongrie et des Balkans de constituer une fédération avec la Russie. Les partisans du panslavisme forment des sociétés de soutien aux « peuples frères » slaves contre l’Empire ottoman pendant les Guerres balkaniques de 1912-1913. En 1912, le prince Grigori Troubetskoï (ru), chargé des affaires ottomanes et balkaniques au ministère des Affaires étrangères, est favorable à l’extension de l’hégémonie russe sur les Balkans et Constantinople. Le grand-duc Nicolas Nikolaïevitch, oncle du tsar et gendre du roi Nicolas de Monténégro, est aussi gagné à la cause panslave.
Alexandre Goutchkov, devenu président de la commission de la Défense à la Douma, soutient un programme de réarmement massif mais il le subordonne à une réforme du haut commandement : il demande que l’état-major de la Marine impériale russe passe sous le contrôle du gouvernement et non plus de la Cour, et que l’avancement s’y fasse au mérite et non plus par faveur. Nicolas II n’accepte cette réforme qu’à contrecœur, sur l’insistance de son premier ministre Stolypine, et en faisant confirmer par le parlement son titre de chef suprême des armées.
Cependant, les dirigeants russes sont conscients du risque d’une guerre avec l’Allemagne. L’état-major et le ministre des Affaires étrangères, Sergueï Sazonov, estiment que l’armée ne sera pas prête avant 1917. En février 1914, le ministre de l’Intérieur, Piotr Dournovo, affirme, dans un mémorandum adressé au tsar, qu’une guerre ne peut qu’exacerber les tensions politiques et sociales en Russie et déboucher sur une révolution dévastatrice. À l’inverse, Lénine, alors en exil, écrit à Maxime Gorki en 1913 : « Une guerre entre l’Autriche et la Russie serait très favorable à la révolution mais il est peu probable que François-Joseph et Nikolacha [Nicolas II] nous fassent ce plaisir ».

## La Russie en guerre

### L’entrée en guerre

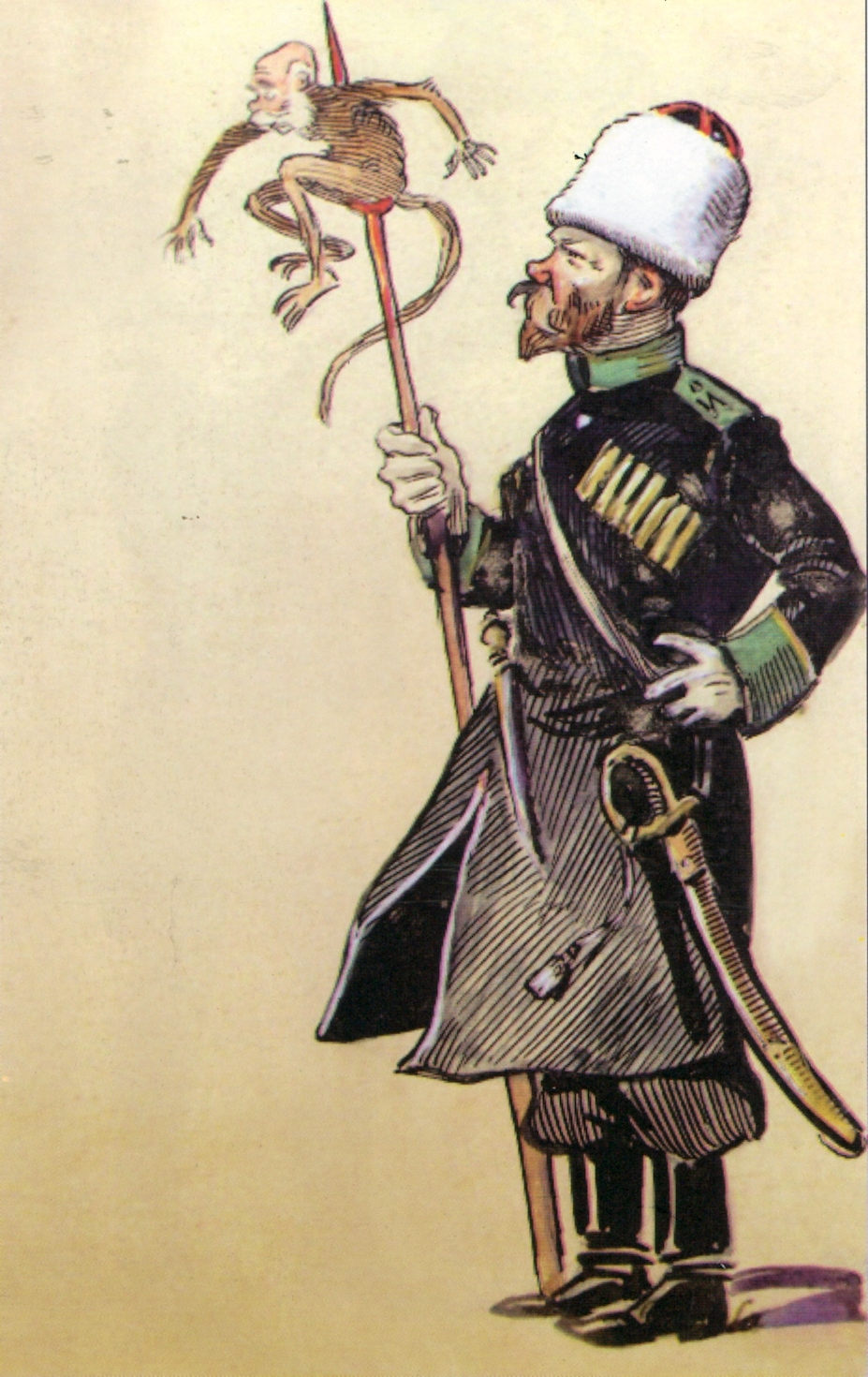
Nicolas II embrochant l'empereur austro-hongrois François-Joseph, caricature roumaine de Nicolae Petrescu-Găină, n.d.

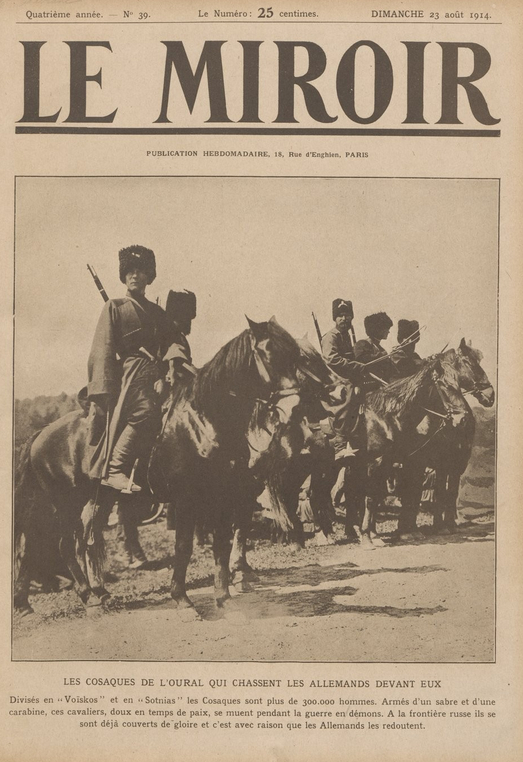
« Les Cosaques de l'Oural qui chassent les Allemands devant eux », image de propagande du magazine français Le Miroir, 23 août 1914.

L’attentat du 28 juin 1914 et l’ultimatum austro-hongrois à la Serbie du 23 juillet poussent la Russie à soutenir son allié serbe face à la double monarchie. Ainsi, de grandes manifestations se rassemblent devant l’ambassade austro-hongroise à Saint-Pétersbourg. Le 24 juillet, au conseil des ministres, le ministre de l’agriculture Alexandre Krivochéïne (en) déclare : « L’opinion publique ne comprendrait pas pourquoi, au moment critique impliquant les intérêts de la Russie, le gouvernement impérial a répugné à agir hardiment ». Le ministre des Affaires étrangères Sergueï Sazonov avertit le tsar que « s’il ne cédait au peuple qui réclame la guerre et ne dégainait pas l’épée au nom de la Serbie, il courait le risque d’une révolution, voire de la perte de son trône ». Le 30 juillet, Nicolas II se résigne à ordonner la mobilisation générale : l’Allemagne en fait autant et déclare la guerre à la Russie le 1er août. Les partis d’opposition se rallient à la défense nationale, les mouvements de grève, nombreux depuis 1912, s’arrêtent, et la foule saccage l’ambassade d’Allemagne à Saint-Pétersbourg (en). Le 2 août, une foule nombreuse se rassemble devant le Palais d'Hiver pour acclamer l’empereur et se met à genoux en chantant l’hymne Dieu protège le tsar. La plupart des manifestants sont des bourgeois ou des employés venus sur ordre mais Nicolas II croit avoir refait l’union de son peuple et confie au précepteur de ses enfants : « Je suis sûr qu’il se produira maintenant en Russie un mouvement analogue à celui de la grande guerre de 1812 ». Le 8 août, la Douma décide de s’autodissoudre jusqu’à la fin des hostilités pour ne pas causer d’embarras au gouvernement.

### Des buts de guerre à définir
Le 14 août 1914, le grand-duc Nicolas Nikolaïevitch, chef de l’armée russe, lance un appel aux peuples slaves d'Autriche-Hongrie pour qu'ils se joignent à la Russie. Pour couper court aux tentatives des Austro-Allemands visant à soulever la Pologne russe, il appelle « à la renaissance sous ce sceptre [russe] d'une Pologne libre de sa foi, de son langage et ayant droit de se gouverner elle-même ». Cette proclamation, approuvée en sous-main par le tsar et le conseil des ministres, se révélera vite en contradiction avec la réalité de l'occupation russe en Pologne. Les Russes, qui occupent la Galicie orientale après la débâcle de l'armée austro-hongroise à la bataille de Lemberg, y mènent une politique de russification, implantent des fonctionnaires russes et ferment 3 000 écoles polonaises et ruthènes.

### La Porte ottomane se referme
L’Empire ottoman, resté en retrait lors de la crise de juillet, tarde à s’engager dans un camp ou dans l’autre. Cependant, il songe à sa revanche sur les traités de 1878 et, le 2 août, il signe un traité secret d’alliance germano-ottomane. L’arrivée des croiseurs allemands Goeben et Breslau, qui se réfugient dans les Détroits turcs pour échapper à la Royal Navy, modifie l’équilibre des forces en mer Noire : Guillaume II les vend au sultan avec leurs équipages et leurs commandants. Le 27 août, l’Empire ottoman dénonce la convention des Détroits et ferme les Dardanelles au commerce étranger ; quelques jours plus tard, il abroge les capitulations et ferme toutes les juridictions et bureaux de poste étrangers. La mer Baltique étant déjà sous contrôle allemand, le blocus de la mer Noire interrompt les relations maritimes entre la Russie et ses alliés. Le 29 octobre, sur ordre du ministre de la Guerre Enver Pacha, la flotte germano-ottomane bombarde Odessa, Sébastopol et Novorossiïsk : la Russie réagit en déclarant la guerre à l’Empire ottoman le 2 novembre, suivie par la France et le Royaume-Uni le 5 novembre.
Sur le front du Caucase, l’offensive ottomane de Sarıkamış en décembre 1914-janvier 1915 est un désastre total : l’armée ottomane, mal équipée, perd deux corps d’armée par le froid et les maladies plus que par les combats. Cependant, l’offensive britannique des Dardanelles, maritime en février 1915, puis terrestre par débarquement dans la péninsule de Gallipoli de mars 1915 à janvier 1916, se révèle une impasse. En 1915 et 1916, la marine russe mène plusieurs opérations en mer Noire sans parvenir à faire sauter le barrage des Détroits.

Les nouveaux fronts du conflit
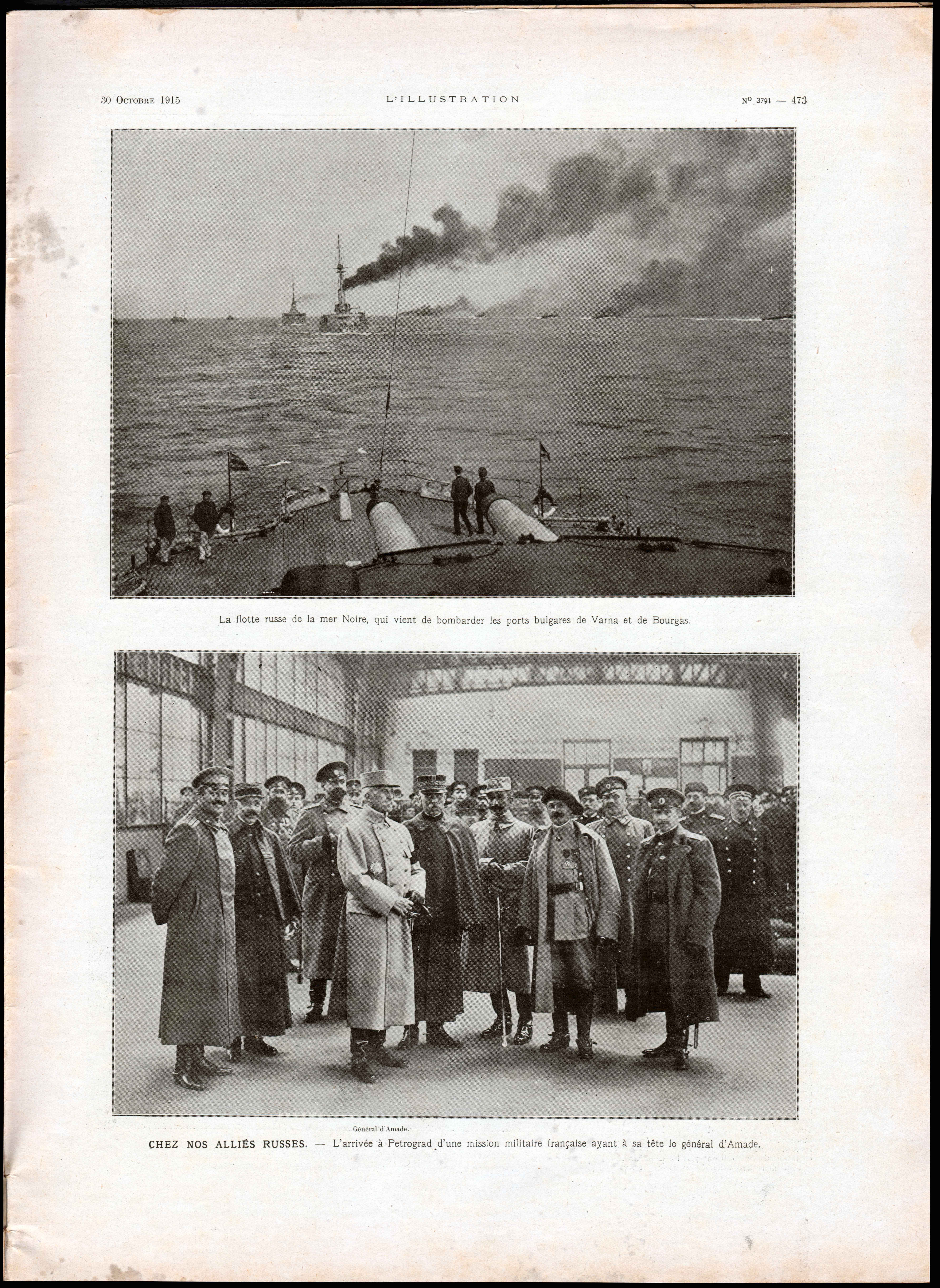
« Chez nos alliés russes » : la marine impériale russe en mer Noire bombarde Varna en Bulgarie qui vient de rejoindre les Empires centraux (en haut) ; arrivée à Petrograd de la mission militaire française du général Albert d'Amade (en bas). Images du magazine français L'Illustration, 30 octobre 1915.
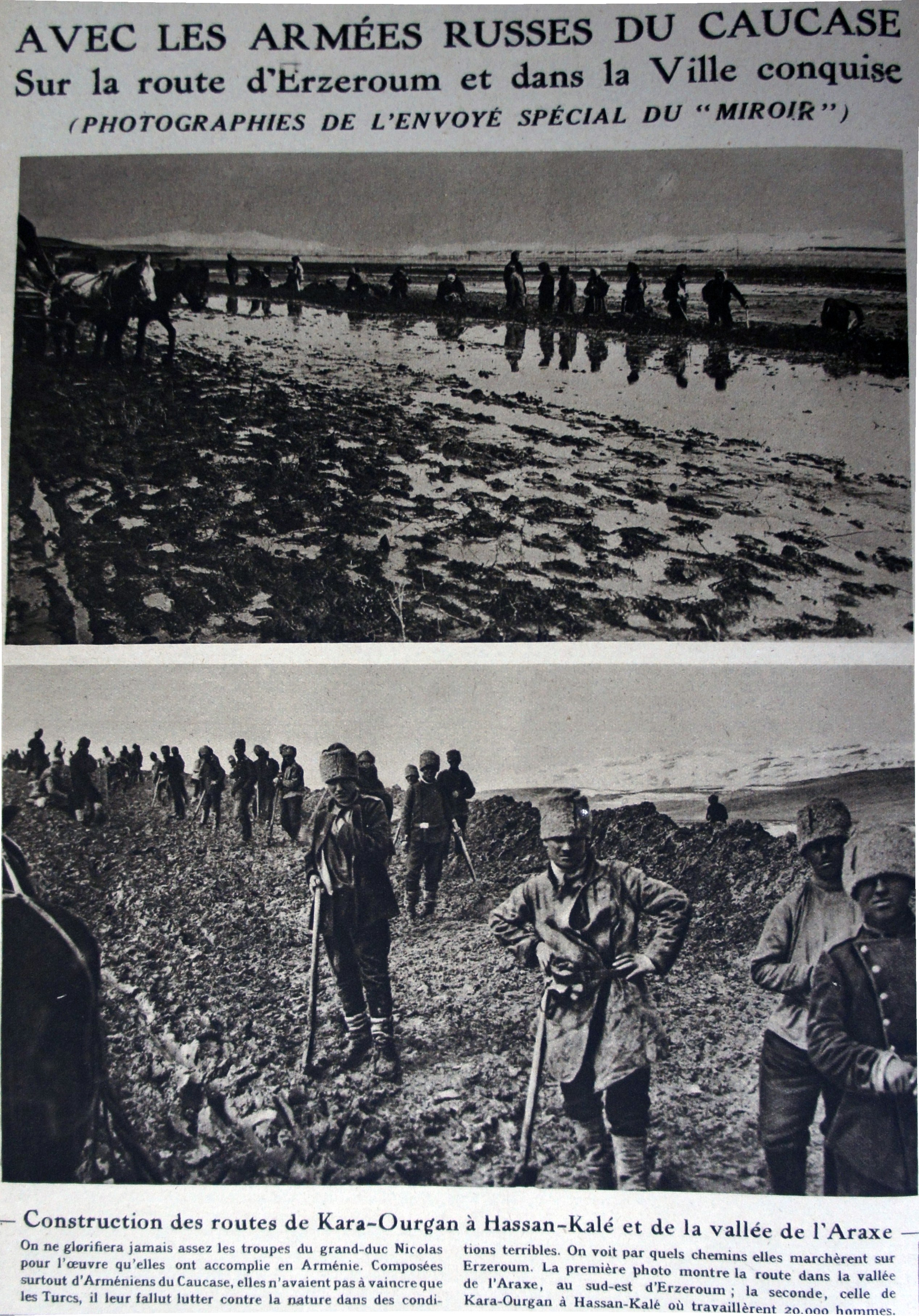
« Avec les armées russes du Caucase », aménagement de routes par des volontaires arméniens pendant la bataille d'Erzurum, Le Miroir, 14 mai 1916.

### L’épreuve de la guerre
L’enthousiasme initial du pouvoir n’est guère partagé par la masse du peuple : plusieurs observateurs étrangers notent qu’il n’y a pas de foule ni de fanfare dans les gares pour acclamer les troupes et que les recrues paysannes se mettent en route avec un air sombre et résigné. Dès les premières semaines de la guerre, certains soldats ne cachent pas leur mauvaise humeur : « Qui diable nous a fichu cette guerre ? On se mêle des affaires des autres ! », « On est de Tambov, les Allemands ne vont pas aller jusque-là », « Qu’ils aillent donc se battre eux-mêmes. Encore un petit peu, et on va régler des comptes avec vous ». La plupart n’ont qu’une très vague idée des causes de la guerre, ne savent pas ce qu’est la Serbie ni même l’Allemagne.

Front de l'Est en 1914.

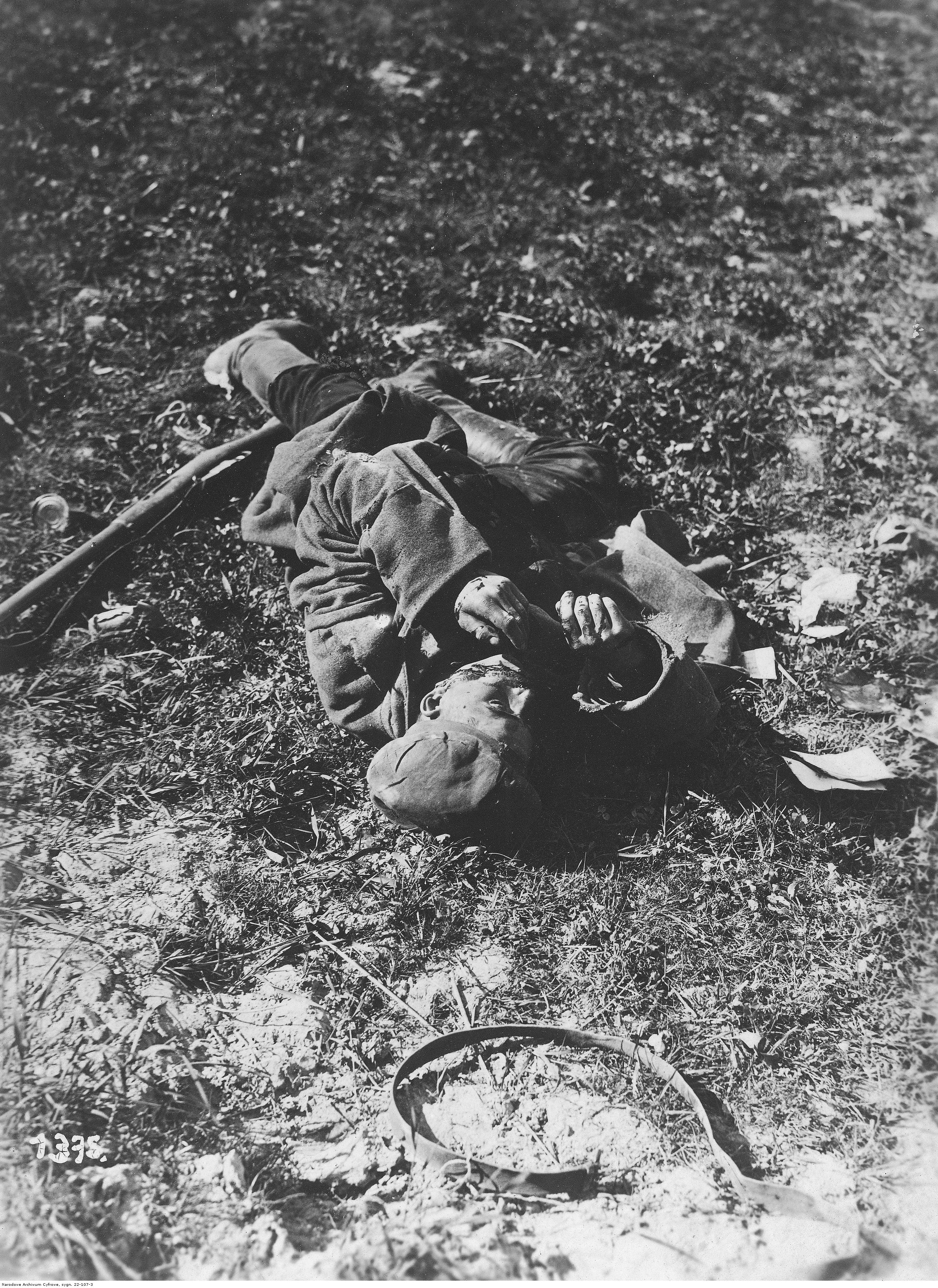
Soldat russe tué, v. 1914-1918.)

Sous la tutelle du général Soukhomlinov, ministre de la Guerre depuis 1909, la Russie a acquis de grandes quantités d’armement mais le commandement militaire reste dominé par des généraux venus de la noblesse de cour et de la cavalerie de la Garde, maîtrisant mal les techniques militaires modernes. Le grand-duc Nicolas Nikolaïevitch, chef nominal des armées, n'est pas un expert militaire. La coordination est mauvaise entre le ministère, l’état-major général (Stavka) basé à Baranavitchy et les commandants de fronts.
En 1914, l’armée entière n’a que 679 voitures à moteur et l’essentiel des transports se fait en charrette. La 2e armée, qui doit jouer un rôle décisif dans l’offensive en province de Prusse-Orientale, n’a que 25 téléphones de campagne et un télégraphe souvent en panne, ce qui l’oblige à envoyer des estafettes chercher les télégrammes au bureau de poste de Varsovie. L’état-major russe, comme celui des autres belligérants, avait compté sur une guerre courte : la réserve de munitions, 7 millions d’obus au début du conflit, se révèle très vite insuffisante alors que le ministère n’a pas prévu de plan de production de guerre. Dès le début de 1915, les recrues doivent s’entraîner sans fusils et, quand elles partent au front, attendre pour récupérer les armes des hommes tués. Personne n’a envisagé que la guerre durerait au-delà de l’automne et il n’y a même pas de stocks suffisants de vêtements d’hiver pendant la bataille des Carpates. Les soldats manquent de chaussures et de harnachement parce que la quasi-totalité du tanin pour le cuir était importé d’Allemagne. Le matériel importé des pays alliés et des États-Unis n’arrive que lentement ; il est très hétéroclite et, à la fin de la guerre, l’infanterie utilise 10 calibres différents. La plupart des généraux comprennent mal la logique de la guerre de positions et négligent de faire creuser des tranchées, ou se contentent d'une seule ligne superficielle. Alexeï Broussilov, chef de la 8e armée, est un des rares commandants à prescrire une triple ligne de défense mais s'aperçoit que ses subordonnés négligent ses consignes.
L’armée russe, mal ravitaillée et le plus souvent mal commandée, est mise en déroute par les grandes offensives des Empires centraux en 1915 : Austro-Hongrois et Allemands en Galicie, Allemands seuls en Pologne centrale. Les grandes forteresses russes, Ivangorod, Novogeorgievsk, Grodno, Osowiec, Kovno, encerclées et pilonnées par l’artillerie lourde allemande, doivent capituler avec leurs stocks de munitions péniblement reconstitués. La stratégie de « terre brûlée » ordonnée par l’état-major russe entraîne la destruction des usines, entrepôts et silos tandis que des centaines de milliers de civils sont évacués en catastrophe vers l’est. La perte de la Pologne russe prive l’Empire de 10% de sa production de fer et d’acier et 50% de son industrie chimique.

Le temps des désastres, 1914-1915
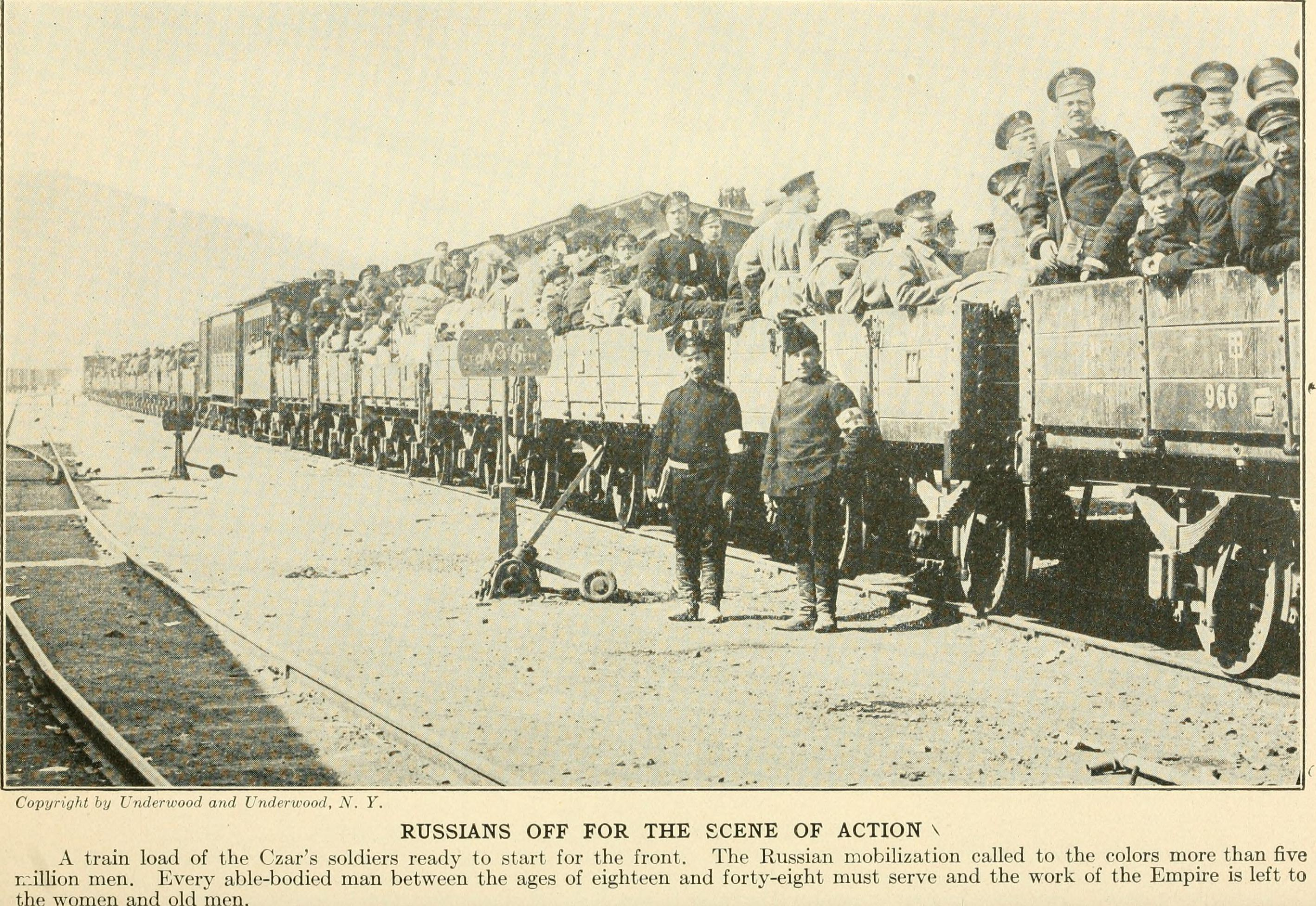
Train convoyant des soldats russes vers le front. Photographie de Charles Morris, août 1914.
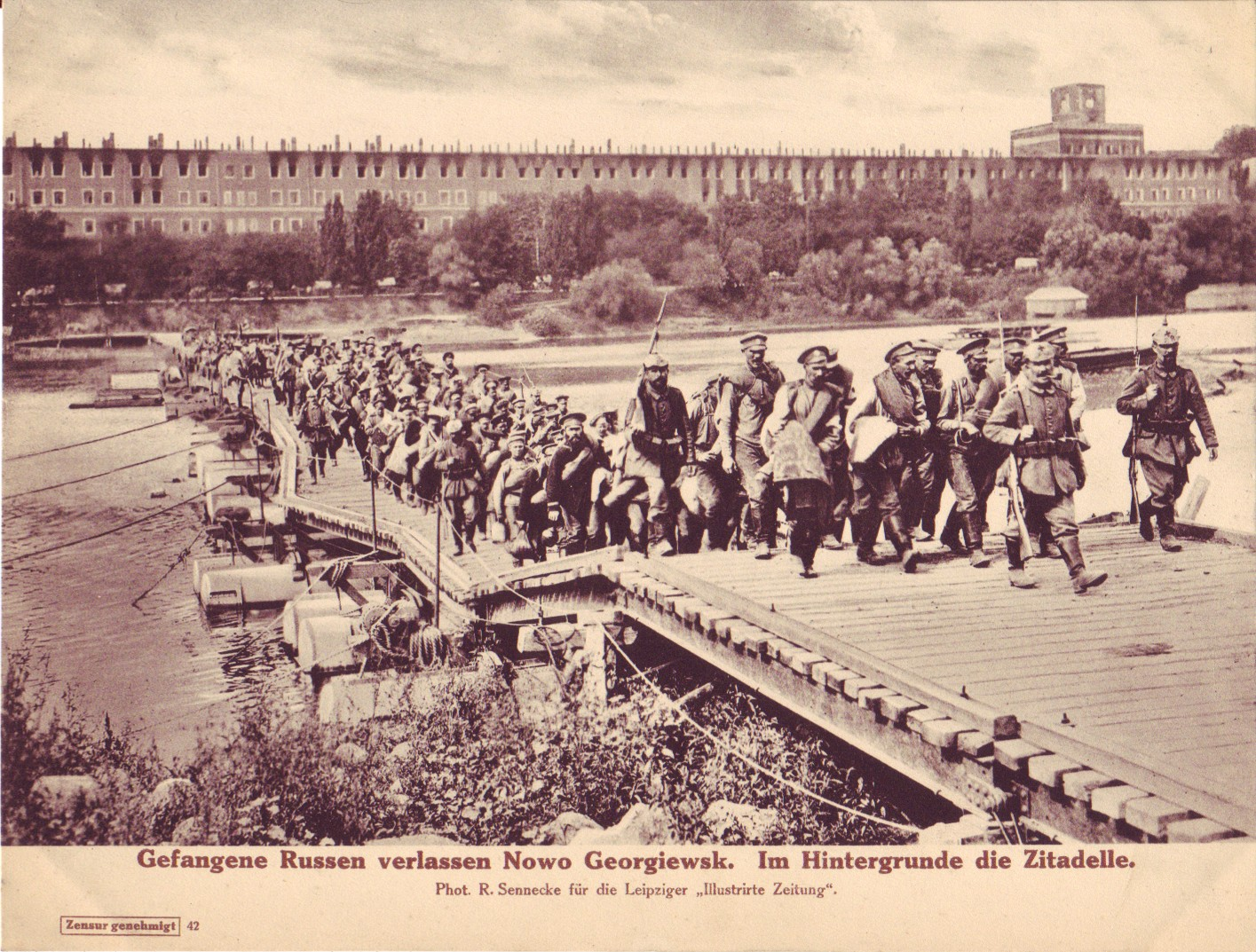
Prisonniers de guerre russes conduits par des soldats allemands après la reddition de la forteresse de Novogeorgievsk, août 1915.
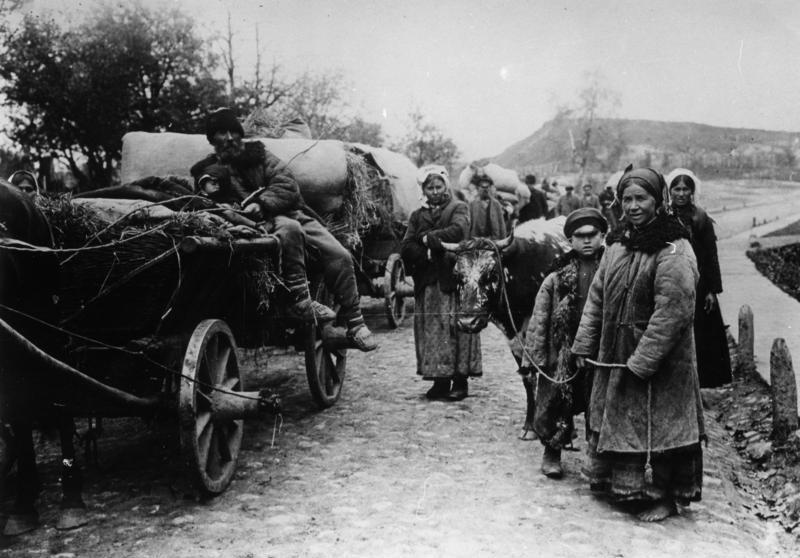
Paysans russes évacués pendant la Grande Retraite, novembre 1915.

### Un jet constant d’hommes

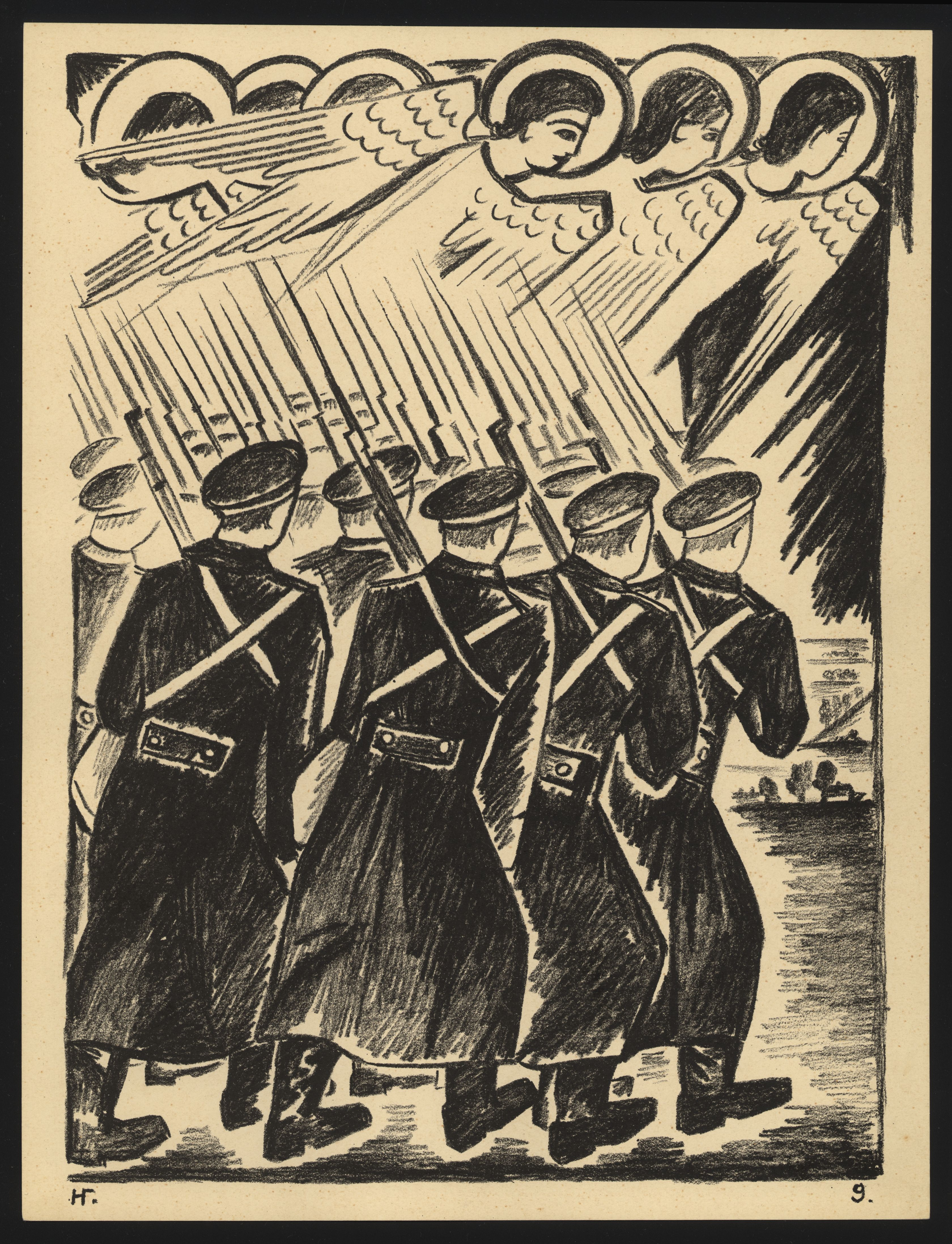
Soldats accompagnés par des anges, dessin de Nathalie Gontcharova, 1914.

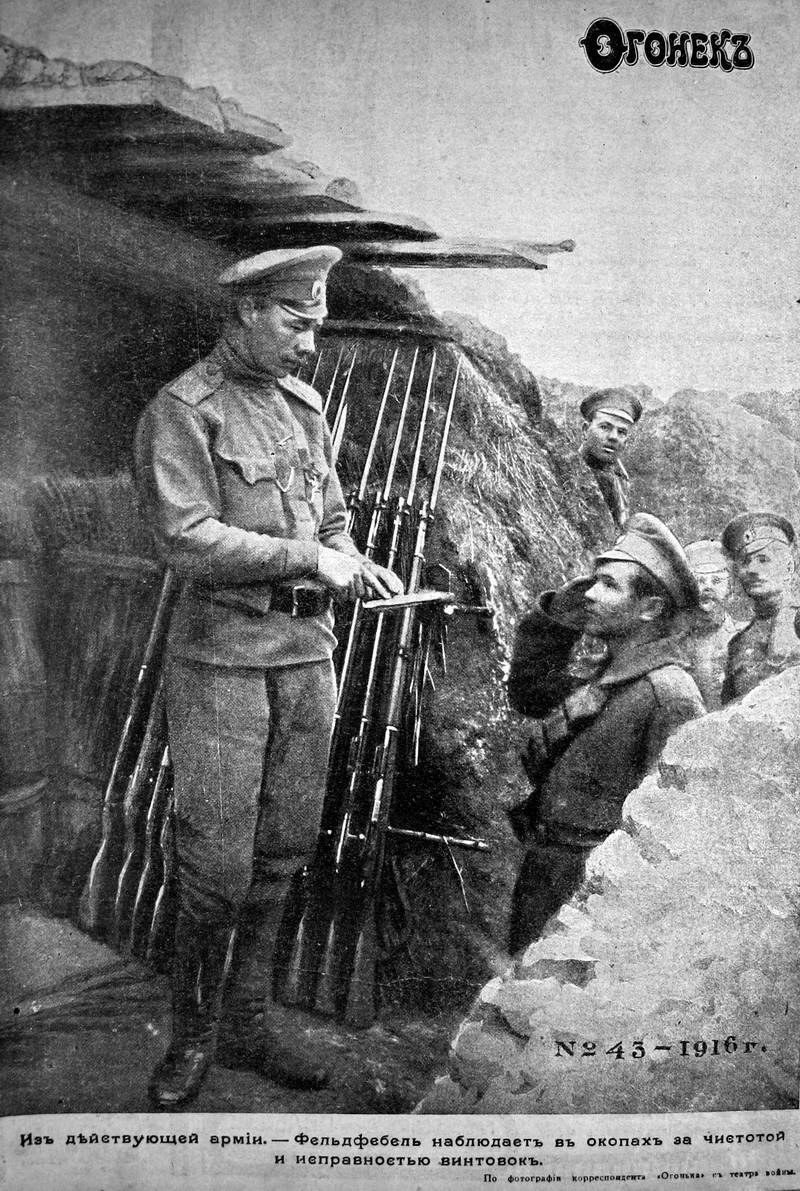
Jeune sous-officier montrant à ses hommes le maniement des nouveaux fusils, Ogoniok, 1916.

Au début de la guerre, la noblesse représente la grande majorité de l’encadrement : 90% des généraux, 80% des officiers de rang moyen et 65% des officiers subalternes. L’encadrement subit des pertes considérables : 60 000 officiers sont tués et blessés dans les 12 premiers mois de la guerre et 72 000 sont morts ou disparus de 1914 à 1917 dont 208 généraux et 1 076 médecins militaires. Il s’ensuit un renouvellement rapide des cadres : en 1914, les écoles militaires forment en un an et demi 30 222 officiers ; en 1916, ce sont 38 écoles qui envoient au front 50 350 officiers ; au total, l’armée reçoit 227 000 nouveaux cadres pendant la guerre dont seulement 5% de nobles, 27,5% de bourgeois et 58,4% de paysans. Les nouveaux officiers et sous-officiers, le plus souvent d’origine populaire, supportent de plus en plus mal l’arrogance et l’incompétence de leurs supérieurs : quand l’agitation révolutionnaire se fera sentir dans l’armée, beaucoup se solidariseront de leurs hommes.
La mortalité par les combats, l’infection de blessures et les épidémies (choléra, typhus, etc.) dépassent toutes les prévisions et le service médical est rapidement débordé : dans un hôpital de campagne, le général Broussilov trouve 4 médecins, travaillant jour et nuit, pour 3 000 blessés et malades. L’armée perd 1,8 million d’hommes dans la seule année 1914. L’évacuation des blessés, sur un réseau ferroviaire surchargé, pose des problèmes insurmontables : pendant l’offensive du lac Narotch de mars-avril 1916, il faut 5 jours pour amener un train de blessés jusqu’à Moscou, et 12 pendant l’offensive Broussilov de juin 1916. Le district d’évacuation de Moscou, qui comprend 6 gouvernements de la Russie centrale (Moscou, Iaroslavl, Kazan, Samara, Tambov et Kostroma), pour 196 000 lits d’hôpital, reçoit en moyenne 90 000 blessés et malades par mois et au total 2 427 288 d’août 1914 à juin 1917. Malgré les efforts de chirurgiens experts comme Nikolaï Bogoraz (ru) ou Nikolaï Bourdenko, le taux de guérison est bas : sur 1,5 million de soldats hospitalisés entre septembre 1914 et septembre 1915, 468 000 sont renvoyés au front, et parmi ceux qui ne meurent pas d’infection ou d’épidémies, beaucoup restent invalides.
Le renouvellement de la troupe est aussi rapide que celui des cadres : pratiquement chaque unité change dix ou douze fois de composition au cours de la guerre, empêchant la formation d’une solidarité de corps. Le général Anton Dénikine parle d’« un jet constant d’hommes ». Les paysans mobilisés se plaignent que leurs chefs mènent une vie luxueuse à l’écart de la troupe et traitent leurs soldats comme des serfs. L’un d’eux écrit que, dans son unité, des officiers ont « fouetté cinq hommes devant 28 000 soldats parce qu’ils avaient quitté leurs baraques sans permission pour aller acheter du pain ».

Les épreuves de la guerre, 1914-1915
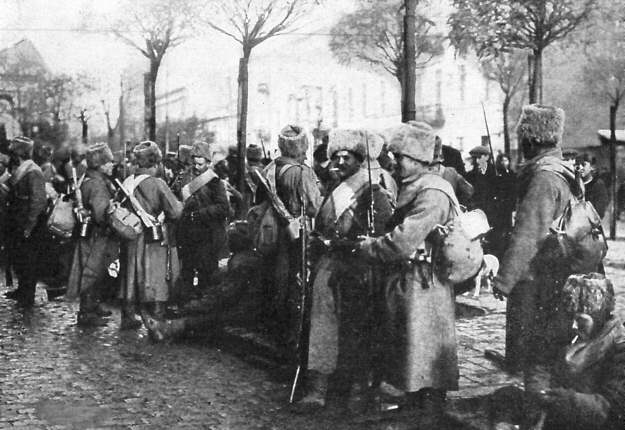
Soldats sibériens à Varsovie, 1914.
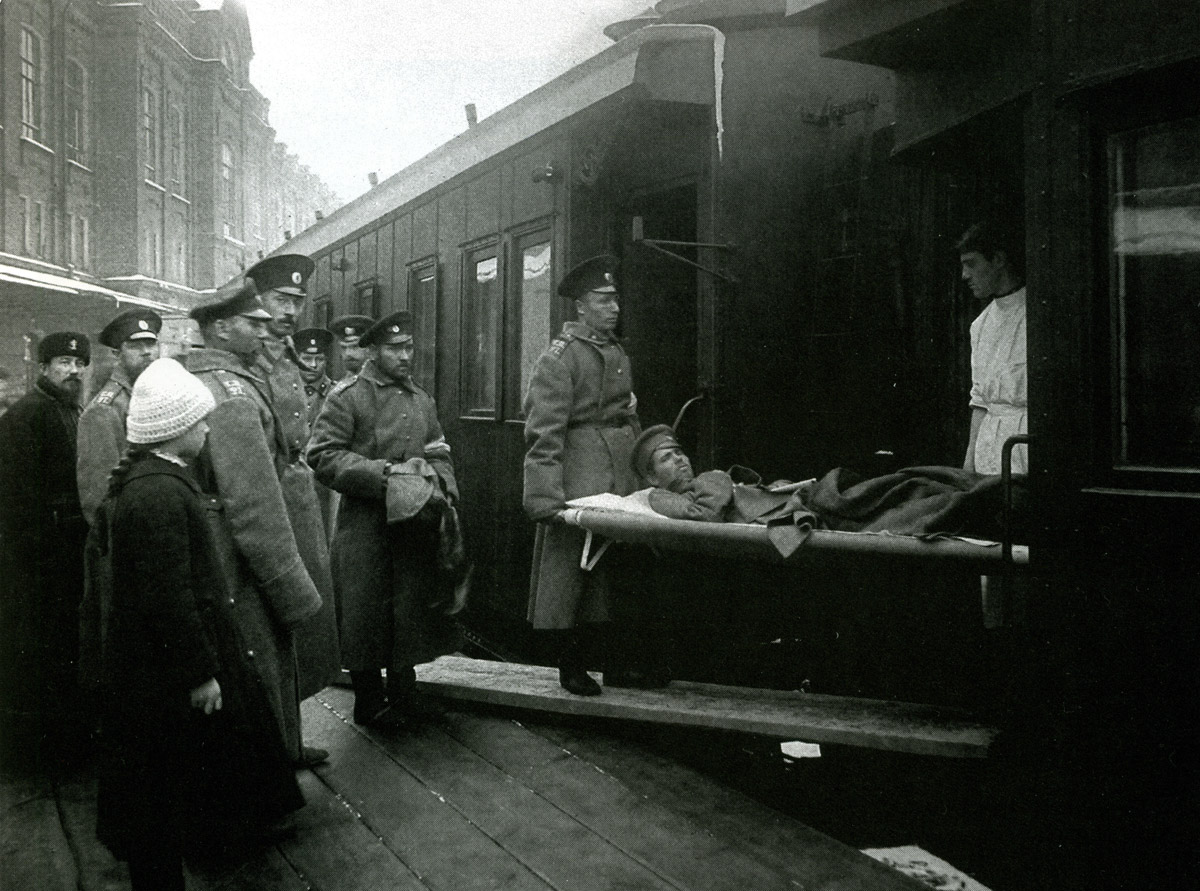
Évacuation d'un blessé par chemin de fer, Moscou, 1914.
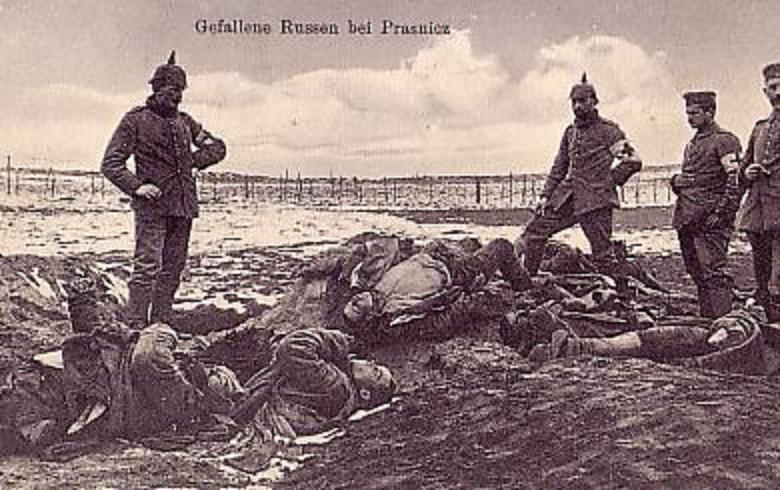
Soldats russes tués pendant l'offensive de la Narew, carte postale allemande, 1915.
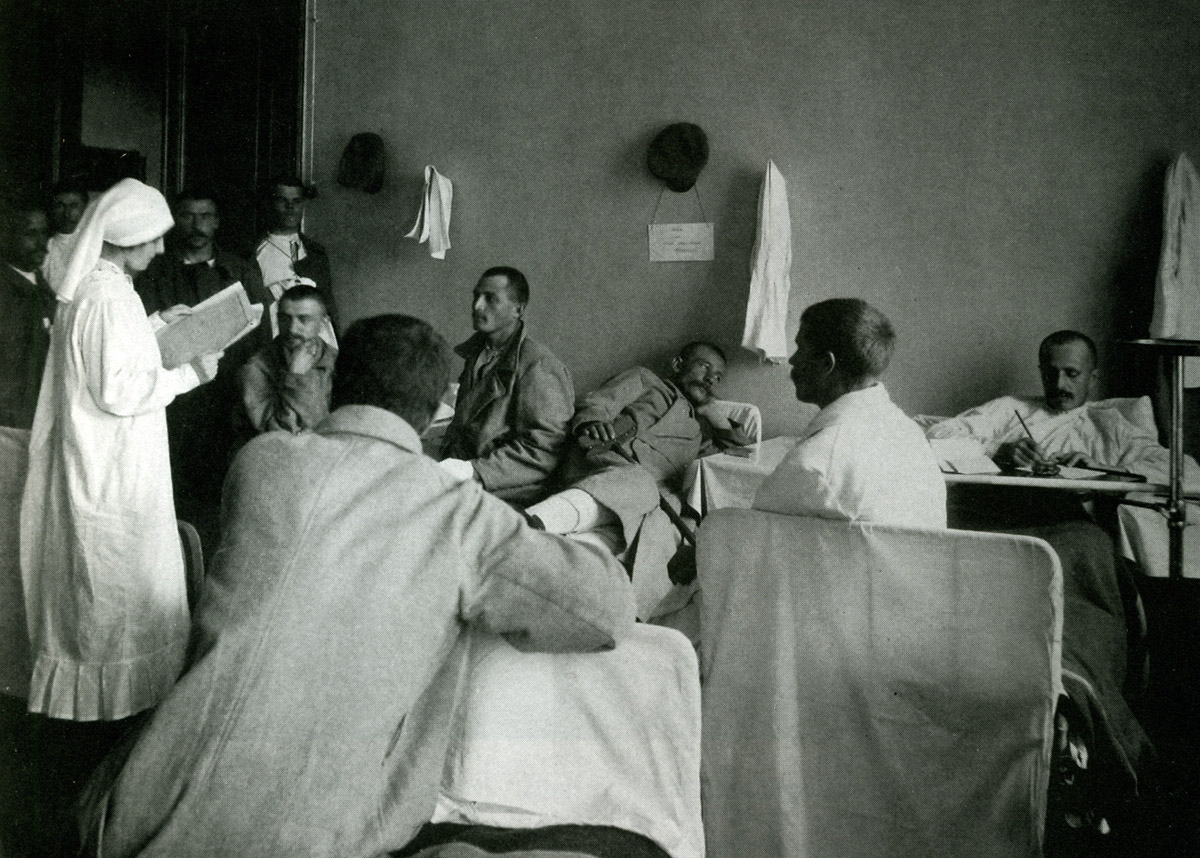
Hôpital militaire établi dans une école de Karl K. Mazing à Moscou, 1914.

### Un pouvoir discrédité

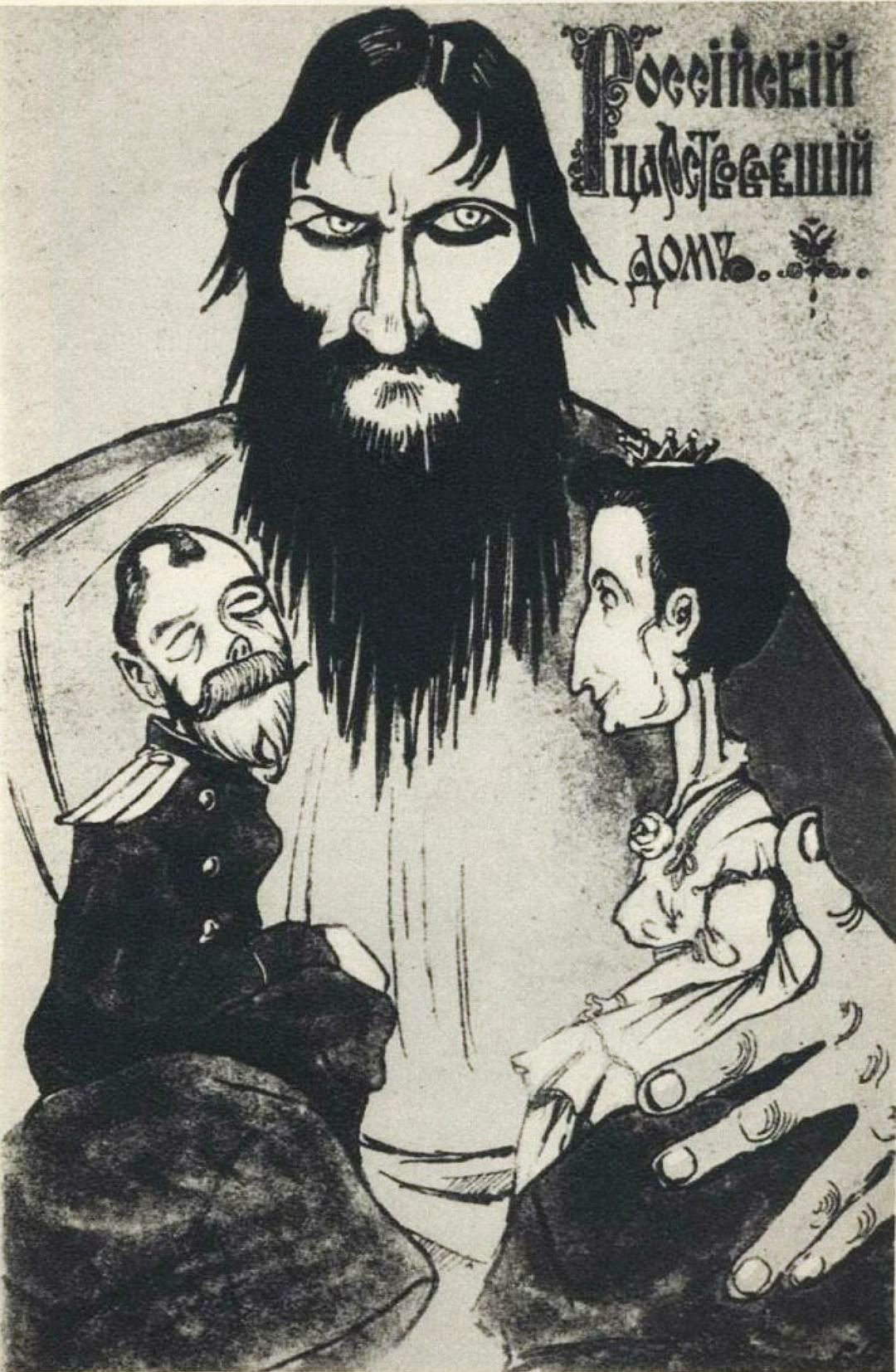
Raspoutine manipulant le tsar et l'impératrice Alexandra, caricature russe.

Le 19 juillet 1915, Nicolas II accepte de rouvrir la Douma. Cette décision est accueillie avec joie par la bourgeoisie libérale, notamment par les industriels de Moscou, groupés dans le Comité des industries de guerre, qui espèrent des réformes, un gouvernement plus efficace et une meilleure répartition des commandes d'armement. Les députés du centre et de la gauche s'allient dans un « Bloc progressiste » rassemblant les deux tiers des députés mais le tsar ne tarde pas à y voir une menace pour l'autocratie.
Le 22 août 1915, alors que la situation du front tourne au désastre, Nicolas II décide de limoger le grand-duc Nicolas Nikolaïevitch, muté sur le front du Caucase, et de prendre lui-même le commandement des forces armées. Cette décision provoque la consternation des ministres au point que plusieurs déclarent désapprouver la décision impériale. Le tsar fixe son séjour au siège de la Stavka, transféré à Moguilev en Biélorussie, et ne contrôle plus que de loin les décisions politiques. L’impératrice Alexandra, rendue très impopulaire par ses origines allemandes et par la faveur compromettante qu’elle accorde au guérisseur Grigori Raspoutine, prétend exercer le pouvoir dans un sens autocratique : le 2 septembre 1915, elle obtient la suspension de la Douma, récemment rétablie, ce qui entraîne deux jours de grève générale à Petrograd. Les ministres qui désapprouvent sa conduite des affaires ou celle de son favori sont renvoyés. Entre septembre 1915 et février 1917, la Russie a 4 premiers ministres, 5 ministres de l’Intérieur, 3 des Affaires étrangères, 3 des Transports et 4 de l’Agriculture. En mars 1916, le tsar renvoie le général Alexeï Polivanov, ministre de la Guerre, excellent organisateur qui avait réussi à relever l'armée après les désastres de 1915 mais à qui l'impératrice reproche ses liens avec l'opposition libérale.
Vers la fin de 1916, plusieurs complots se forment dans l'opposition parlementaire pour déposer le tsar et confier la régence soit à son oncle Nicolas Nikolaïevtch, soit à son frère cadet Michel Alexandrovitch, mais aucun des deux grands-ducs n'a envie d'exercer le pouvoir. Le seul complot qui aboutit est l'assassinat de Raspoutine, le 16 décembre 1916, par un groupe d'aristocrates, mais il ne fait qu'aggraver l'isolement du tsar.

### Dernières victoires

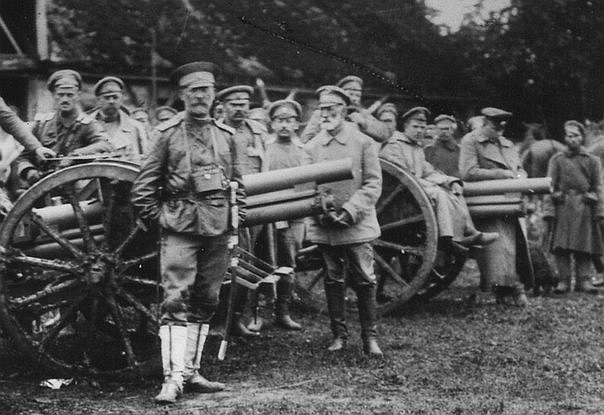
Canons capturés par les troupes russes pendant l'offensive Broussilov, 1916.

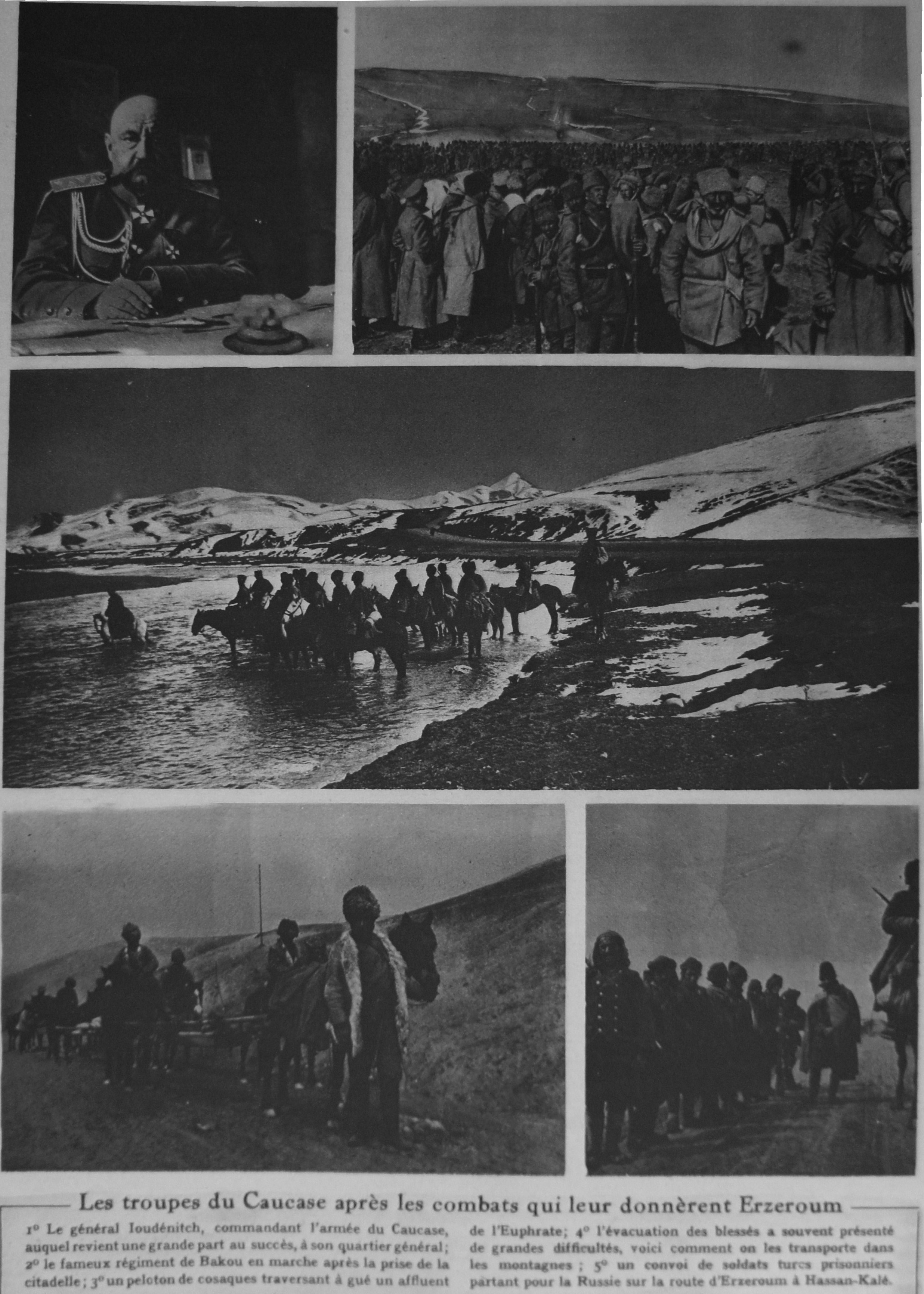
« Les troupes du Caucase après les combats qui leur donnèrent Erzeroum », Le Miroir, 14 mai 1916.

Carte du front russe en 1917.

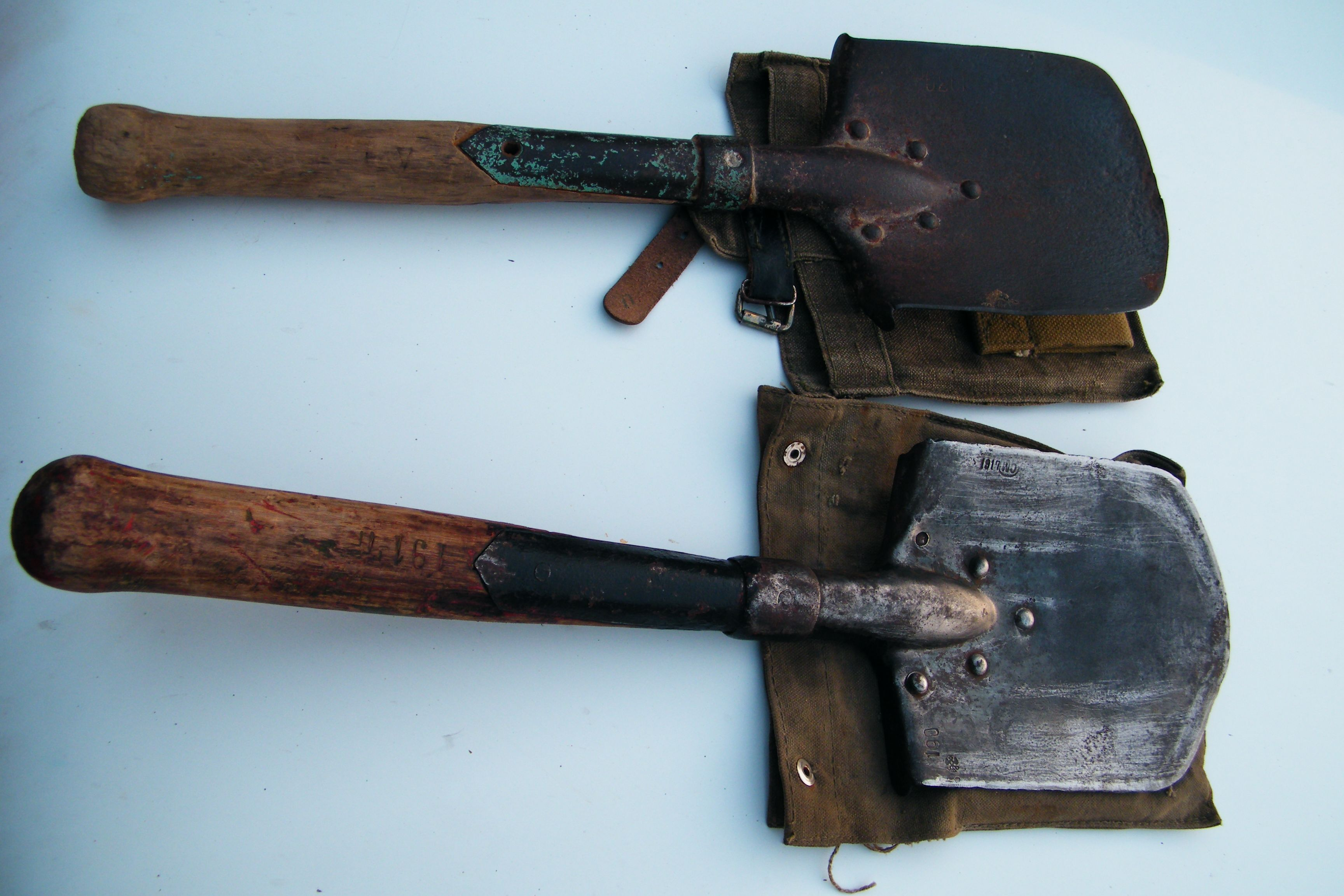
Pelles de tranchée russes de 1916.

Au début de 1916, alors que l'opération britannique des Dardanelles tourne au fiasco, les Russes, soutenus par des volontaires arméniens, décident de lancer une grande offensive sur le front du Caucase : engagée en plein hiver dans une neige épaisse, elle aboutit à la prise d'Erzurum, de Trébizonde (en) et d'Erzincan. La difficulté des transports en terrain montagneux, l'arrivée de renforts ottomans et l’épuisement de l'armée russe, accaparée par l'offensive en Galicie, amènent une stabilisation du front. Les deux empires sont à la limite de leurs forces lorsque la révolution russe de février-mars 1917 entraîne la dislocation de l'armée russe, permettant aux Ottomans de reprendre les provinces perdues.
L'offensive de Galicie de 1916 est une des plus grandes opérations du conflit. Le Front du Sud-Ouest, commandé par le général Alexeï Broussilov, aligne 4 armées (les 8e, 11e, 7e et 9e) totalisant 600 000 hommes. Il bénéficie des efforts accomplis depuis l'automne 1915 pour renouveler l'armement, avec une meilleure dotation en mitrailleuses, artillerie et munitions, former plusieurs promotions de nouveaux officiers et adapter la tactique en s'inspirant des expériences acquises par les Alliés sur le front de l'Ouest : des points d'appui (platsdarmy) et tranchées d'approche permettent de faire avancer les troupes d'assaut au plus près des lignes ennemies. L'aviation russe effectue un repérage des positions austro-hongroises qui sont pilonnées par l'artillerie dès le début de l'offensive, le 4 juin. Les Russes attaquent sur un front de 80 km et avancent jusqu'à 45 km. Une autre opération, l'offensive de Baranavitchy en Biélorussie, doit être conduite contre les Allemands dans le secteur nord du front : en raison de la météo et d'autres facteurs, elle ne démarre qu'en juillet et aboutit à un échec complet. L'offensive principale du front du Sud-Ouest s'essouffle dans les marais qui entourent la forteresse de Kovel. Elle a pourtant des conséquences stratégiques considérables : les Allemands doivent réduire leur pression dans la bataille de Verdun, les Austro-Hongrois, qui ont perdu 567 000 morts et blessés et 408 000 prisonniers, annulent l'offensive prévue sur le Front italien, et l'entrée de la Roumanie dans la Première Guerre mondiale aux côtés de l'Entente, le 27 août, ouvre un nouveau front sur le flanc des Empires centraux.
L'engagement roumain est cependant trop tardif et mal coordonné avec l'offensive russe : c'est la Russie, au contraire, qui doit déployer son front vers le sud pour empêcher l'écrasement de la Roumanie après la chute de Bucarest. En janvier 1917, ce sont trois armées russes (les 9e, 4e et 6e) qui tiennent le front de Moldavie, entre les Carpates et le delta du Danube, tandis que les divisions roumaines, très éprouvées, se reconstituent à l'arrière.
Les succès partiels de 1916 ne suffisent pas à remédier à la chute du moral des soldats, révélé par la censure du courrier : à la fin de 1916, 93% d'entre eux se montrent indifférents ou pessimistes sur l'issue du conflit.

## L’effort de l’arrière

### Les finances à la traîne
L’effort financier de la Russie est, en volume, inférieur à ceux des autres grands belligérants et son taux de mobilisation plus bas : 10%, contre 20% en France et en Allemagne. Mais ils tombent sur une économie retardataire. L’aide aux familles de mobilisés passe de 191 millions de roubles en 1914 à 624 millions en 1915, à quoi s’ajoutent les pensions aux veuves, orphelins et invalides. La Banque d'État de l'Empire russe doit imprimer 1,5 milliard de roubles dans les premiers mois du conflit et, en décembre 1915, le rouble a déjà perdu 20% de sa valeur. La Russie doit emprunter à ses alliés : en octobre 1915, elle reçoit 500 millions de roubles des Français et 3 milliards des Britanniques. En échange, une partie du stock d’or russe, pour 464 millions de roubles, est envoyé en gage au Royaume-Uni.
Le financement de l’effort de guerre entraîne un alourdissement de la dette publique. Au total, l’État russe dépense 38,65 milliards de roubles pendant la guerre, couverts à 62% par la dette intérieure et la planche à billets, 24% par la fiscalité, le reste par l’endettement extérieur.

Finances russes en 1914-1917
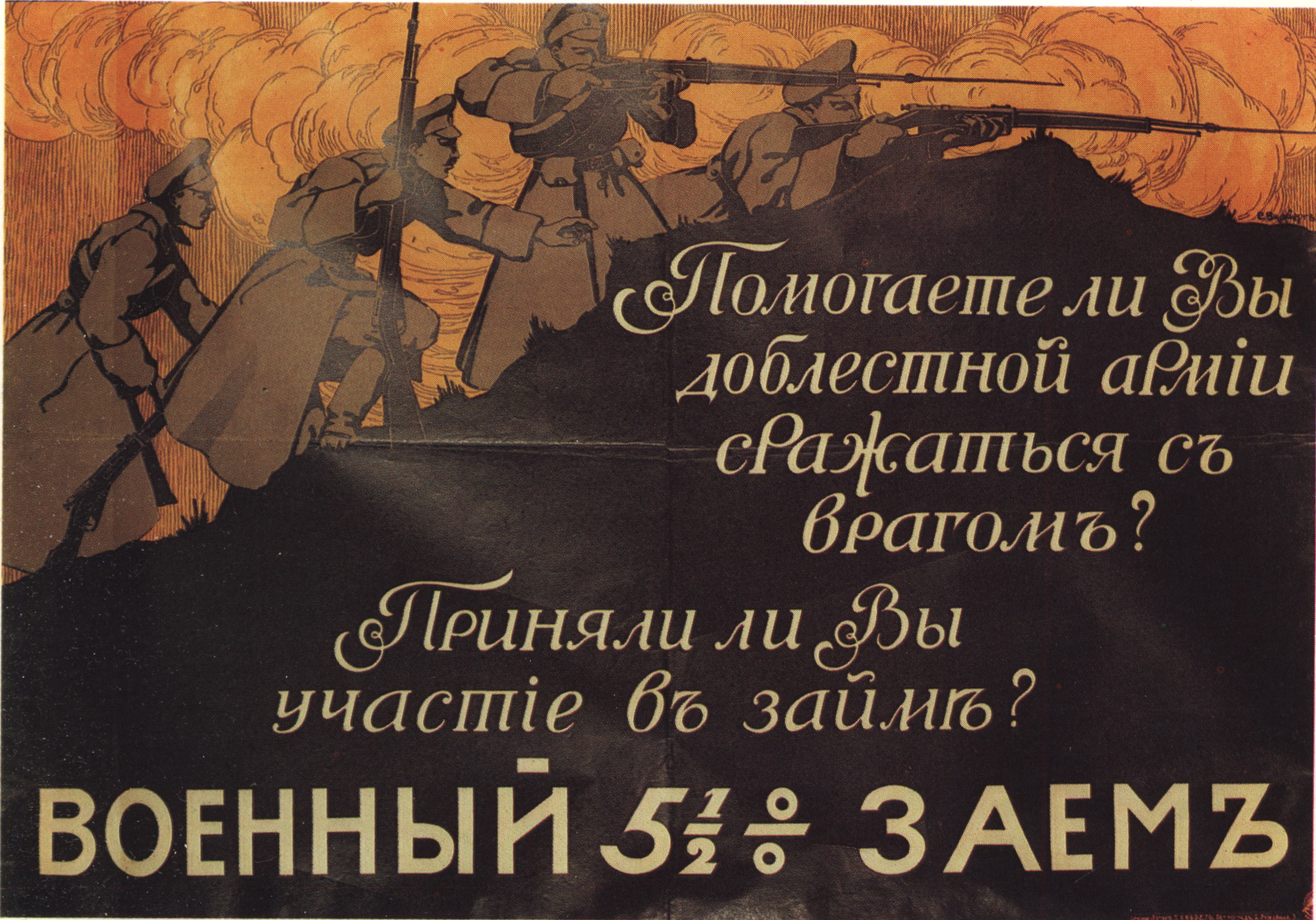
Affiche pour l'emprunt de la défense nationale à 5,5%, 1916.
Développement de la masse monétaire et de l'inflation en Russie entre 1914 et 1917.

### Le goulet d’étranglement des transports

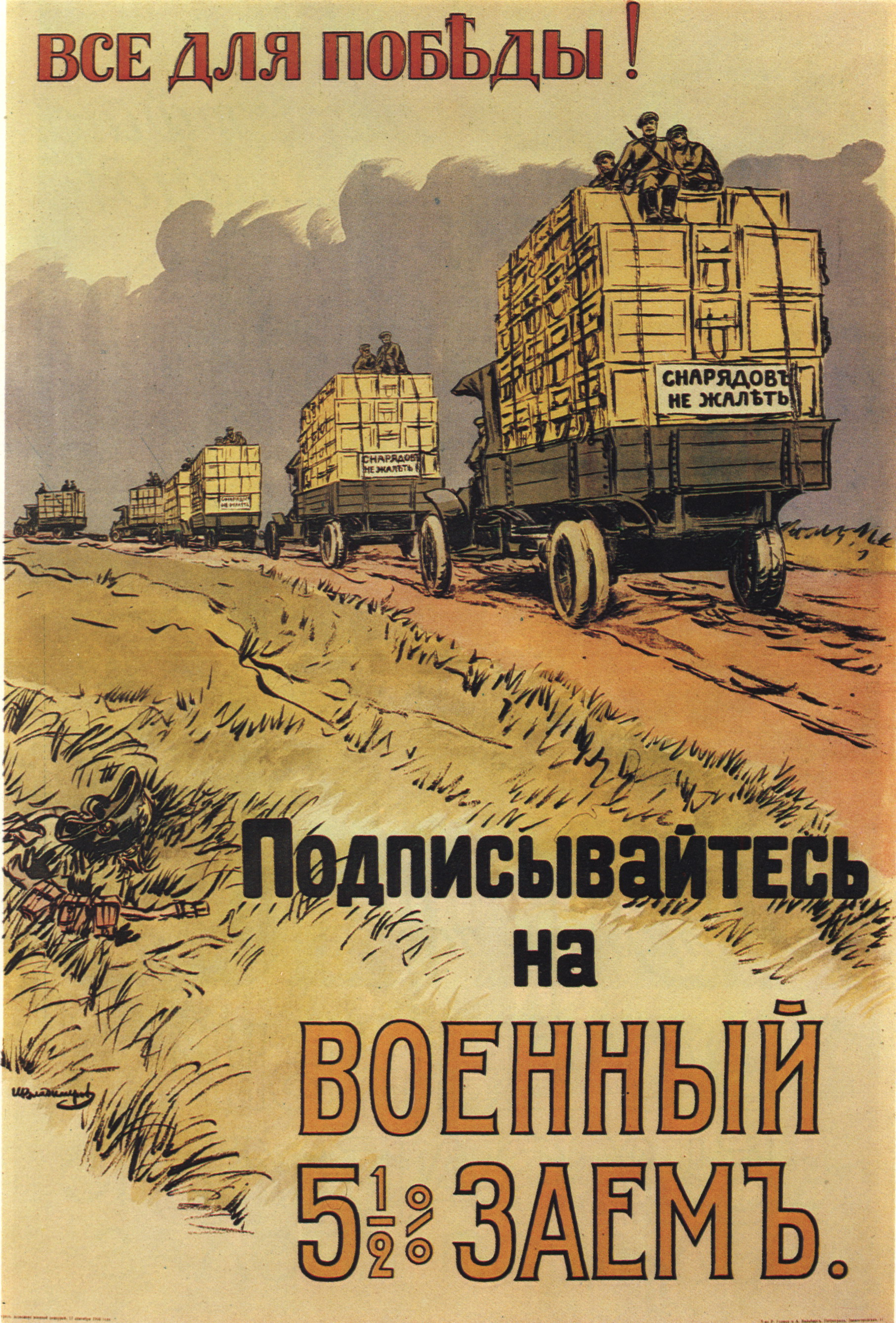
Camions et livraison de matériel alliés, affiche pour l'emprunt à 5,5%, 1916.

Les transports sont un des points faibles de l’immense Empire russe. La mer Noire étant fermée par les Ottomans, les importations se reportent sur le port d’Arkhangelsk sur la mer Blanche, qui a le défaut d’être gelé en hiver, puis sur celui de Mourmansk, libre de glace. Ils assurent un trafic limité sous la menace des sous-marins allemands. Mais la construction du chemin de fer de la mer Blanche est encore inachevée au début de la guerre : la nouvelle ligne, construite hâtivement par une main-d’œuvre peu qualifiée, est à voie unique, partiellement en rails de bois, et fragilisée par l’instabilité du sol gelé ; elle demande des réparations continuelles et les trains y circulent à 10 ou 20 km/h. 70 000 prisonniers de guerre, à côté de 10 000 travailleurs russes, sont employés à ce chantier dont les conditions de vie anticipent celles du Goulag. Le chemin de fer d'Arkhangelsk, qui assurait à peine une douzaine de petits trains par jour en 1914, parvient à débiter 2,7 millions de tonnes de matériel en 1916. En 1917, la capacité théorique des trois principales voies d'approvisionnement, Arkhangelsk, Mourmansk et le Transsibérien, s'élève à 3,5 millions de tonnes par an.
Pour faciliter l’accès aux ports arctiques, en octobre 1914, la Russie fait l’acquisition de deux brise-glaces : le canadien Earl Grey et l’américain S.S. J.L. Horne.
La production de charbon augmente pendant la guerre avec l’ouverture de nouveaux gisements dans l’Oural et en Sibérie mais les bassins houillers du Donbass ou de l’est sont loin des principaux centres industriels ; le chemin de fer, à lui seul, consomme 30% du charbon en 1914 et 50% en 1917. Faute de trains, le charbon s’accumule sur les quais : 1,5 million de tonnes sont en attente en octobre 1915, 3,5 millions en mars 1916.
L'unité de base du transport ferroviaire est la tieplouchka (ru) (wagon chauffant), simple wagon de marchandises muni d'un poêle central, qui peut tenir 28 soldats et jusqu'à 45 prisonniers. La priorité aux convois militaires circulant vers le front amène des retards considérables dans les transports civils qui ravitaillent les grandes villes de Russie du nord : il arrive souvent que la nourriture pourrisse en route, faute de locomotives.

Transports russes en 1914-1917
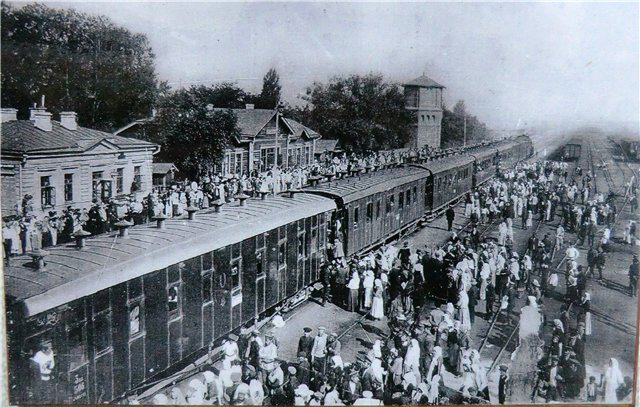
Train ramenant des soldats du front à Droujkivka (Donetsk) en 1917.
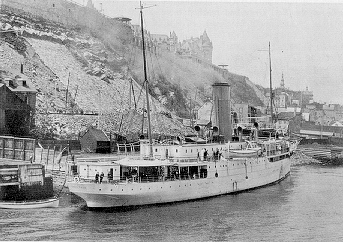
Le brise-glace canadien Earl Grey devient le russe Fiodor Lutke en 1914.

### Le second souffle de l’industrie russe

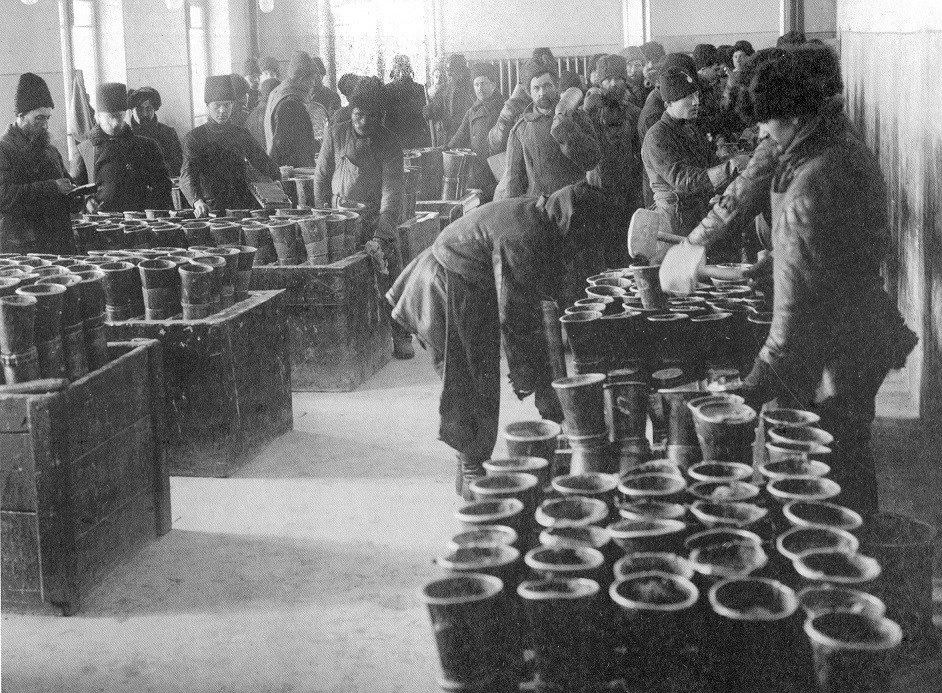
Usine d'obus à Samara en 1915.

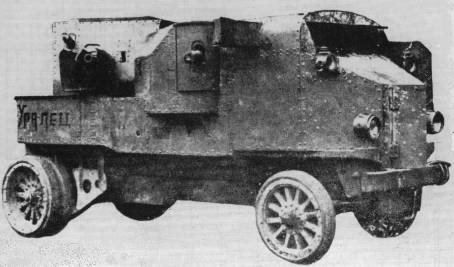
Automitrailleuse Garford-Poutilov, produit de la coopération industrielle russo-américaine, 1916.

Malgré un lourd retard initial, la Russie parvient à lancer une industrie de guerre. Le démarrage est freiné par des lenteurs bureaucratiques : c’est seulement en avril 1915 que Vankov, directeur de l’arsenal de Briansk, obtient l’autorisation de fédérer une douzaine d’entreprises pour la production d’obus,. La crise des munitions est en grande partie responsable des défaites de 1915, à quoi s'ajoute une organisation déficiente, surtout au début : un arsenal produit 900 000 fusées d'artillerie défectueuses avant que quelqu'un ne s'aperçoive du défaut. Le général Alekseï Manikovski (en), qui sera plus tard ministre du gouvernement provisoire puis directeur de l'artillerie de l'Armée rouge, écrit : « Dans ce domaine, toutes les qualités négatives de l'industrie russe apparaissaient pleinement : bureaucratisme, inertie mentale des cadres, ignorance allant jusqu'à l'illettrisme de la main-d'œuvre ».
La production de fusils quadruple entre 1914 et 1916, celle d’obus de 3 pouces passe de 150 000 par mois en août 1914 à 1,9 million en 1916. Au cours de la guerre, la Russie produit 3,5 millions de fusils, 24 500 mitrailleuses, 4 milliards de balles et 5,8 millions d’obus de 4,8 pouces. Les arsenaux d'État, avec leurs 310 000 ouvriers, représentent le gros de la production, suivis par des gros industriels de Petrograd comme Poutilov, mais les industriels de Moscou et des provinces réclament leur part de la production et des profits : au total, le Conseil de la Défense d'État supervise 4 900 entreprises. Pour augmenter leur activité, Poutilov, Kolomna Ingénierie (en), l'Usine de machines de Sormovo, l'arsenal de Briansk et la manufacture d’armes de Toula font appel à des techniciens britanniques de Vickers et français de Schneider-Le Creusot. L'apport de techniciens et équipements étrangers, notamment des États-Unis, permet de développer la production dans des domaines comme les locomotives, l'industrie automobile, la radio. La Russie doit aussi importer certaines matières premières comme le cuivre.
Les victoires remportées sur l’armée austro-hongroise permettent de récolter assez d'armes et de munitions pour équiper deux corps d'armée : les Russes créent même des fabriques de munitions pour alimenter les armes de calibre austro-hongrois ; en 1916, elles produisent 37 millions de munitions.
Le blocage des importations oblige à chercher des substituts aux produits chimiques, jusque-là principalement importés d’Allemagne, et à développer des gisements nationaux. La pénurie de charbon entraîne des recherches dans le raffinage du pétrole et l’hydro-électricité qui connaîtront leur plein développement avec les plans industriels soviétiques.
La rumeur publique critique la corruption, le marché noir et les profiteurs de guerre ; en 1917, on estime que 3 000 à 5 000 entrepreneurs et grands propriétaires possèdent une fortune cumulée de 500 milliards de roubles. Mais ce mécontentement diffus trouve peu d’expression politique jusqu’à la révolution de février-mars 1917.

### Les secours
La Russie impériale s'était dotée de longue date de structures d'aide aux victimes de guerre. Le comité Alexandre pour les blessés de guerre est fondé en 1814, à la sortie des guerres napoléoniennes ; le comité Skobelev pour les invalides de guerre, en 1904, pendant la guerre contre le Japon. La prolongation du conflit crée de nouveaux besoins que l'État a le plus grand mal à satisfaire. Les pensions aux familles de soldats, aux veuves, orphelins et invalides représentent un coût croissant et, bien que plusieurs fois relevées, n'arrivent pas à suivre le rythme de l'inflation. Le nombre de bénéficiaires passe de 7,8 millions en septembre 1914 à 10,3 millions en 1915 et 35 millions en 1917.
La société civile s'organise pour soutenir l'armée et les populations démunies. L'Union des zemstvos, créée le 12 août 1914 et présidée par le prince Gueorgui Lvov, fédère les assemblées provinciales et les propriétaires ruraux, organise des collectes de vivres et d'équipements, des centres de soins pour les blessés. En coopération avec l'Union des villes (en), présidée par le maire de Moscou M.V. Tchesnokov et par Nikolaï Kichkine (en), elle développe un réseau de techniciens, d'enquêteurs et de statisticiens et, pendant la débâcle de l'été 1915, contribue largement au relogement des populations déplacées. En juin 1915, l'Union des zemstvos et celle des villes s'unissent dans une structure commune, le zemgor. Les deux unions se lancent dans la collecte et la fabrication de matériel de guerre, dans des petites entreprises locales ou des ateliers créés spécialement : le premier obus des zemstvos est fabriqué en juillet 1915. En novembre 1915, la seule municipalité de Moscou a livré à l'armée 800 000 manteaux, 220 000 paires de valenki (bottes de feutre) et 2,1 millions de masques à gaz. En 1916, l'Union des zemstvos compte 8 000 sociétés affiliées avec plusieurs centaines de milliers d'employés. Cependant, les éléments les plus réactionnaires du gouvernement s'inquiètent de sa popularité : en 1916, le ministre de l'Intérieur Nikolaï Maklakov, ordonne à Lvov de dissoudre ses brigades de volontaires civils (80 000 personnes) qui allaient dans la zone de front pour creuser des tranchées et des tombes.
La Croix-Rouge russe (ROKK), grâce à son rayonnement international et à ses soutiens dans la classe dirigeante, est mieux respectée des autorités et contribue à l'aide médicale et à la prévention des épidémies ; le 28 août 1914, elle crée un Bureau central de renseignements sur les prisonniers de guerre, permettant aux familles de rétablir le contact avec leurs disparus. Elle emploie 105 000 personnes sur tout le territoire. À partir de 1915, l'impératrice, les princesses de la famille impériale, des dames de la cour et des actrices se font volontiers photographier en tenue d'infirmière auprès des blessés ; seule la grande-duchesse Olga, fille aînée du tsar, semble avoir été convaincante dans cette fonction et en retire une certaine popularité.
Des formes de charité plus traditionnelles sont patronnées par l'Église orthodoxe ou les associations de marchands, notamment à Moscou.

Images humanitaires russes en 1914-1917
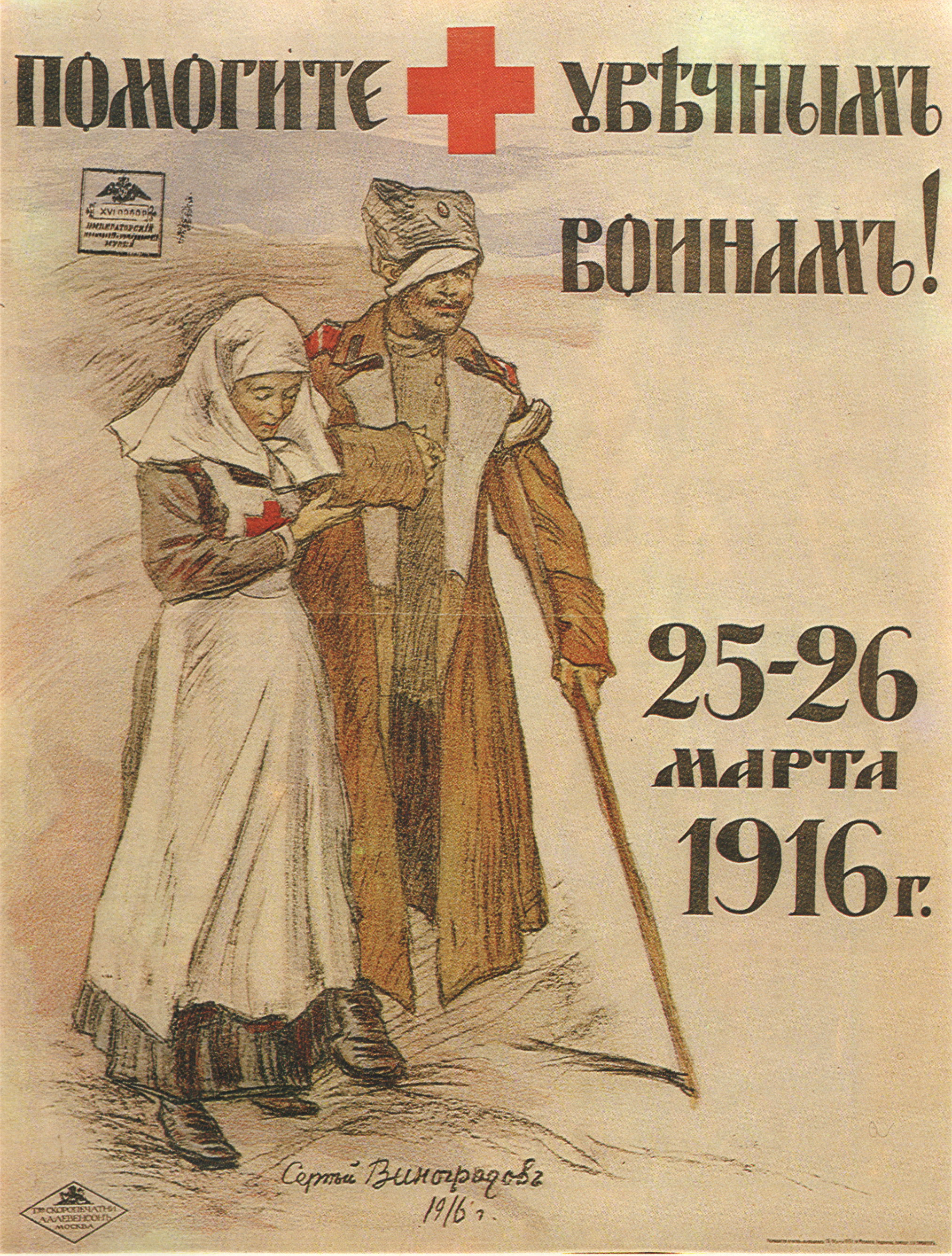
Infirmière et soldat blessé, affiche de Sergueï Vinogradov, 1916.
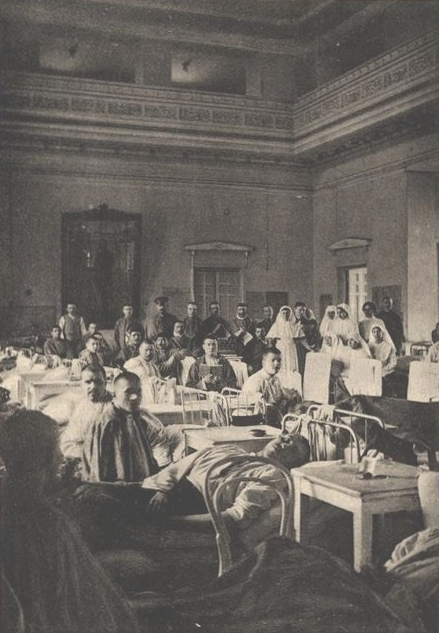
Hôpital militaire à Petrograd, 1916.
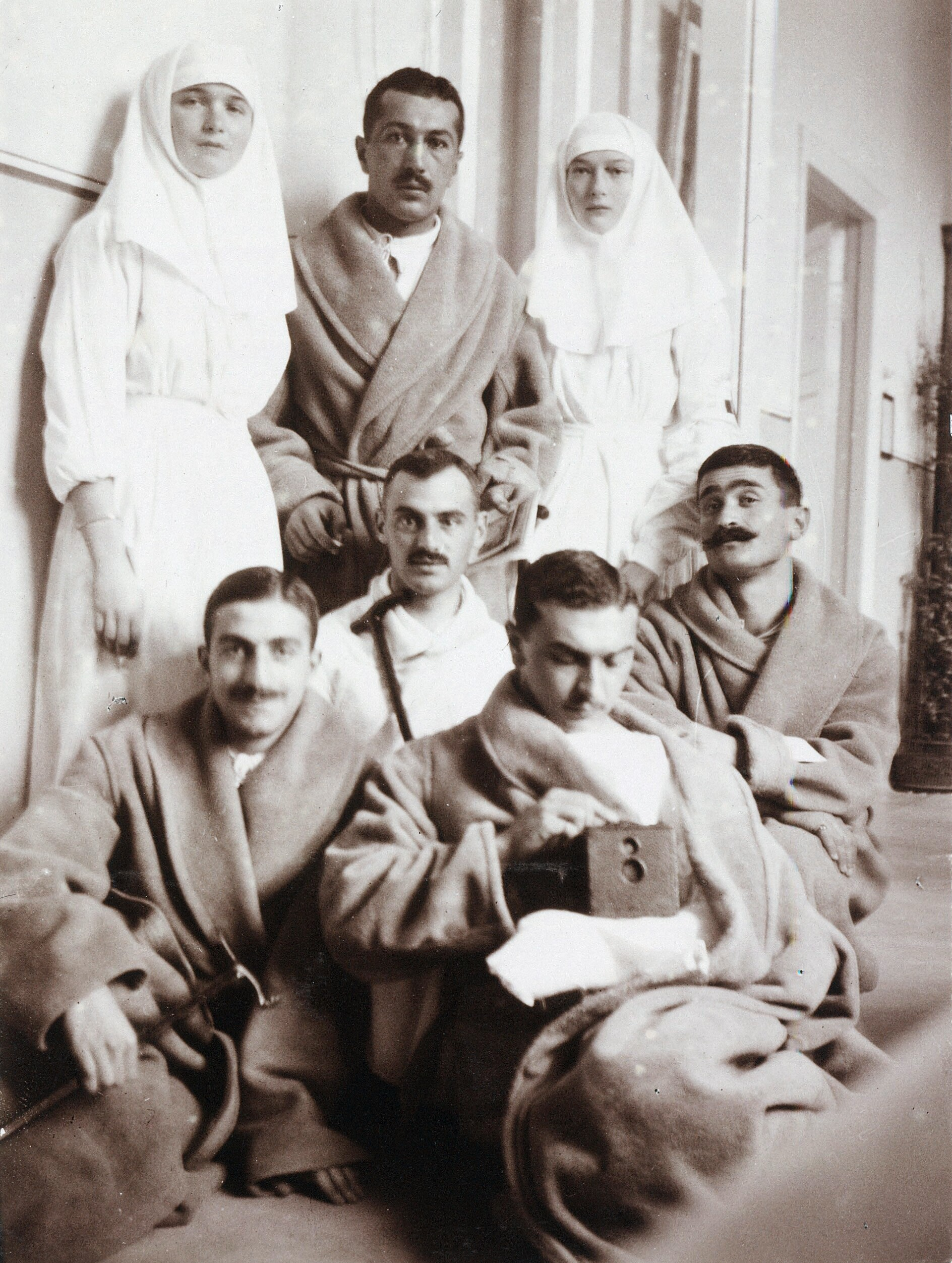
Les grandes-duchesses Olga et Tatiana en infirmières à l'hôpital du palais, Beinecke Library, v. 1915.

### À la recherche de l'ennemi intérieur

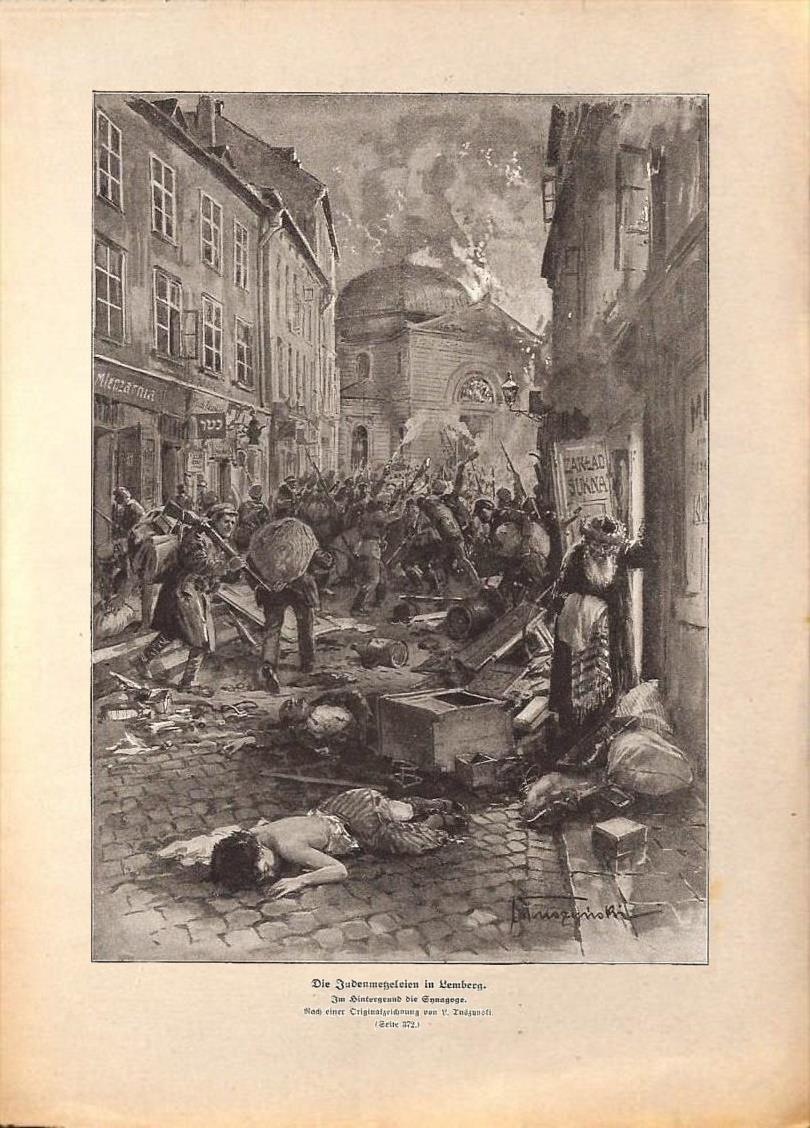
Saccage du quartier juif de Lemberg par l'armée russe le 29 septembre 1914, dessin de Ladislaus Tuszyński, 1915.

L'antisémitisme, qui paraissait en déclin à la veille du conflit, connaît une remontée brutale. Alors que près de 500 000 Juifs servent dans l'armée, ils sont accusés d'être favorables à l'Allemagne et victimes des brutalités de la troupe, surtout des cosaques. À la fin de 1914, le général Nikolaï Rouzski, commandant du front du Nord, les fait expulser de la province de Płock tandis que le gouverneur Bobrinski les chasse de la Galicie occupée. Pendant la débâcle de l'été 1915, ils font partie des populations transférées en masse vers les régions centrales de l'Empire. Paradoxalement, cette déportation permet aux Juifs d'échapper au confinement dans la Zone de Résidence où ils étaient astreints depuis les partages de la Pologne. Des violences similaires touchent les Tsiganes,.

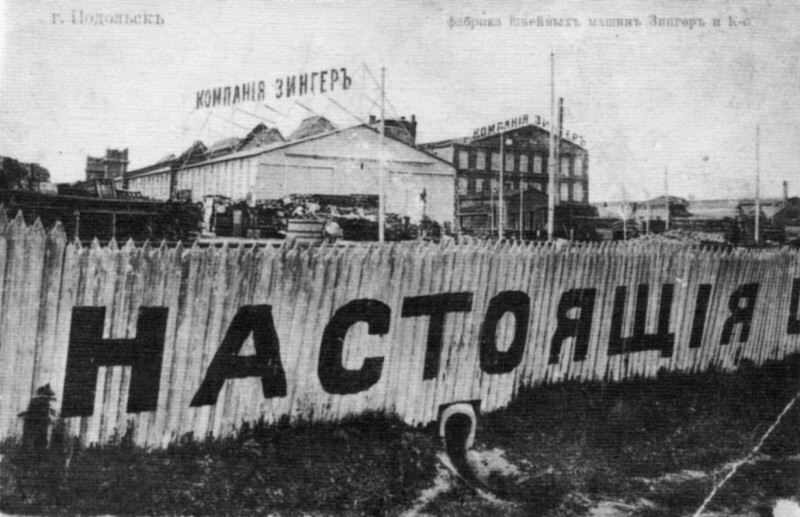
Usine des machines à coudre Singer à Podolsk, v. 1911-1912.

L'antigermanisme trouve aussi un terrain favorable. Le 6 septembre 1914, le journal Novoïé Vrémia rapporte que des grands propriétaires germano-baltes aménagent des terrains d’atterrissage pour les avions allemands et des ports de débarquement pour leur flotte. Une enquête dissipe rapidement ces rumeurs de bourrage de crâne mais les Allemands de Russie restent suspects. Le gouvernement entreprend la confiscation des propriétés allemandes, dans le double but de satisfaire le courant nationaliste anti-allemand et de donner une satisfaction partielle aux paysans, à défaut d’une réforme agraire plus générale. Une loi du 15 février 1915 exproprie non seulement les Allemands mais les ressortissants austro-hongrois, ottomans, plus tard bulgares. Cette mesure s’applique à tous les étrangers naturalisés après le 1er janvier 1880 et à leurs héritiers ; elle ne touche pas, en principe, les Allemands de la Volga, établis depuis le XVIIIe siècle, ni les Germano-Baltes, souvent des riches propriétaires, dont l’implantation remonte au Moyen Âge. En fait, 2 805 propriétaires étrangers et 41 480 d’origine étrangère sont dépossédés, parfois pour le seul fait d’avoir un nom à consonance allemande. 34 firmes à capitaux entièrement allemands et 600 partiellement allemandes sont expropriées. Cette mesure désorganise la production dans plusieurs secteurs tandis que des centaines d’entreprises parviennent à se faire exempter. En juin 1915, une émeute anti-allemande éclate à Moscou : la foule saccage des entreprises allemandes et même des fabricants de pianos. L'usine de machines à coudre Singer de Podolsk, qui est américaine malgré son nom germanique, doit licencier 125 employés allemands.
Une abondante littérature de propagande est distribuée aux soldats et aux officiers pour leur expliquer le sens de la guerre, sous des titres comme Notre alliée fidèle la France, La Courageuse Belgique, Sur la signification de la guerre en cours et le devoir de la mener jusqu'à son issue victorieuse, dénonçant les atrocités allemandes et les ambitions du pangermanisme qui vise à dépecer la Russie et asservir les peuples slaves. Mais, à mesure que les défaites s'accumulent, les rumeurs se propagent sur l'existence d'un « Bloc noir » comprenant l'impératrice, Raspoutine et des ministres d'origine allemande comme Boris Stürmer, chef du gouvernement en 1916, agissant pour vendre la Russie et conclure une paix séparée avec l'Allemagne.

### Heurs et malheurs de la paysannerie

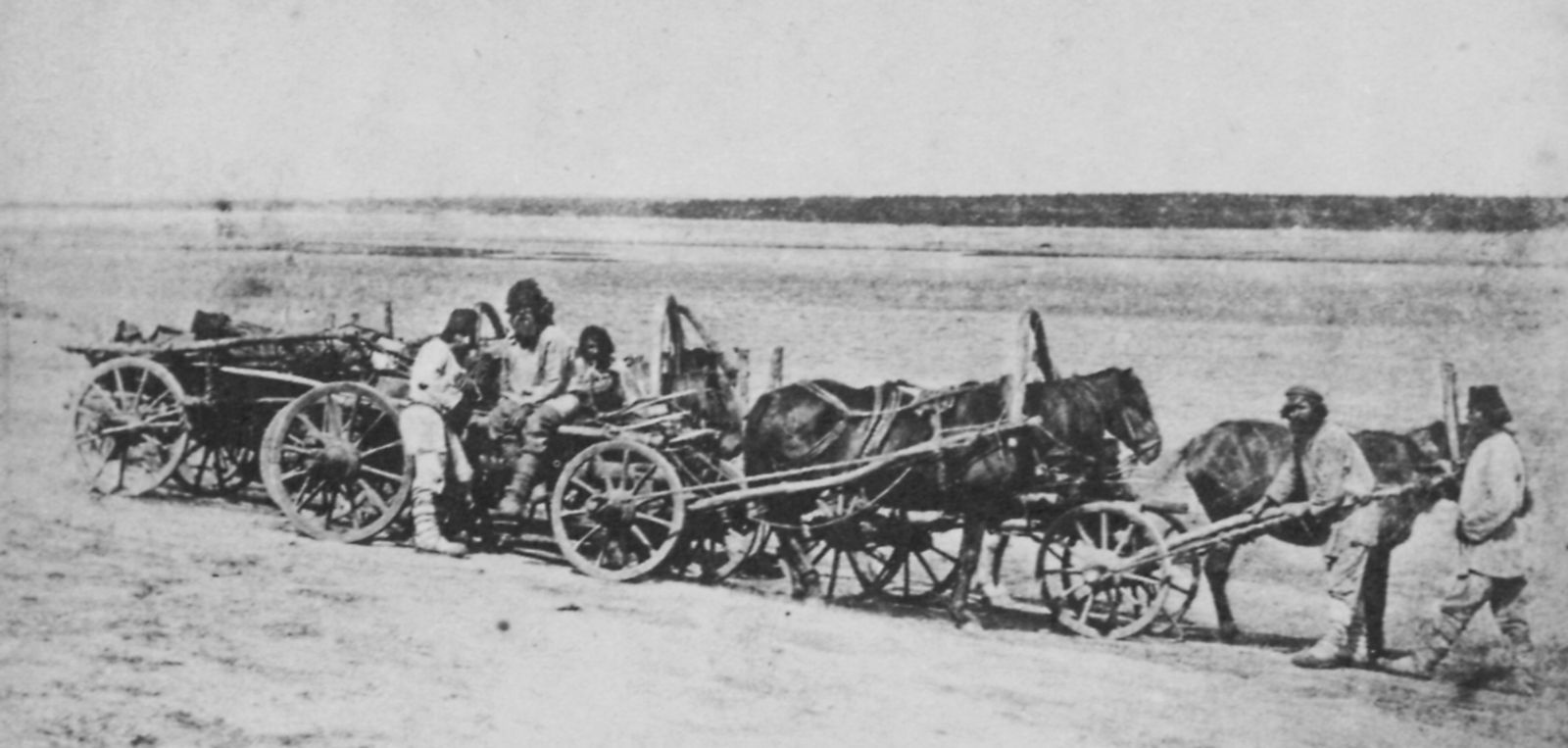
Paysans avec leur attelage allant au marché près de Kamenka dans le gouvernement de Penza, v. 1870.

Dans une société très majoritairement rurale et agricole, les effets de la guerre se font largement sentir dans les campagnes. En 1913, année record, l'Empire russe avait exporté 13 millions de tonnes de céréales. En 1914, la récolte est compromise par la mobilisation de 800 000 cultivateurs mais reste cependant dans la bonne moyenne. Elle remonte en 1915, chute en 1916 (79,6% de la moyenne de 1909-1913), remonte de nouveau en 1917 (94,7% de la moyenne). Ces chiffres cachent d'importantes disparités régionales : l'Ukraine, la Russie du sud et la Sibérie, excédentaires, doivent nourrir la Russie du nord, moins fertile, et l'armée, massivement déployée dans les régions de l'ouest. En plus de la mobilisation des hommes, l'armée réquisitionne les chevaux (2,1 millions de 1914 à 1917) tandis que les usines, mobilisées pour les besoins de l'armée, cessent de produire des machines agricoles.

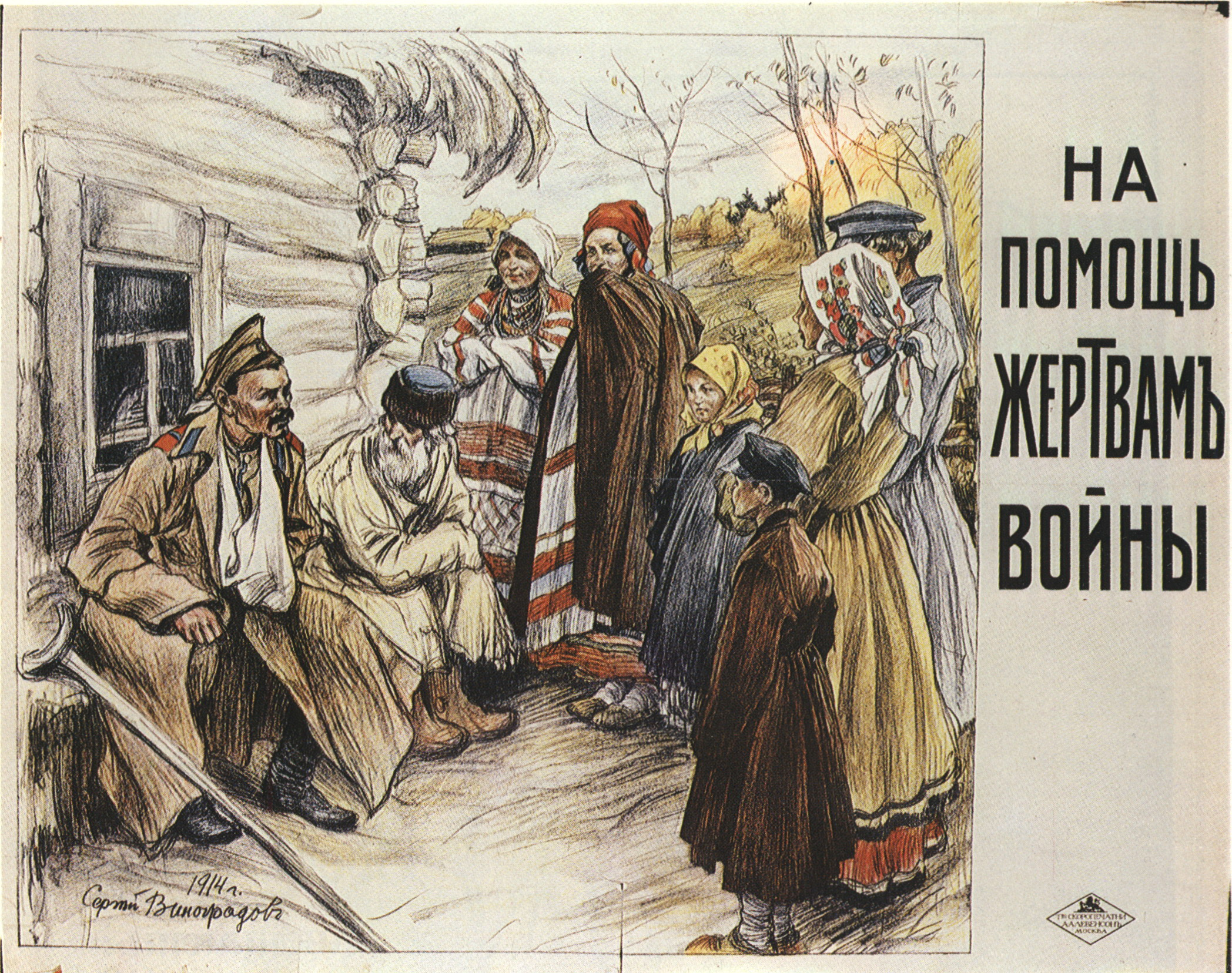
Soldat blessé de retour au village, affiche de Sergueï Vinogradov, 1914.

Les pénuries alimentaires ne sont pas dues aux mauvaises récoltes mais au désordre des échanges : la Grande Retraite de 1915 fait perdre des provinces fertiles et déplace plusieurs millions d'habitants (5,5 millions selon Nicolas Werth) vers les provinces du centre et du nord tandis que les achats de l'armée entraînent une inflation rapide. Le gouvernement instaure un régime d'achats de l'armée en 1915, un bureau central des farines en juin 1916, mais ne songe pas à mettre en place un rationnement avant septembre 1917.
L'arrêt des exportations et la pénurie de biens manufacturés, l'industrie s'étant reconvertie dans le matériel militaire, laissent aux paysans de gros excédents céréaliers qu'ils ne peuvent vendre ni échanger. Ils reviennent à une économie autarcique, réduisent la part des cultures commerciales (blé, orge, betterave à sucre) au profit des cultures vivrières (seigle, avoine, pommes de terre) pour leur consommation et celle de leur bétail, développent un artisanat local de la laine, du cuir et du coton. Alors que les grands domaines déclinent faute de machines et de main-d'œuvre salariée, beaucoup d'exploitants moyens s'enrichissent par la vente de viande et de vodka : leur situation est souvent meilleure qu'avant la guerre.
Pour remédier à la pénurie de main-d'œuvre, les prisonniers de guerre, en majorité austro-hongrois, sont mis à contribution : en 1916, ils sont 460 000 dans l'agriculture et 140 000 dans la voirie. Les déplacés des provinces occidentales constituent aussi un important réservoir de main-d'œuvre : après des réticences initiales, en octobre 1916, 354 000 sont employés aux champs où leur savoir-faire est apprécié.

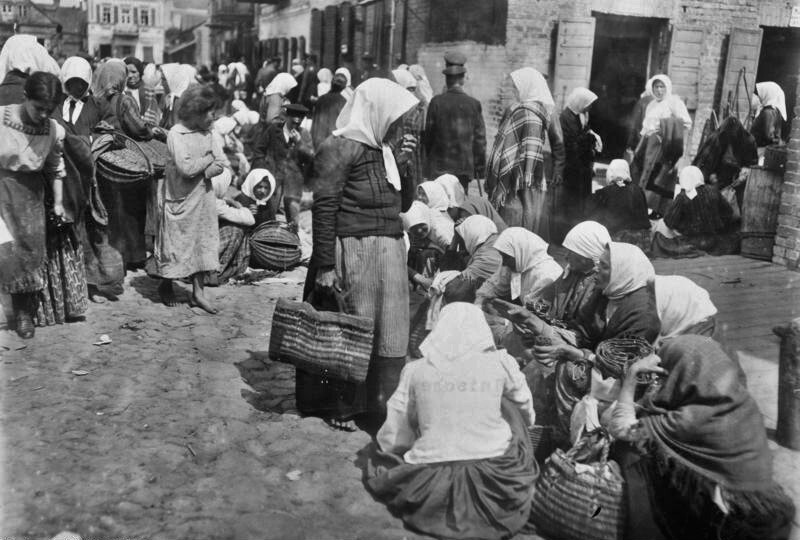
Femmes sur un marché à Lida (gouvernement de Grodno) en 1916.

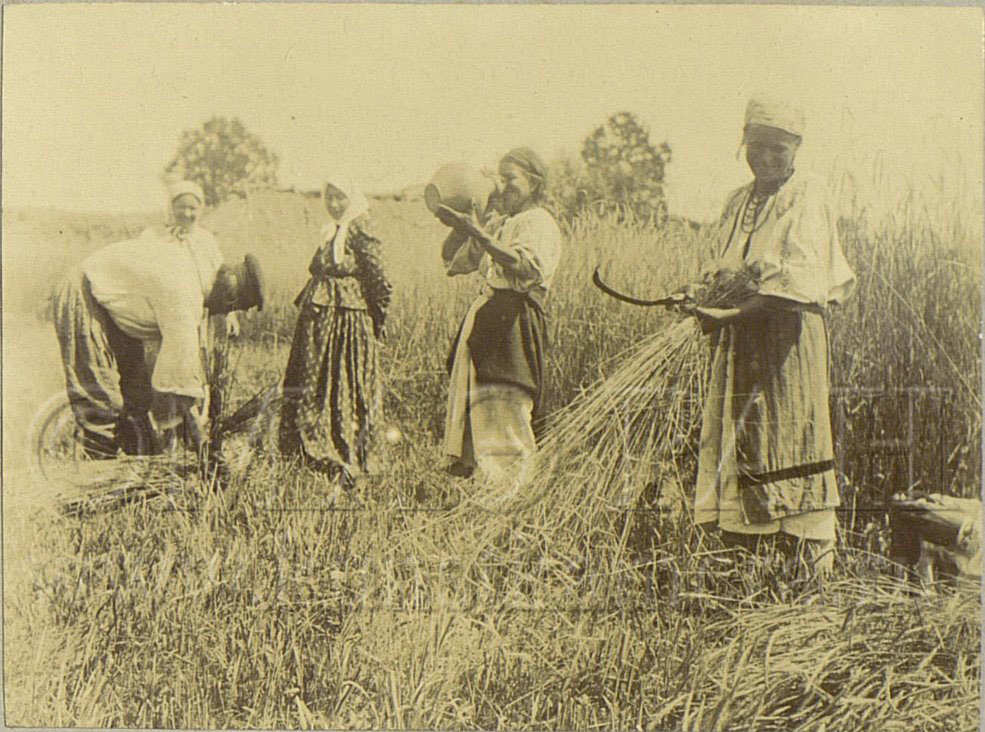
Moisson dans le gouvernement de Poltava, région à excédent céréalier, 1894.

La guerre modifie aussi le rôle des femmes qui doivent remplacer les hommes mobilisés. 91,6% des femmes de soldats vivent dans les villages. Les femmes représentent 60% de la main-d'œuvre agricole en 1916 et doivent assurer les tâches de travailleur de force et de chef d'exploitation. Elles s'efforcent d'entretenir une correspondance avec leur mari mobilisé et de placer leurs enfants dans les écoles des zemstvos. Elles expriment plus ouvertement leurs revendications : en réponse à la pénurie et à l'inflation, des « révoltes de bonnes femmes » (« babyi bounty ») éclatent sur les marchés. Sans qu'elles arrivent à former un mouvement politique, les lettres et pétitions des femmes de soldats traduisent un mécontentement croissant contre les riches, les profiteurs et la famille impériale.

### Le mécontentement ouvrier

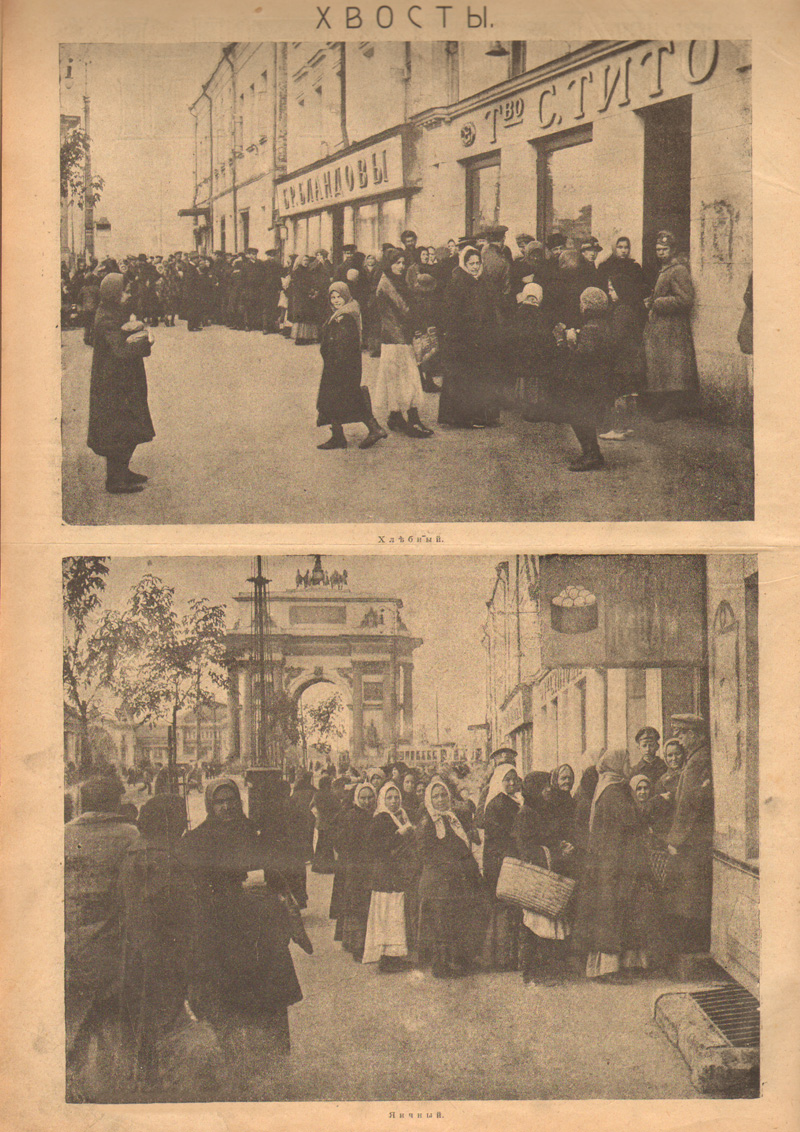
Queues à Moscou, Iskry, n°39, 8 octobre 1917.

Le développement de l'industrie de guerre se traduit par la croissance rapide du nombre d'ouvriers : 20% de plus entre 1913 et 1916, grâce à l'apport des femmes, qui passent de 30 à 40% de la population ouvrière, et des déplacés des provinces occidentales, au moins quand ils trouvent un travail à leur convenance : à Ekaterinoslav (aujourd'hui Dnipro), seuls un millier acceptent de travailler dans les mines de charbon alors qu'il y a 22 000 postes à pourvoir . On fait aussi venir en Russie d'Europe des Chinois et des Coréens. Mais c'est la paysannerie russe qui est le grand réservoir de main-d'œuvre avec un million d'emplois créés dans les industries et le bâtiment.
Les conditions de vie des travailleurs se dégradent avec l'inflation et les pénuries alimentaires. Les ouvriers qualifiés de la métallurgie, indispensables à l'effort d'armement, bénéficient d'augmentations de salaire mais ce n'est pas le cas des ouvriers non qualifiés et des employés. À partir de l'automne 1915, dans les grandes villes de Russie du nord, les files d'attente s'allongent devant les boutiques, et au début de 1917, une ouvrière de Petrograd passe en moyenne 40 heures par semaine à faire la queue. La ration alimentaire des ouvriers non qualifiés diminue d'un quart, la mortalité infantile double, le nombre de prostituées est multiplié par 4 ou 5. Les ouvrières des provinces, principalement dans l'industrie textile, sont nombreuses mais peu qualifiées, donc vulnérables aux licenciements, peu organisées, et n'arrivent pas à développer un mouvement social jusqu'en 1917.

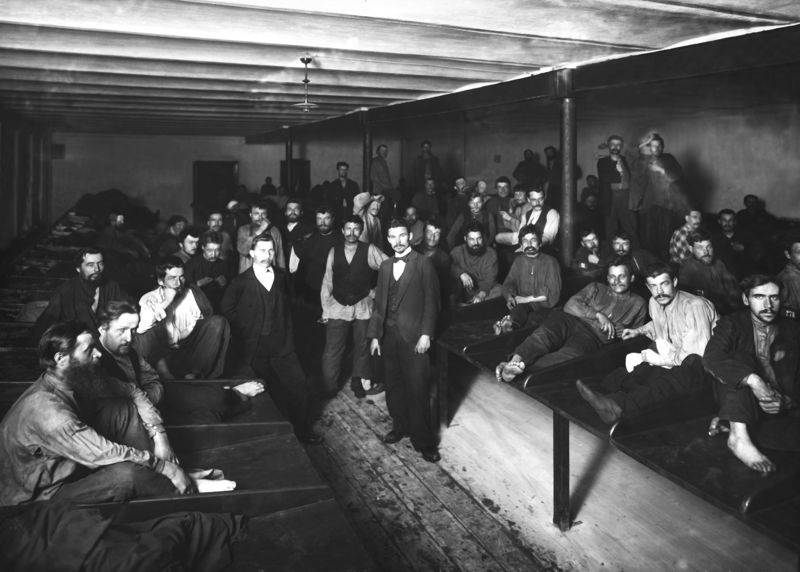
Dortoir ouvrier à Saint-Pétersbourg en 1913.

Les grèves ouvrières, importantes de 1912 à juillet 1914, s'étaient raréfiées dans les premiers mois de la guerre : elles reprennent avec vigueur en août-septembre 1915. De 10 000 entre août et décembre 1914, le nombre de grévistes passe à 540 000 en 1915 et 880 000 en 1916. Les ouvriers de Petrograd, particulièrement ceux du district de Vyborg où se concentrent plusieurs grandes usines métallurgiques et électriques, sont les plus politisés. Leurs revendications ne portent pas seulement sur les salaires, horaires et conditions de travail : ils protestent contre la répression brutale de grèves professionnelles à Ivanovo et Kostroma, la dissolution de la Douma, l'organisation du Comité des industries de guerre, où les patrons sont représentés mais pas les ouvriers, et les défaites en Galicie, preuve de l'incurie du pouvoir. En février-mars 1916, les ouvriers du district de Vyborg sont encore à l'avant-garde contre les mesures de réquisition de la main-d'œuvre et, en novembre 1916, contre la condamnation de matelots de la flotte de la Baltique et de soldats du 18e régiment d'infanterie de réserve. Des grèves marquent aussi les anniversaires du Manifeste d'octobre et du Dimanche sanglant de 1905. Aux chantiers navals militaires de Nikolaïev, en janvier-février 1916, les grévistes produisent des chiffres montrant que l'entreprise fait de gros bénéfices aux dépens des travailleurs : le gouvernement refuse le dialogue, envoie les cosaques et menace les grévistes de déportation en Sibérie.

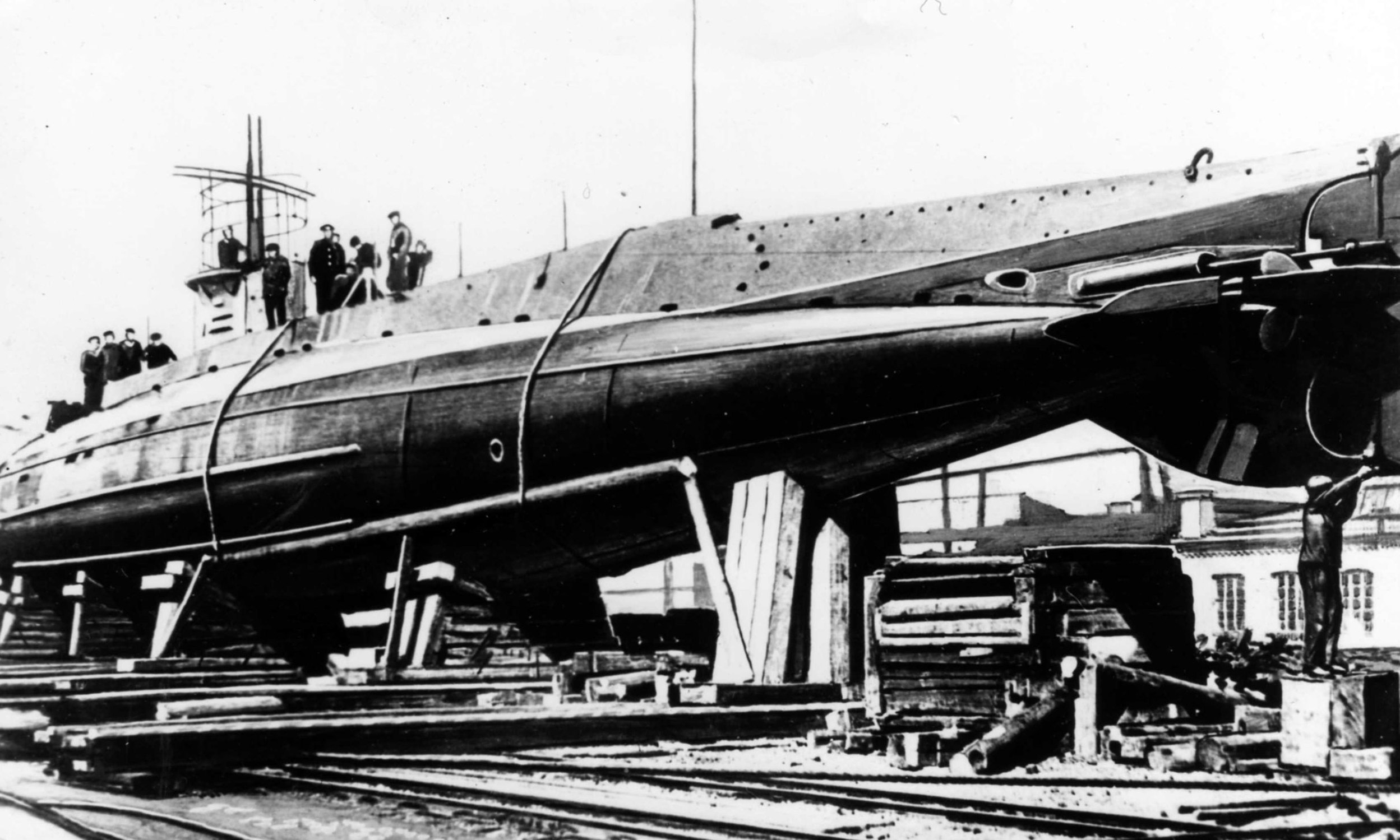
Construction d'un sous-marin AG-14 à Petrograd, octobre 1916.

Les partis politiques ne jouent guère de rôle dans ces mouvements sociaux. La plupart des chefs mencheviks et socialistes-révolutionnaires se sont ralliés à l'Union sacrée et les quelques idéologues internationalistes sont en exil, comme les mencheviks de gauche Trotski et Alexandra Kollontaï et les bolcheviks Lénine, Boukharine, Zinoviev. Certains de ces exilés participent à la conférence de Zimmerwald, village suisse devenu le rendez-vous des opposants à la guerre en Europe, mais leur audience en Russie est faible : les bolcheviks, décimés par les arrestations et l'émigration, n'ont plus que 500 militants à Petrograd à la fin de 1914 et moins encore dans les autres villes. Au début de 1917, leur parti, toujours illégal, compte peut-être 10 000 membres dans toute la Russie dont 3 000 à Petrograd. Les meneurs des grèves sont plutôt des jeunes ouvriers alphabétisés, la plupart n'appartenant à aucun parti. Un des mouvements les plus durs éclate le 17 octobre 1916 dans le quartier de Vyborg à Petrograd, dans les usines Lessner (en) (sous-marins) et Renault, avant de s'étendre à d'autres entreprises de la capitale. Les soldats de la garnison, pour la plupart des réservistes âgés ou des blessés en convalescence, ont tendance à sympathiser avec les grévistes et à s'opposer à la police.

## De la guerre à la révolution

### Février-mars 1917: Petrograd en révolution

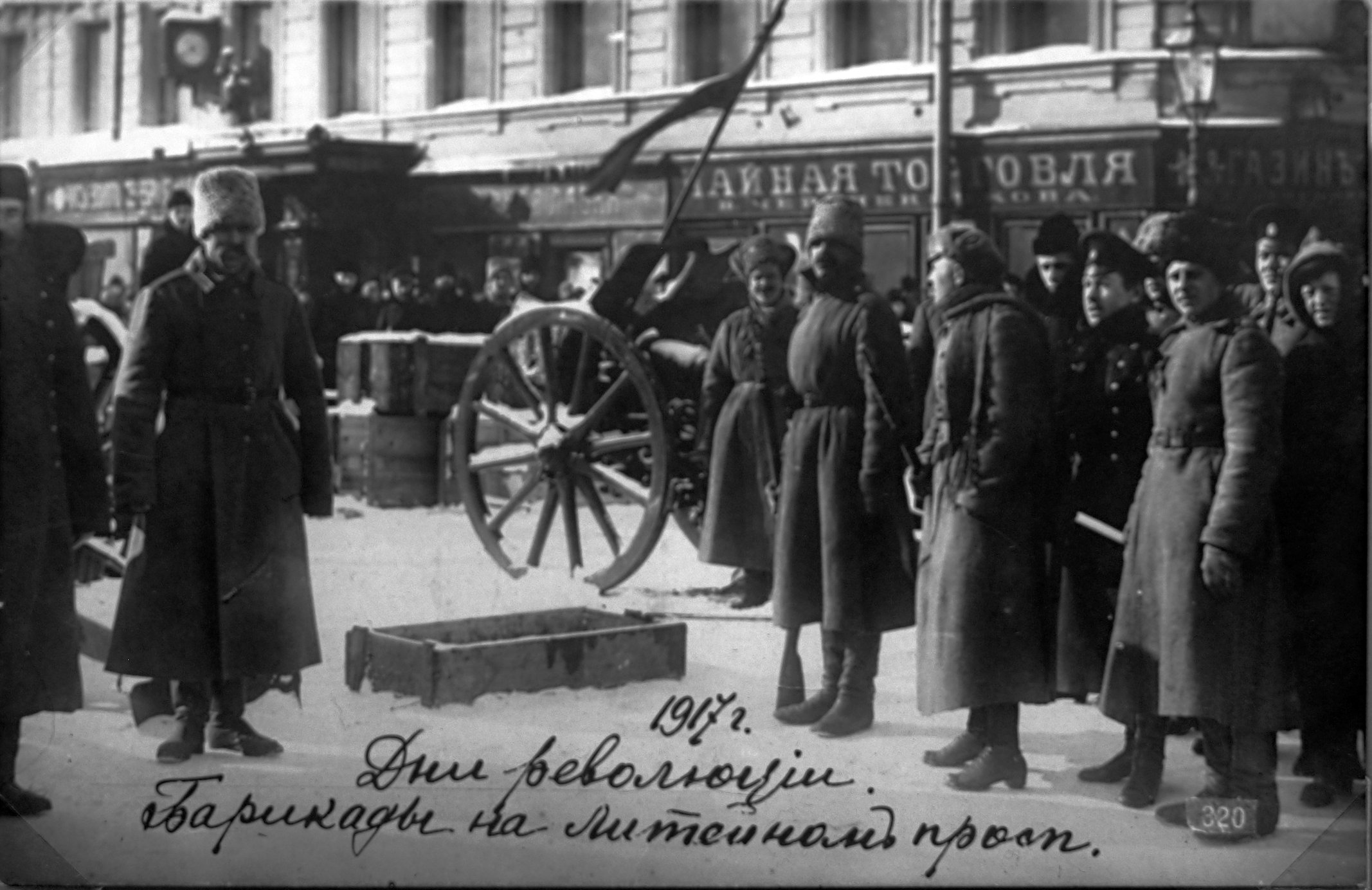
Barricade sur la perspective Liteïny pendant la révolution de Février.

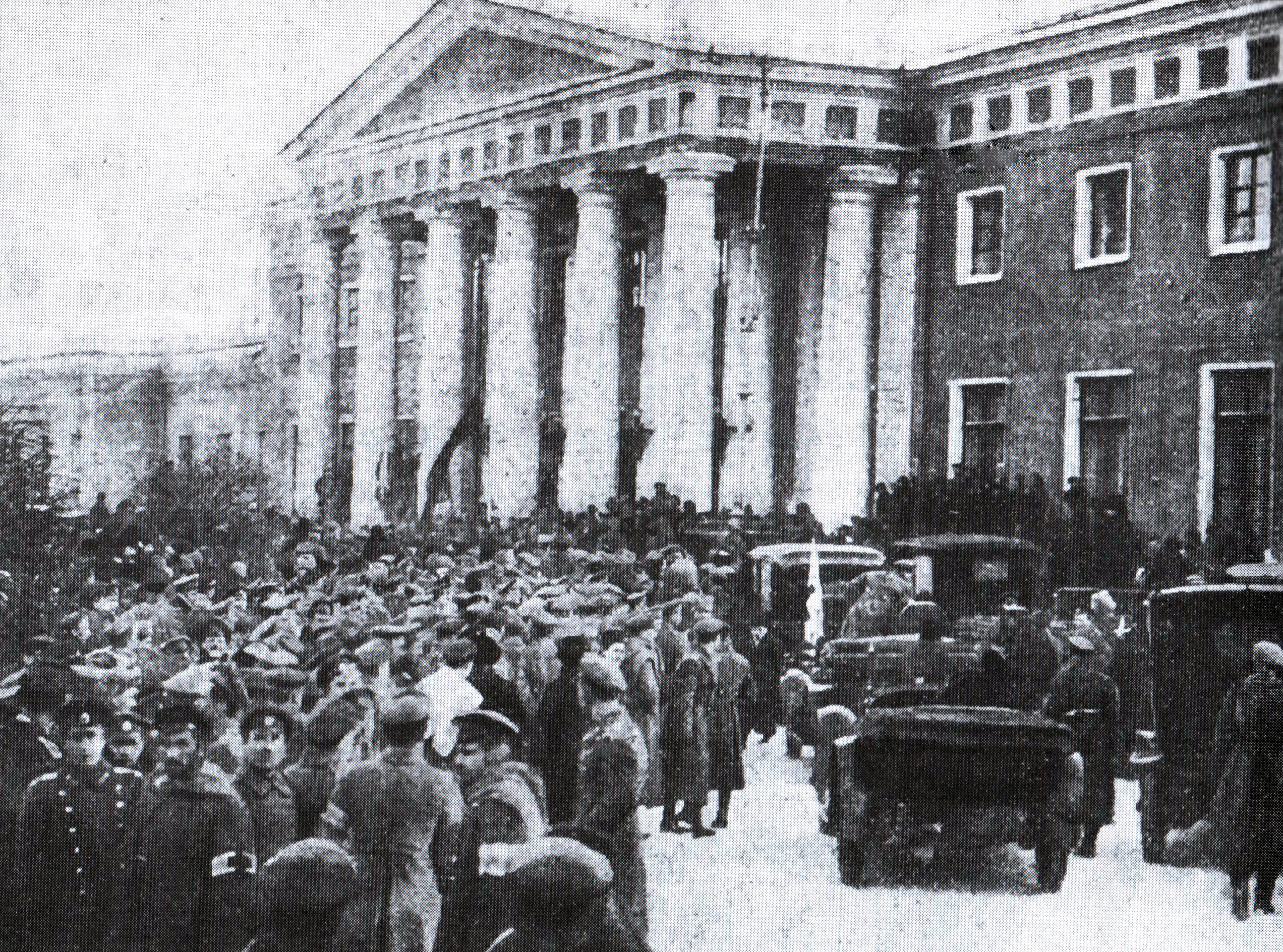
Soldats et manifestants devant le palais de Tauride, 1er/14 mars 1917.

Le mois de février 1917 à Petrograd est particulièrement froid (-15°C) et le gel paralyse le transport ferroviaire et fluvial, interrompant les approvisionnements. Les queues s'allongent devant les boulangeries, accroissant le mécontentement populaire.
Le 23 février/8 mars, pour la Journée internationale des femmes, une grande foule de manifestantes se rassemble dans le centre-ville pour réclamer l'égalité des droits ; dans le district de Vyborg, les ouvrières donnent le signal de la grève aux cris de « Du pain ! » et « À bas le tsar ! ».
Dans les jours suivants, la grève s'étend, les ouvriers contournent les barrages de police en traversant les canaux gelés, cherchent à atteindre la perspective Nevski : des affrontements éclatent où le chef de la police de la ville est tué. Les cosaques, hésitants, finissent par sympathiser avec les manifestants. Le 25 février/10 mars, Nicolas II, qui est à son quartier général de Moguilev, télégraphie au général Sergueï Khabalov (en), gouverneur de la région militaire de Petrograd, pour lui donner l'ordre de « mater la révolte demain ».
Le matin du 26 février/11 mars, suivant l'ordre du tsar, les régiments Semionovski, Pavlovski et Volynski tirent sur la foule. Les manifestants envahissent la caserne Volynski. Des sous-officiers comme les sergents Sergueï Kirpitchnikov et Fedor Linde persuadent les soldats de leurs régiments de fraterniser avec les ouvriers et de se mutiner contre leurs officiers.
Le 27 février/12 mars, la garnison militaire s'est ralliée à l'insurrection mais les affrontements continuent avec la police. La foule incendie les postes de police et le palais de justice et libère 8 000 prisonniers, pour la plupart de droit commun, ce qui se traduit aussitôt par des pillages. Les statues, blasons et autres symboles impériaux sont vandalisés. Les insurgés se dotent d'une ébauche d'organisation, un conseil d'ouvriers et de soldats qui deviendra le soviet de Petrograd : les soldats, souvent des recrues paysannes, forment la nette majorité. Pendant ce temps, un groupe de députés de la Douma revient siéger au palais de Tauride et tente de former un gouvernement provisoire démocratique. Les forces militaires de la capitale sont complètement désorganisées et le général Nikolaï Ivanov, chargé de réprimer l’insurrection avec des troupes venues du front, s'aperçoit que la révolte s'étend à ses propres hommes. Le tsar, très indécis sur la conduite à tenir, tente de retourner à Tsarkoïe Tselo où réside sa famille, mais il trouve la voie ferrée barrée par les cheminots en grève. Finalement, le général Mikhail Alekseïev, chef d'état-major général, et les autres généraux concluent qu'il n'y a pas d'autre moyen pour rétablir le calme que de déposer le tsar et remettre le pouvoir à la Douma. Nicolas II abdique le 2/15 mars 1917.

### «Le pays le plus libre du monde»

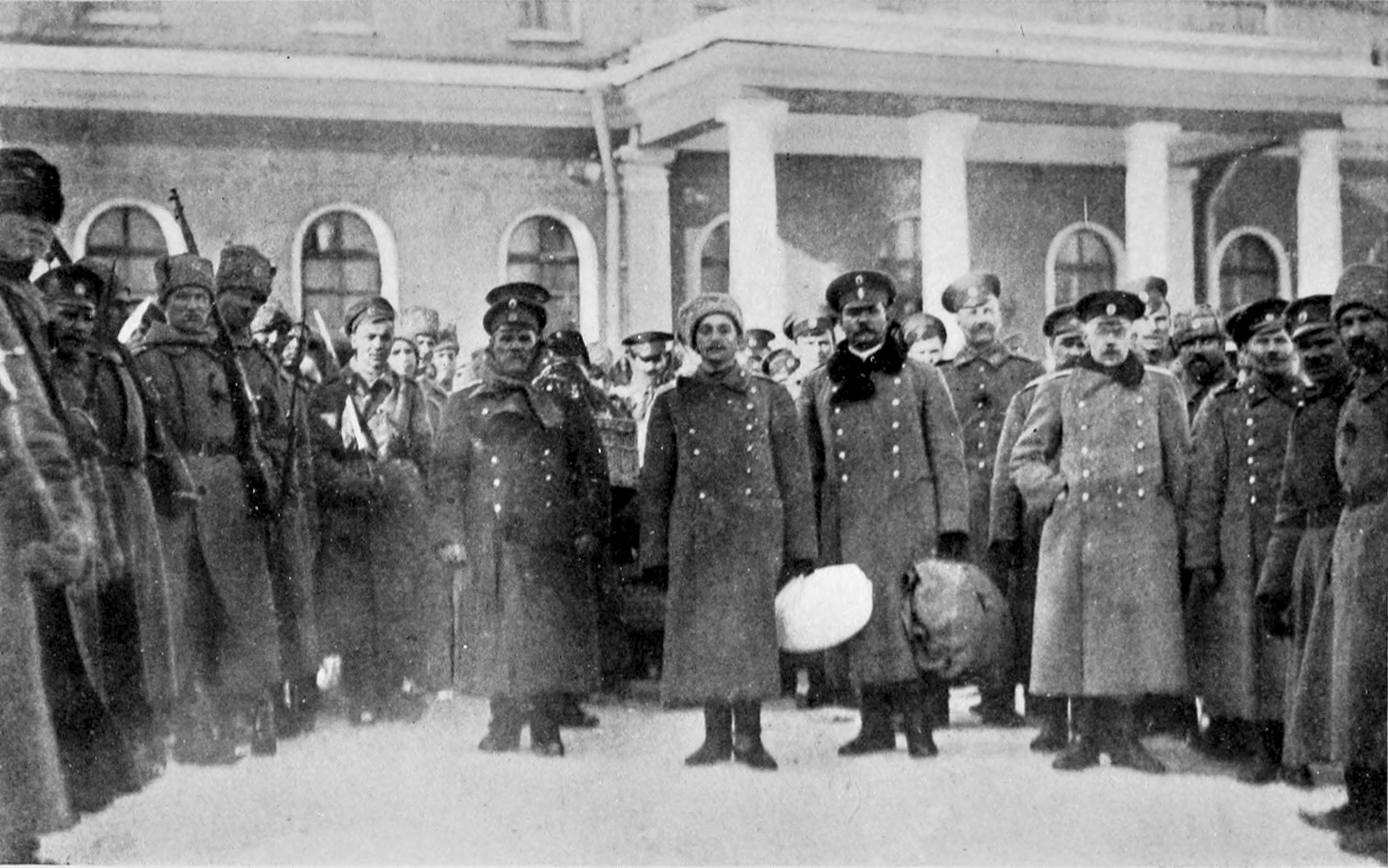
Arrestation d'officiels par les soldats pendant la révolution de Février 1917.

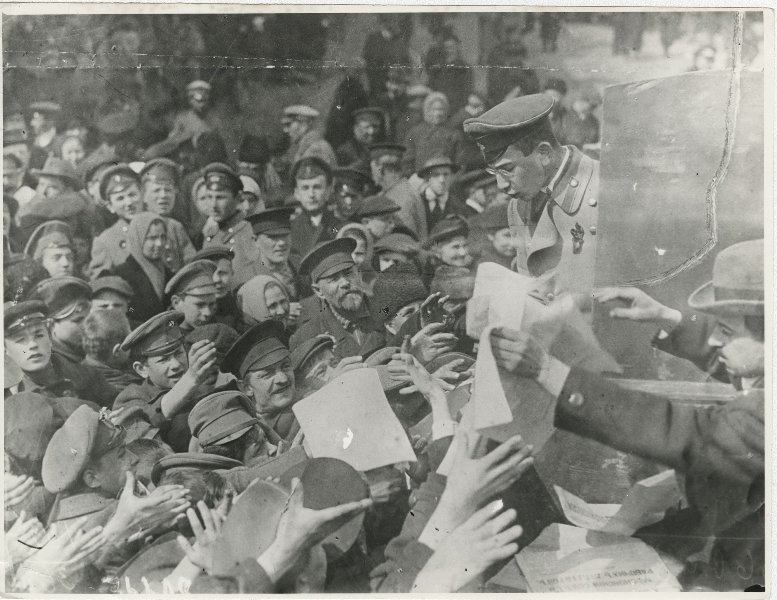
Distribution de journaux aux soldats en avril 1917.

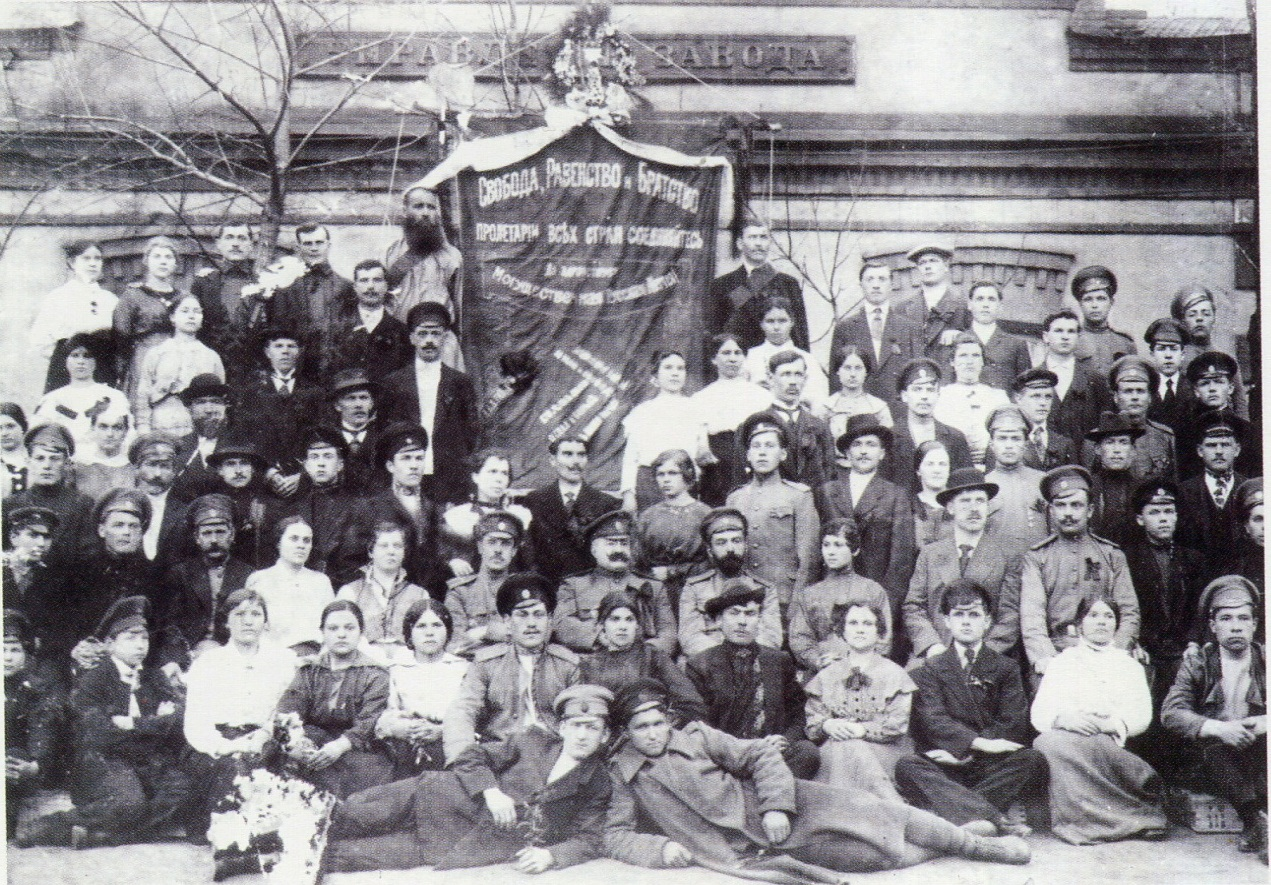
Le 1er mai 1917 à Louhansk.

Tandis que les derniers combats opposent les soldats insurgés aux officiers retranchés à l'État-major, à l'Amirauté et au Palais d'Hiver, un comité temporaire de la Douma s'efforce de rétablir un semblant d'ordre. Il ordonne l'arrestation des ministres et hauts fonctionnaires, en partie pour les soustraire aux violences populaires. Le 15 mars, jour de l'abdication du tsar, un gouvernement provisoire est constitué : le prince Lvov est à la fois chef du gouvernement et ministre de l'Intérieur, Alexandre Goutchkov de la Guerre et de la Marine, Pavel Milioukov des Affaires étrangères. La plupart des ministres viennent du Zemgor, du Comité des industries de guerre et des partis libéraux de la Douma. Alexandre Kerenski, représentant du soviet de Petrograd, est nommé ministre de la Justice et devient vite la figure la plus populaire du gouvernement.
Le soviet de Petrograd, installé dans l'autre aile du palais de Tauride et seul à avoir un certain ascendant sur les foules, forme un second pouvoir en face de la Douma. Le 14 mars, au milieu d'une foule houleuse de soldats il rédige son Ordre no 1 qui demande à toutes les unités d'élire des comités et d'envoyer leurs représentants au soviet ; en même temps, il abolit les signes extérieurs de respect considérés comme une survivance du servage. L'officier n'est plus « Votre haute noblesse » mais « Monsieur le général », il ne doit plus tutoyer ses hommes qui ne sont plus tenus de le saluer en-dehors du service. Le soviet demande au gouvernement provisoire d'accepter une série de conditions : amnistie de tous les prisonniers politiques, liberté d'expression, de réunion et de presse, fin de toutes les discriminations de classe, de religion ou de nationalité, dissolution immédiate de la police qui sera remplacée par une milice populaire avec des officiers élus, élections générales au suffrage universel, garantie que les militaires qui avaient pris part à la révolution ne seraient ni désarmés, ni envoyés au front, droits civils complets pour les soldats hors de leurs heures de service.
La nouvelle de la révolution se propage rapidement dans le pays et sur le front. Les soldats arborent des rubans rouges, forment des comités, malmènent et parfois tuent les commandants qui refusent d'admettre les nouvelles règles. Les membres des comités, soldats ou sous-officiers politisés, sont en général pour la continuation de la guerre et acceptent le rétablissement de la discipline tant que les officiers se montrent respectueux de leurs hommes. Des congrès de délégués des soldats se réunissent dans les fronts et les armées, souvent avec la participation de délégués des soviets civils : celui du Front de l'Ouest (en), tenu à Minsk en avril, rassemble 850 délégués dont 15% de civils.

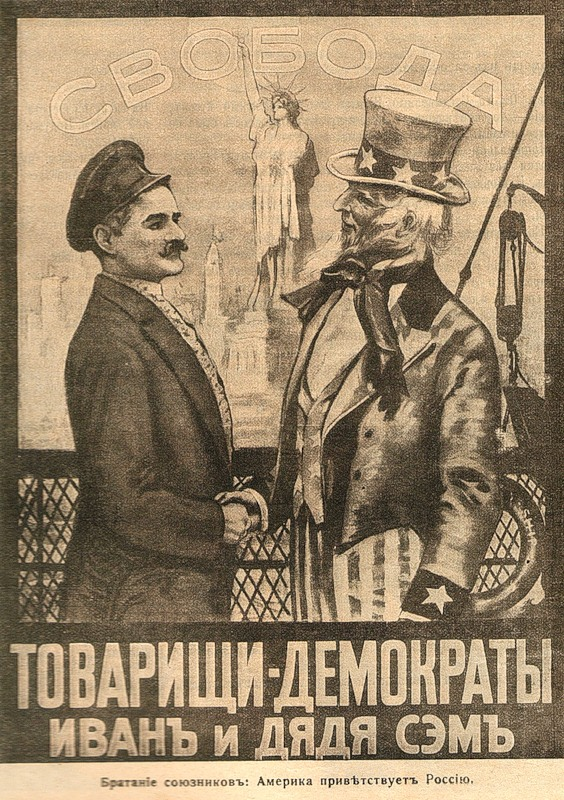
« Camarades démocrates : Ivan et l'Oncle Sam », affiche de l'alliance russo-américaine, 1917.

L'opinion des Russes au lendemain de la révolution est connue par les milliers de lettres adressées à la Douma, au soviet de Petrograd ou à Kerenski. Les ouvriers sont les plus politisés et réclament une assemblée constituante ; ils se montrent généralement confiants dans le nouveau régime et émettent des revendications le plus souvent modérées : meilleur salaire, 40 heures de travail par semaine, sécurité de l'emploi, contrôle ouvrier sur la gestion de l'entreprise, mais pas d'expropriation. Les paysans sont nombreux à réclamer la paix immédiate et le partage des grands domaines : leur horizon est celui de la petite propriété familiale, suffisante pour assurer une subsistance égale à chacun. Les soldats et marins souhaitent aussi la paix, mais de façon plus mesurée, par une négociation en accord avec les Alliés ; ils réclament avant tout la réforme de la discipline militaire et à être traités en égaux par les officiers. Les minorités nationales revendiquent soit l'indépendance (Finnois, Polonais, Lituaniens, Lettons), soit l'autonomie et la reconnaissance de leurs droits dans le cadre russe (Ukrainiens, Juifs). Les Tatars et autres musulmans demandent, en outre, la paix avec l'Empire ottoman.
Le gouvernement provisoire se prononce pour la continuation de la guerre aux côtés de l'Entente, non sans contradictions : le soviet de Petrograd fixe comme objectif une paix sans annexions ni indemnités tandis que Milioukov, aux Affaires étrangères, veut faire valoir auprès des Alliés les vieilles revendications de l'Empire russe sur Constantinople et les Détroits. Le 27 mars, le gouvernement provisoire publie une déclaration des buts de guerre alignée sur le programme du soviet. Des milliers d'ouvriers manifestent pour réclamer la démission de Milioukov et autres ministres « bourgeois » et l'arrêt de la « guerre impérialiste ». Aux côtés de la France et du Royaume-Uni, la Russie peut compter sur un nouvel allié, les États-Unis, qui deviennent ses principaux fournisseurs d'argent et de matériel.

### L’éclatement des nations
Le gouvernement provisoire se trouve vite confronté aux revendications des nationalités. Dans son manifeste du 7/20 mars, il se réclame pleinement successeur de la souveraineté impériale russe. Le Grand-Duché de Finlande occupait une position à part dans l'Empire : ses institutions démocratiques avaient été suspendues après la révolution de 1905. Pendant la guerre, les Finlandais ne sont pas mobilisés mais l'administration russe leur demande une lourde contribution financière tout en entravant leur commerce avec la Suède et, indirectement, avec l'Allemagne. L'état-major allemand encourage la création d'une petite armée indépendantiste anti-russe, les Jägers finlandais. Les nationalistes finlandais soutiennent que l'abdication du tsar met fin à l'union personnelle avec la Russie et que le pouvoir revient à la Diète de Finlande : devant l'intransigeance du gouvernement provisoire, les Finlandais, soutenus par les bolcheviks et une partie de l'opposition russe, proclament leur indépendance le 23 juin 1917. Kerenski riposte, le 21 juillet 1917, en faisant occuper Helsingfors par l'armée russe .
Les Ukrainiens, comme les Polonais, sont partagés entre les empires : 3 millions servent dans les armées russes et 250 000 dans celles des Habsbourg. La Russie fait appel au panslavisme tandis que l’Autriche-Hongrie songe à encourager le nationalisme ukrainien contre les Russes : ce projet tourne court car il entre en contradiction avec les tentatives austro-hongroises et allemandes pour rallier les Polonais. Au lendemain de la révolution de février-mars 1917, les revendications ukrainiennes se réveillent et une assemblée, la Rada centrale, se constitue à Kiev, regroupant des partis politiques et des associations culturelles et professionnelles. Elle tient sa première séance le 17 mars et convoque un Congrès national panukrainien, du 17 au 21 avril. Les Ukrainiens réclament un régime démocratique et fédéral, une large autonomie pour l’Ukraine et une représentation à la future conférence de la paix. Les militaires aussi se politisent et tiennent le premier Congrès militaire panukrainien, à Kiev, du 18 au 25 mai 1917, présidé par Simon Petlioura. Cependant, l’autorité de la Rada entre en compétition avec celles du Gouvernement provisoire qui désigne de nouveaux gouverneurs, Russes pour la plupart, avec celle des Soviets de soldats et d’ouvriers, qui s’appuient surtout sur les minorités non ukrainiennes, Russes, Juifs et Polonais. Fin mai 1917, le Gouvernement provisoire rejette les revendications des Ukrainiens qui entrent alors dans une logique de séparation, forment un Secrétariat général faisant office de gouvernement régional et convoquent une Assemblée constituante ukrainienne.
Les musulmans des provinces européennes, Tatars de la Volga, Bachkirs, Tatars de Crimée, sujets russes de longue date, s'étaient montrés loyaux à l'Empire et avaient accepté la mobilisation, y voyant l'occasion de réclamer l'égalité des droits ; il n'en va pas de même au Turkestan russe où l'introduction de la conscription, en 1916, déclenche la révolte des musulmans contre les colons russes. Les musulmans du Turkestan sont finalement désarmés et 100 000 d'entre eux versés dans des bataillons de travail jusqu'à ce que le gouvernement de Kerenski, en 1917, leur accorde une amnistie.

Nationalités de l'Empire russe de la guerre à la révolution
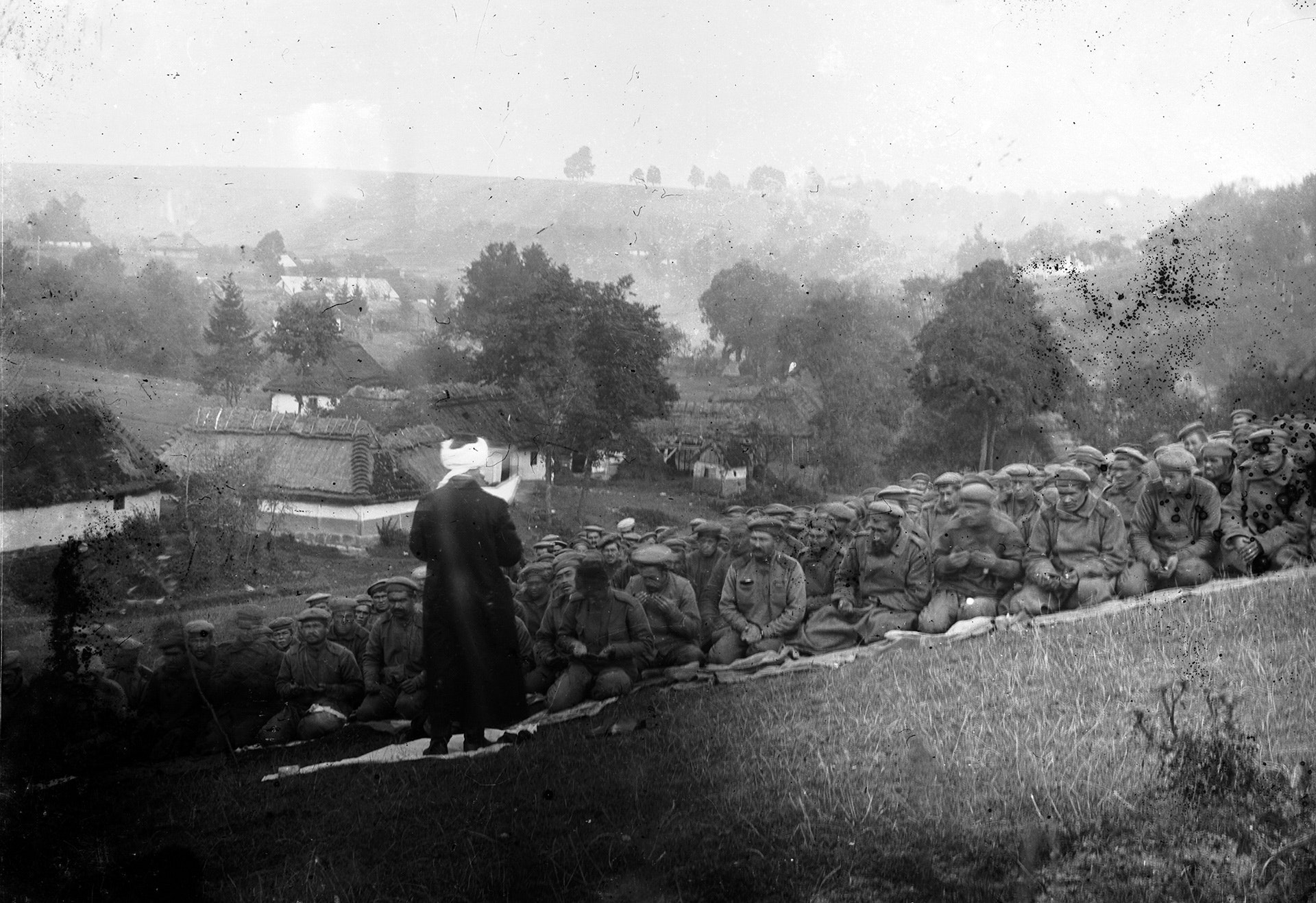
Soldats tatars avec leur aumônier célébrant le Kurban Bayram près de Brest-Litovsk en 1914.
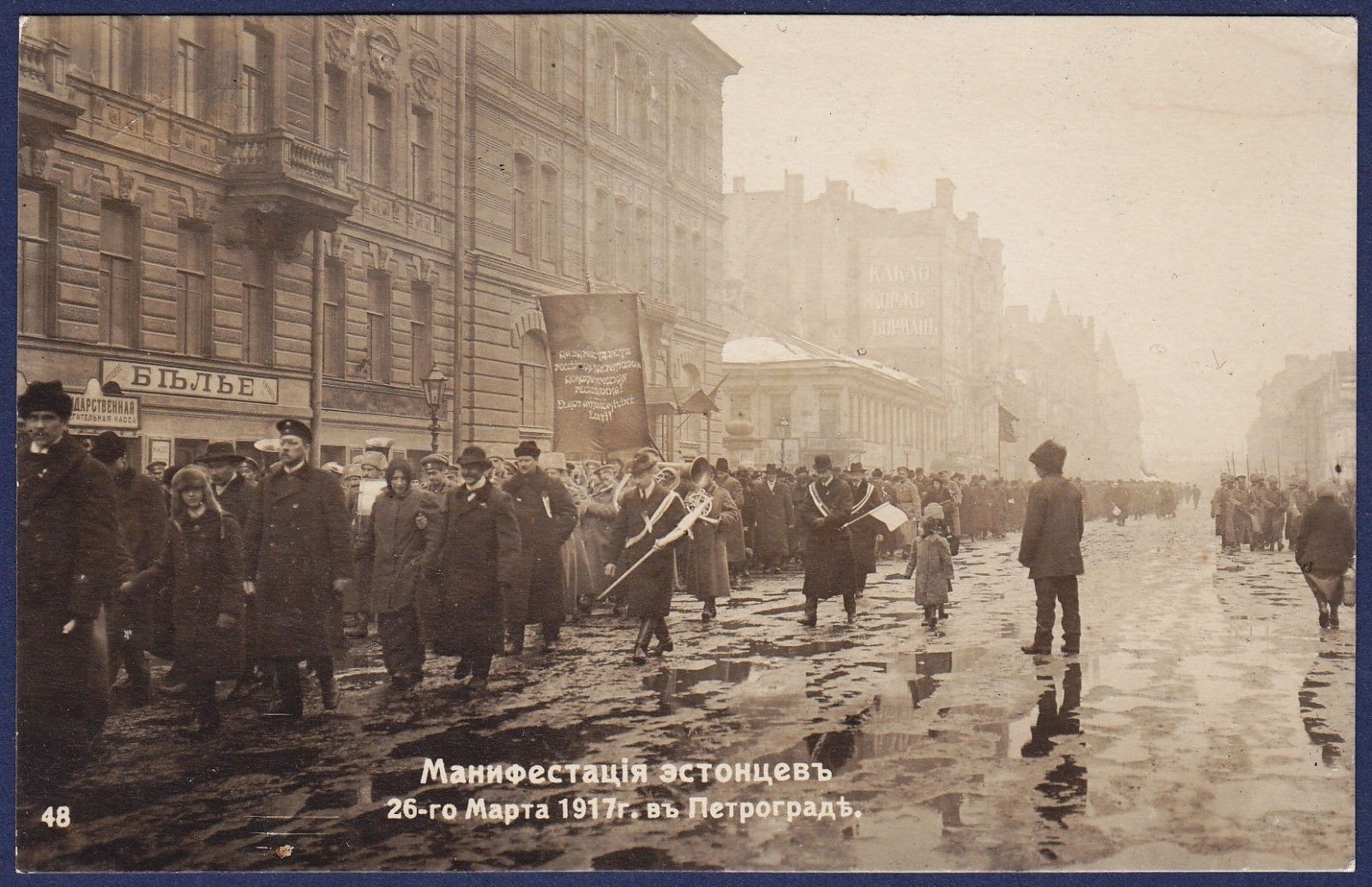
Manifestation des Estoniens de Petrograd en mars 1917.
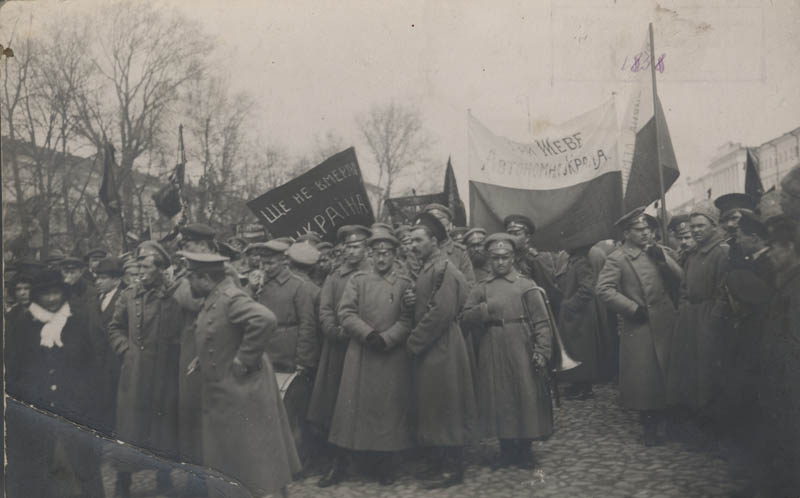
Meeting de soldats en Ukraine en 1917.
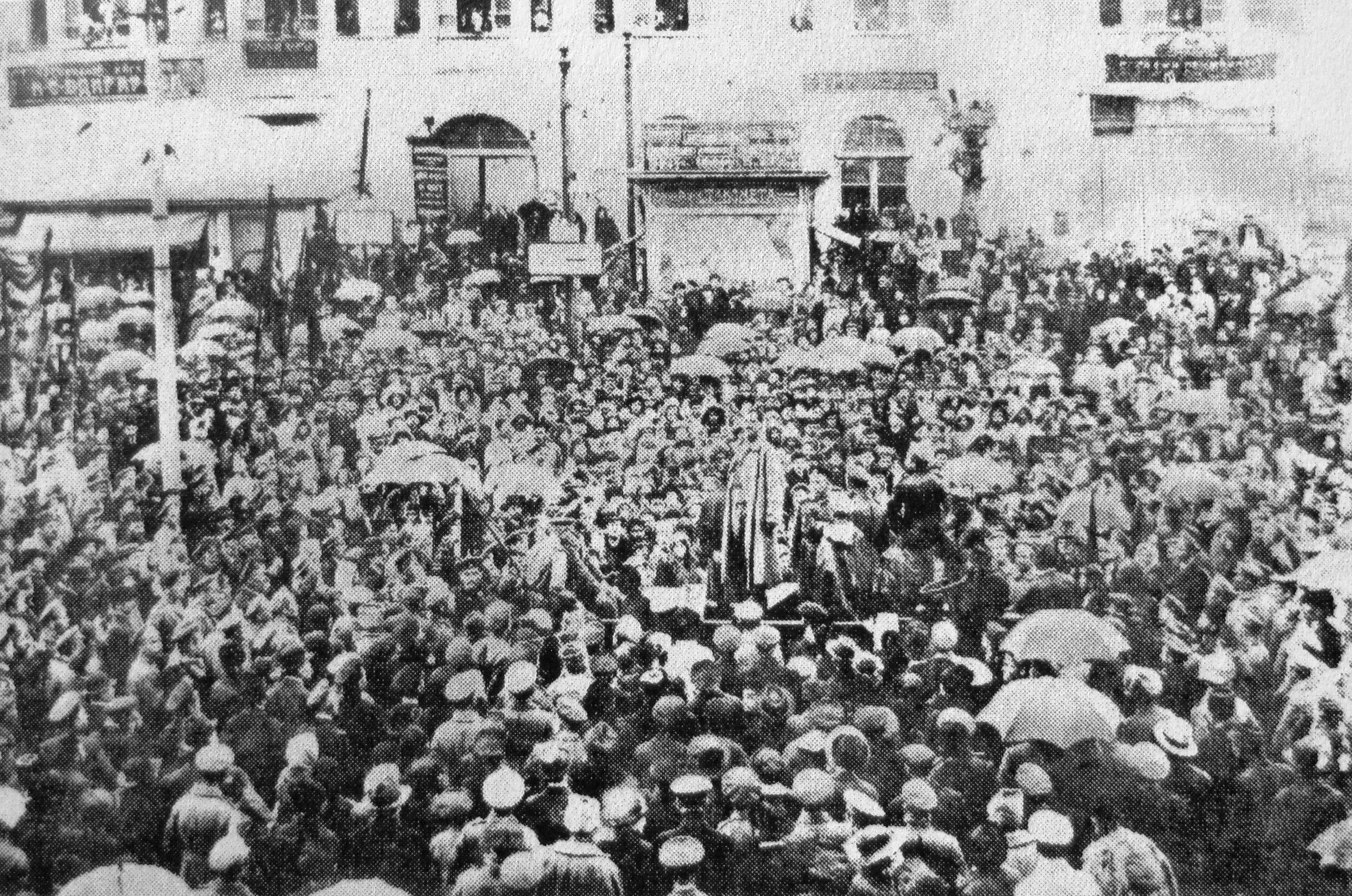
Manifestation à Tbilissi, capitale de la vice-royauté du Caucase, en février 1917.

### La révolution des campagnes

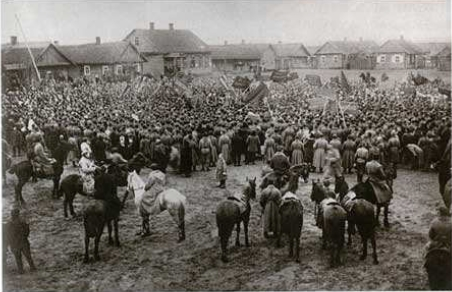
La révolution à Maladetchna (gouvernement de Minsk) en 1917.

La chute du pouvoir impérial entraîne une vague de soulèvements dans les campagnes. Cependant, leur forme et leur ampleur varient beaucoup d'une localité à l'autre, allant de la réclamation pacifique au pillage meurtrier. En général, lors de la première phase, au printemps, les manifestations sont relativement pacifiques. Les villageois, armés de fusils et d'outils, se rassemblent au son de la cloche et marchent sur le manoir. Le seigneur ou son intendant, s'ils n'ont pas déjà fui, sont obligés de signer un acte cédant aux réclamations : baisse du loyer, vente obligatoire de grains, d'outils et de bétail au prix fixé par le paysans. La communauté rurale retrouve le statut qu'elle avait perdu avec les réformes de Stolypine et s'approprie le pouvoir des anciens seigneurs ; selon un adage paysan, « Nôtre était le seigneur, nôtre est la terre ». Les paysans « séparateurs » qui avaient clôturé leurs terres doivent, de gré ou de force, réintégrer le terroir collectif.

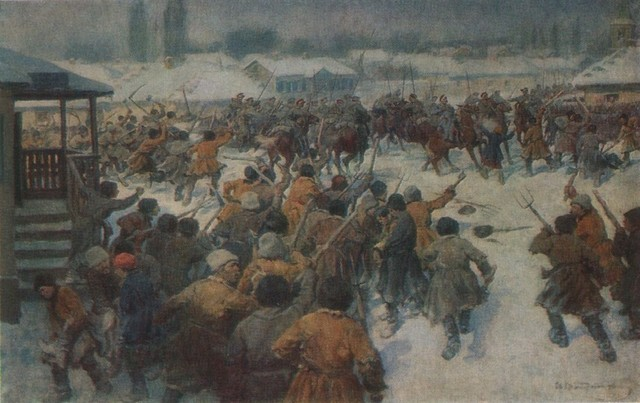
Révolte paysanne à Sorotchintsy (gouvernement de Poltava) : le souvenir de la répression de 1905-1908 contribue à la radicalisation des paysans en 1917. Toile d' (1869-1947).

À l'approche de l'été, les paysans prennent possession de la terre pour pouvoir la moissonner et l'ensemencer. Le retour des soldats mobilisés, en permission de Pâques ou déserteurs, contribue à radicaliser le mouvement. Des manoirs sont incendiés ou saccagés. En mai 1917, la nomination d'un socialiste-révolutionnaire, Viktor Tchernov, au ministère de l'Agriculture, paraît donner raison aux revendications paysannes. Cependant, le gouvernement n'a pas les moyens légaux pour rétablir le calme ni pour officialiser la redistribution des terres. Les paysans, ne voyant pas arriver les réformes attendues, procèdent au « partage noir » (illégal) souvent accompagné de violences contre les seigneurs, les « séparateurs » et le clergé, ainsi qu'à la destruction de machines agricoles qui réduisent l'emploi. Le mouvement connaît une accalmie pendant l'été, avec les gros travaux agricoles et la relative reprise en main de l'armée et des tribunaux par le gouvernement de Kerenski, mais l'automne voit une nouvelle flambée de violences que les bolcheviks interpréteront plus tard comme un signe avant-coureur de la révolution prolétarienne,. Des centaines de manoirs sont incendiés ou détruits par les paysans dans les provinces de Tambov, Penza, Voronej, Saratov, Kazan, Orel, Toula et Riazan.
L'élection des zemstvos de canton, en août, puis celle de l'Assemblée constituante en novembre voient des résultats contrastés dans les zones rurales : participation faible dans la région de Novgorod, forte dans les Terres noires, bagarres et brûlement d'urnes dans le gouvernement de Kiev. En général, ce sont les socialistes-révolutionnaires et, régionalement, les socialistes ukrainiens qui font les meilleurs scores et emportent l'adhésion des communautés rurales. Toutefois, les bolcheviks arrivent à percer dans des cantons ruraux proches des villes, du chemin de fer ou des garnisons.
Les soldats d'origine paysanne suivent avec attention les évolutions de leur village d'origine et souvent y introduisent leurs propres revendications. En septembre 1917, des soldats de la 10e armée écrivent au ministre de l'Agriculture, Semion Maslov (ru) : « On nous a promis des terres, mais à présent il est évident qu'on ne veut pas nous les donner (…) Si vous voulez la victoire de l'armée, il faut donner plus d'avantages aux soldats qui sont sur le front depuis les premiers jours de la mobilisation (…) le pauvre paysan sans propriété, qui ne possède pas un lopin de terre, est assis dans une tranchée froide et humide, et en retour il n'a que des paroles ».

### L'impasse militaire
Les Alliés attendent que la Russie poursuive son effort de guerre. En mars 1917, les Français réclament une grande offensive à l'Est pour appuyer leur propre offensive du Chemin des Dames mais le général Alekseïev répond que c'est impossible : le dégel rend les routes impraticables, les chevaux et le fourrage manquent, les troupes ont perdu toute discipline. Broussilov, commandant du Front du Sud-Ouest, affirme au contraire qu'une offensive de printemps est possible et que ses soldats « brûlaient de se battre ». Alekseïev finit par se convaincre que seule une offensive peut redresser la situation. Le 30 mars, il écrit au ministre Goutchkov :

« Si nous ne passons pas à l'attaque, nous n'échapperons pas à l'obligation de combattre, mais nous nous condamnerons simplement à combattre au moment et à l'endroit qui conviendront à l'ennemi. Et si nous ne coopérons pas avec nos alliés, nous ne pouvons attendre d'eux qu'ils viennent à notre aide quand nous en aurons besoin. Les désordres de l'armée ne nuiront pas moins à la défense qu'à une offensive. Même si nous ne sommes pas pleinement assurés du succès, nous devons passer à l'offensive. »

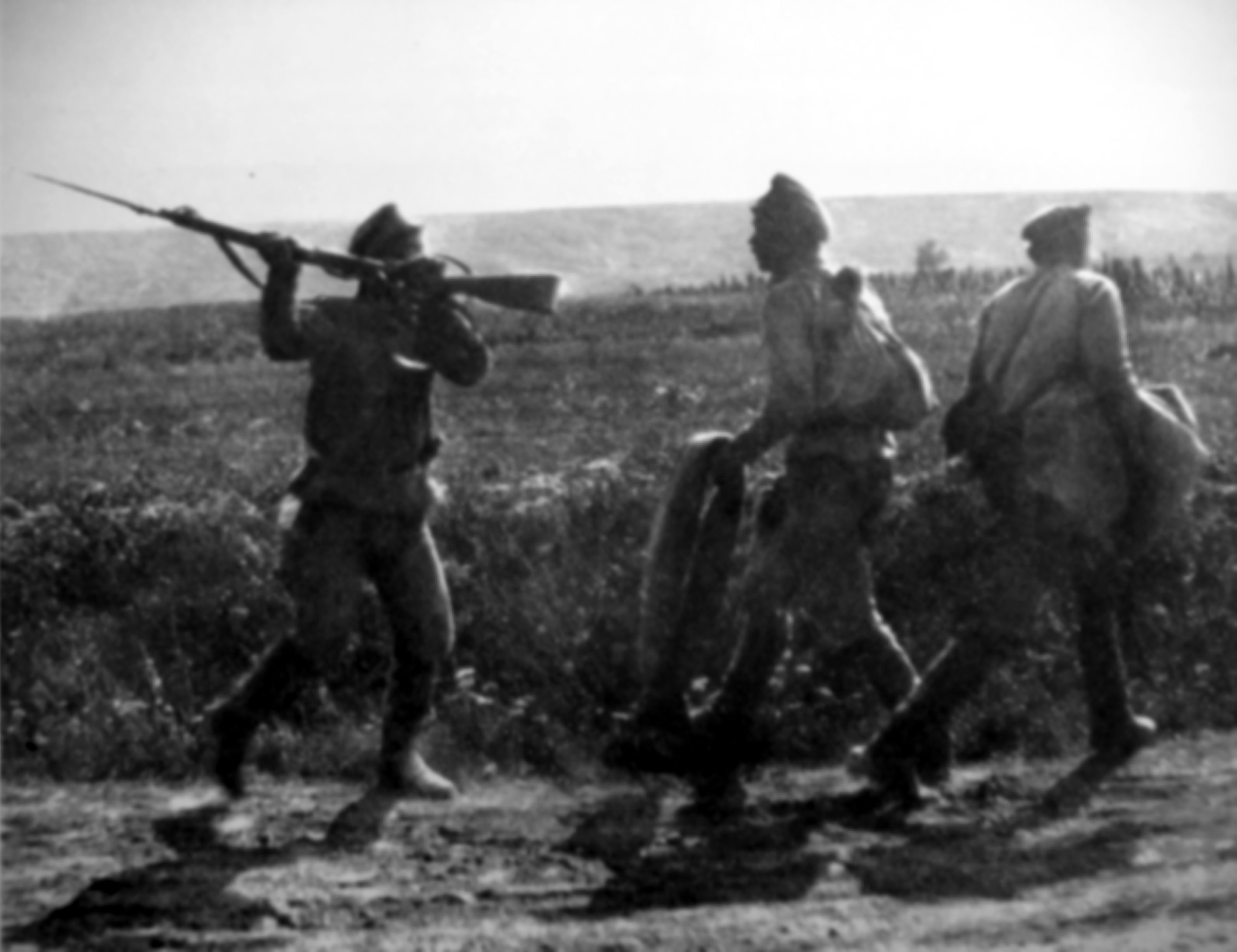
Un soldat arrêtant deux déserteurs, Russie, 1917.

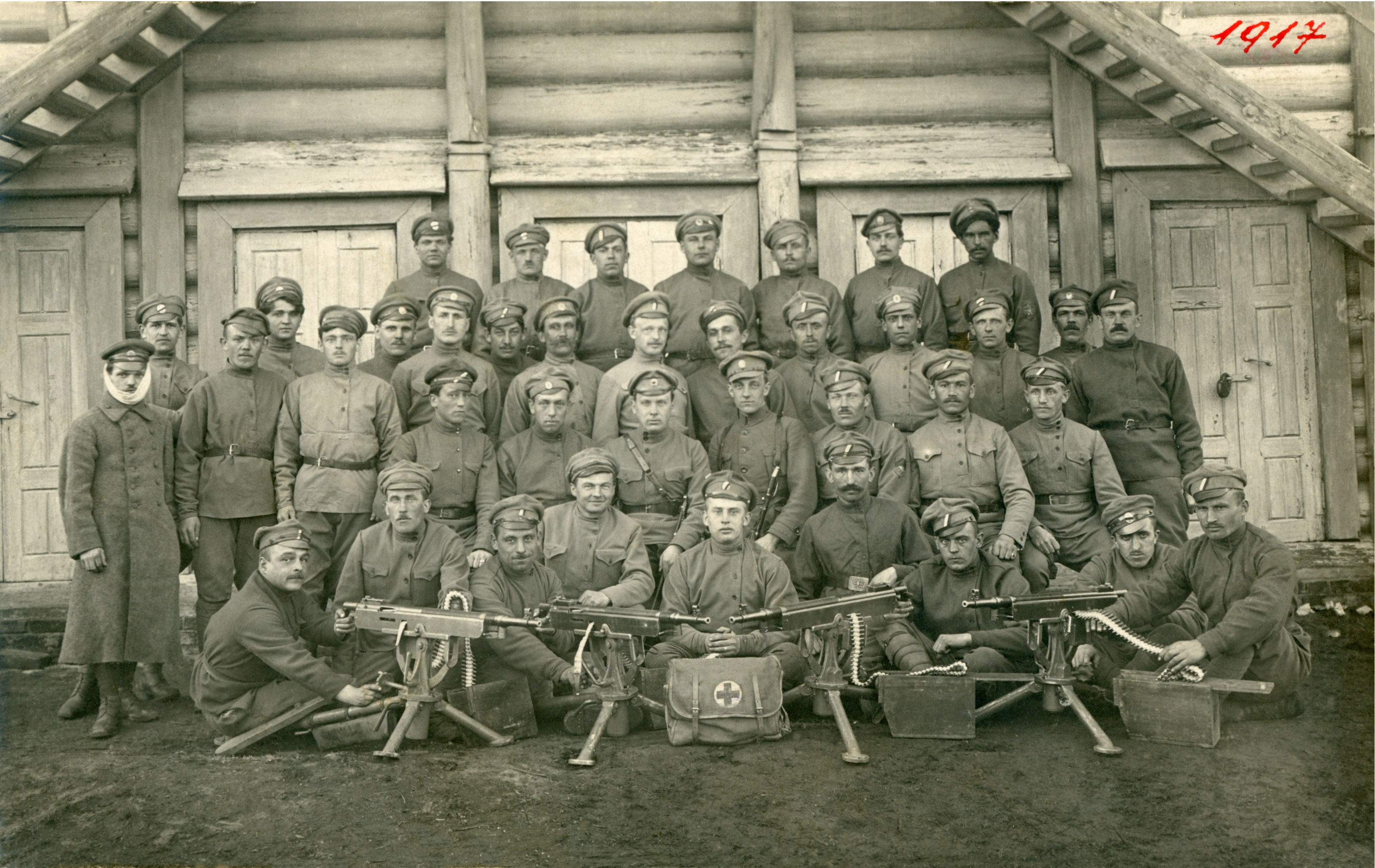
Soldats du 6e régiment de tirailleurs de la Légion tchécoslovaque en Ukraine, 1917.

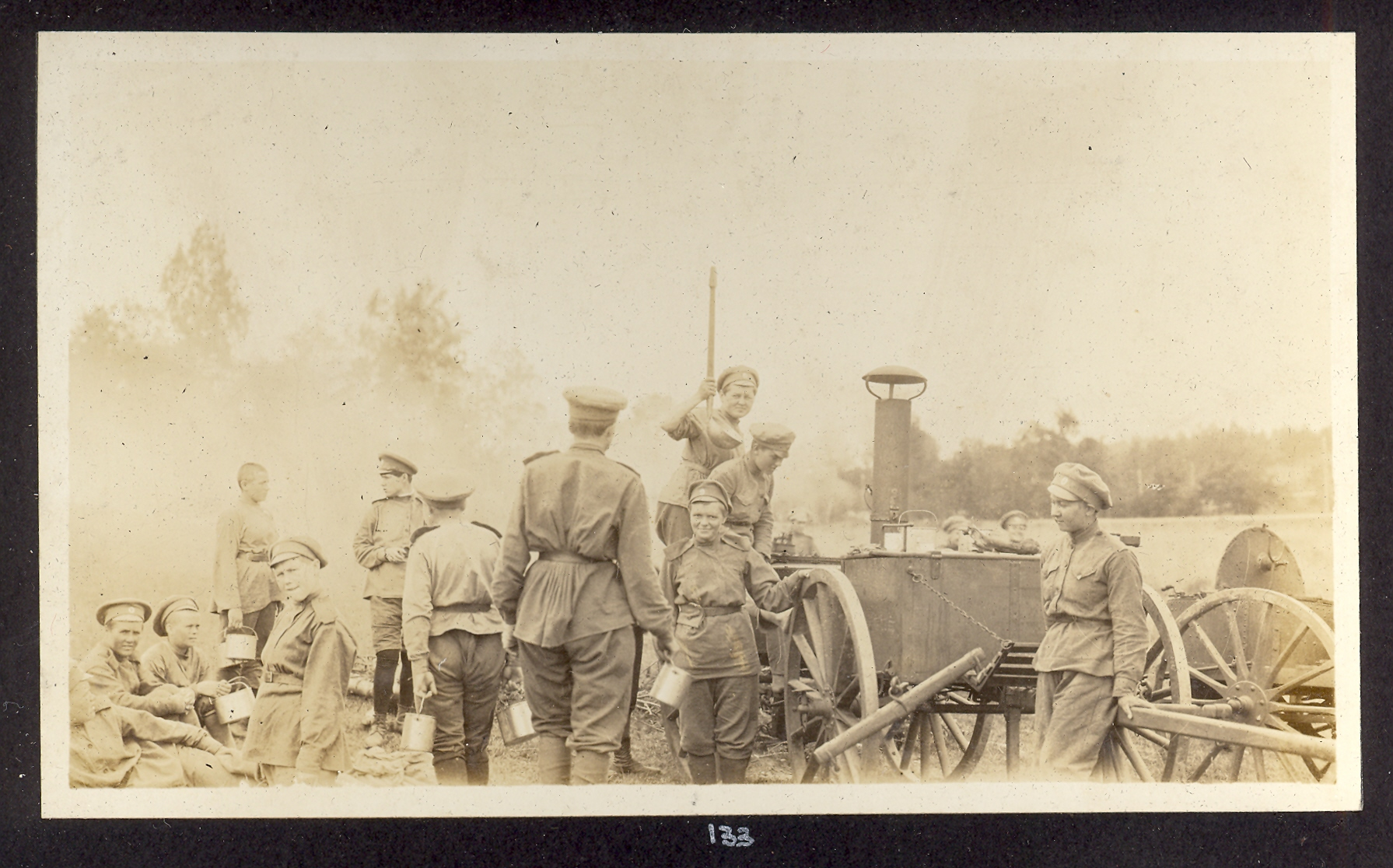
cuisine roulante des femmes-soldats des « Bataillons de la mort », été 1917.

Le moral des soldats est l'élément le plus imprévisible. La désertion est un problème récurrent dans l'armée depuis le début de la guerre, avec l'automutilation et les troubles mentaux comme l'obusite, mais, jusqu'au début de 1917, elle reste à une échelle contrôlable : les statistiques officielles, bien qu'incomplètes, n'indiquent pas plus de 100 000 à 150 000 absences illicites en même temps et beaucoup de manquants, après une visite à leur famille ou un temps d'errance dans les villes et les gares, finissent par revenir au front. Les peines pour la désertion sont graduées : flagellation à la première tentative, travaux forcés à la deuxième ; la peine de mort n'est appliquée qu'à la troisième récidive, en fait assez rarement car il faut de longs délais pour retrouver l'unité d'origine du déserteur et organiser un tribunal militaire. Le tableau change avec la révolution de février-mars 1917 : la discipline est massivement remise en question, les soldats critiquent leurs officiers, contestent la qualité du campement ou la pertinence des ordres, refusent parfois de marcher. Au printemps, le front est remarquablement calme. Un militaire austro-hongrois écrit dans une lettre : « Les Russes restent assis en plein jour sur le parapet, ils retirent leur chemise et cherchent leurs poux. Personne ne tire de notre côté […] Seule l'artillerie russe tire de temps en temps. Le commandant de [leur] artillerie est un Français. Les Russes nous ont fait passer le mot qu'ils voulaient le tuer ». Pendant la trêve de Pâques, sur le front de la 7e armée russe, les Allemands encouragent la fraternisation avec les soldats russes qui leur font face en leur affirmant qu'ils n'ont pas à faire la guerre pour les seuls intérêts de la France et du Royaume-Uni.
Alexandre Kerenski, nommé ministre de la Guerre et de la Marine le 18 mai 1917, visite Broussilov sur le front près de Ternopil et se rallie à l'idée d'une grande offensive au printemps : le 22 mai, il fait nommer Broussilov commandant en chef de l'armée malgré les réticences de la Stavka. Broussilov croit que la démocratisation de l'armée renforcera son patriotisme tout en obtenant, le 24 mai, le rétablissement de la hiérarchie et des punitions. Kerenski est entretenu dans son optimisme par l'entrée des États-Unis dans la Première Guerre mondiale, par le ralliement du Soviet de Petrograd à la cause de la défense nationale, par les campagnes patriotiques des constitutionnels-démocrates (droite libérale) et par les nombreux admirateurs qui voient en lui le sauveur de la Russie, appelée à jouer un rôle décisif dans la victoire des démocraties. Cependant, Broussilov, dans ses tournées au front, se rend compte que les idées défaitistes gagnent du terrain : de plus en plus de soldats veulent la paix immédiate, rentrer dans leur village et bénéficier du partage des terres. La propagande anti-guerre des bolcheviks, à travers des journaux clandestins comme La Vérité des soldats et La Vérité des tranchées, n'a encore qu'une diffusion réduite, mais des mutineries éclatent en mai et juin 1917, dans des unités du Front du Sud-Ouest, en l'absence de toute organisation bolchévique.

Offensive russe de juillet 1917 (en rose, au sud) et contre-offensive austro-allemande (en violet, au nord).

Depuis le printemps, un effort considérable est fourni pour réarmer et équiper les troupes. Certaines unités au moins ont un moral élevé et croient se battre pour leur liberté : la 8e armée (général Lavr Kornilov) relativement préservée de l'agitation révolutionnaire, la Légion tchécoslovaque, formée de déserteurs tchèques et slovaques de l'armée austro-hongroise, et les « Bataillons de la mort » composés de femmes russes volontaires. L'offensive, lancée le 30 juin 1917 par les 11e, 7e et 8e armées en Galicie et Bucovine, remporte des succès partiels contre les Austro-Hongrois : la 8e armée enfonce la 2e armée austro-hongroise où une partie de la 19e division, composée de Tchèques, passe du côté russe.
Cependant, le premier élan de l'offensive s'épuise vite. Le commandant d'un corps d'armée raconte que le premier jour, ses hommes s'emparent de trois lignes de tranchées, capturent 1 400 Allemands et un grand nombre de mitrailleuses tandis que son artillerie élimine la plupart des batteries adverses mais que, dès la nuit tombée, ses soldats abandonnent le terrain conquis, ne laissant sur place que leurs chefs avec une poignée d'hommes. Au bout de quelques jours, l'offensive russe s'épuise, les soldats refusent de plus en plus de monter au front tandis que les renforts allemands affluent pour consolider les lignes austro-hongroises ; une contre-offensive germano-austro-hongroise, du 19 juillet au 2 août, repousse les Russes vers la Volhynie,. En beaucoup d'endroits, les Allemands et Austro-Hongrois trouvent les lignes russes déjà abandonnées. Une offensive simultanée du Front du Nord, en vue d'éloigner les Allemands de Riga, est pareillement un échec complet. Le moral de l'armée russe s'effondre et au moins 170 000 hommes désertent, réquisitionnant les trains, sous prétexte d'aller faire les moissons. La peine de mort en Russie (en), qui avait été abolie le 12 mars 1917 par une des premières décisions du Gouvernement provisoire, est rétablie le 12 juillet : des cours martiales composées de 3 officiers et 3 soldats jugent immédiatement sur le lieu du crime les soldats coupables de meurtre, viol, pillage, appel à la désobéissance, sans possibilité d'appel ou de peine intermédiaire.

La Russie en guerre vue par la presse française en 1917
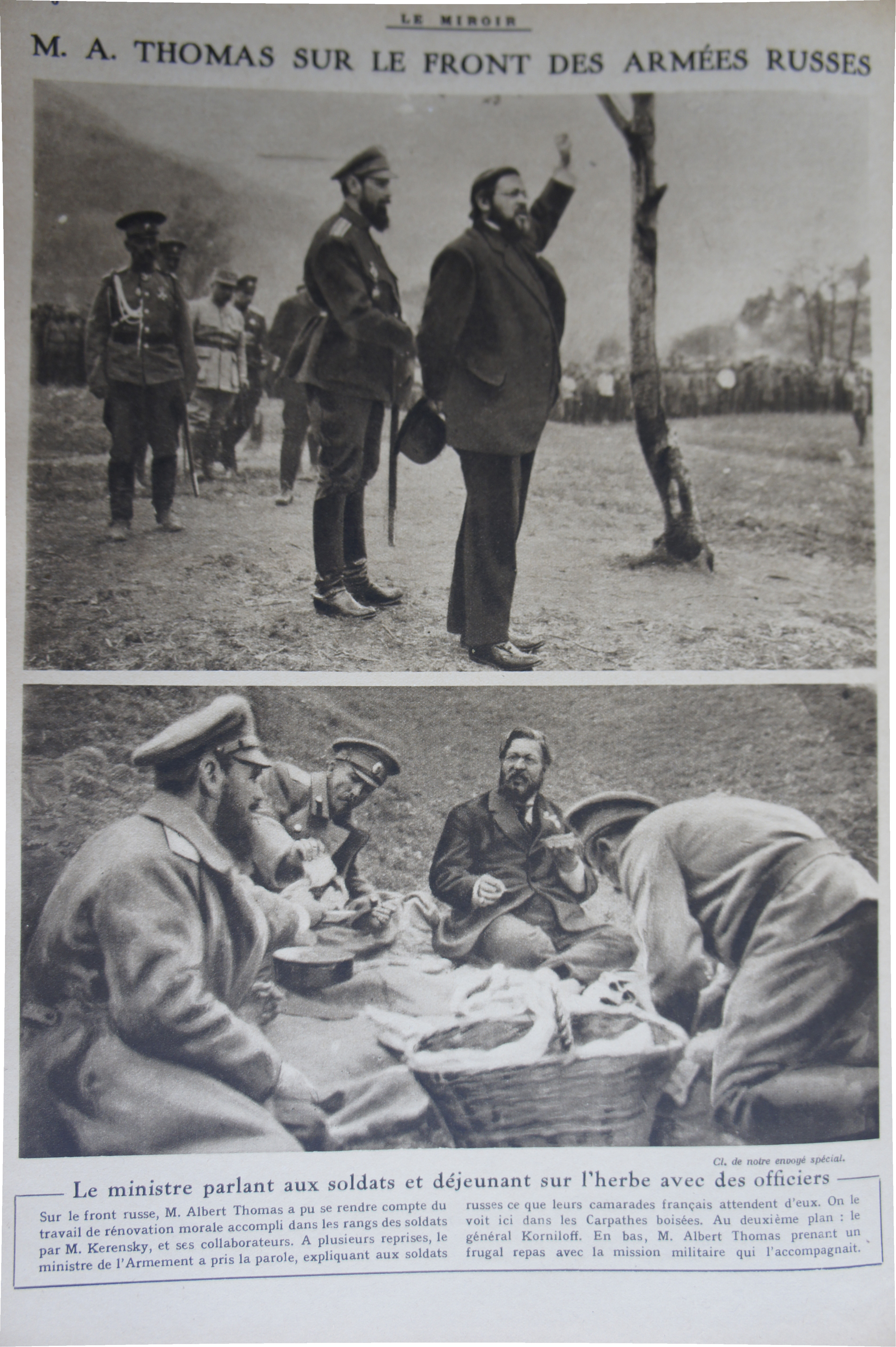
Le ministre français Albert Thomas et le général russe Lavr Kornilov visitant le front dans les Carpates boisées, Le Miroir, 8 juillet 1917.
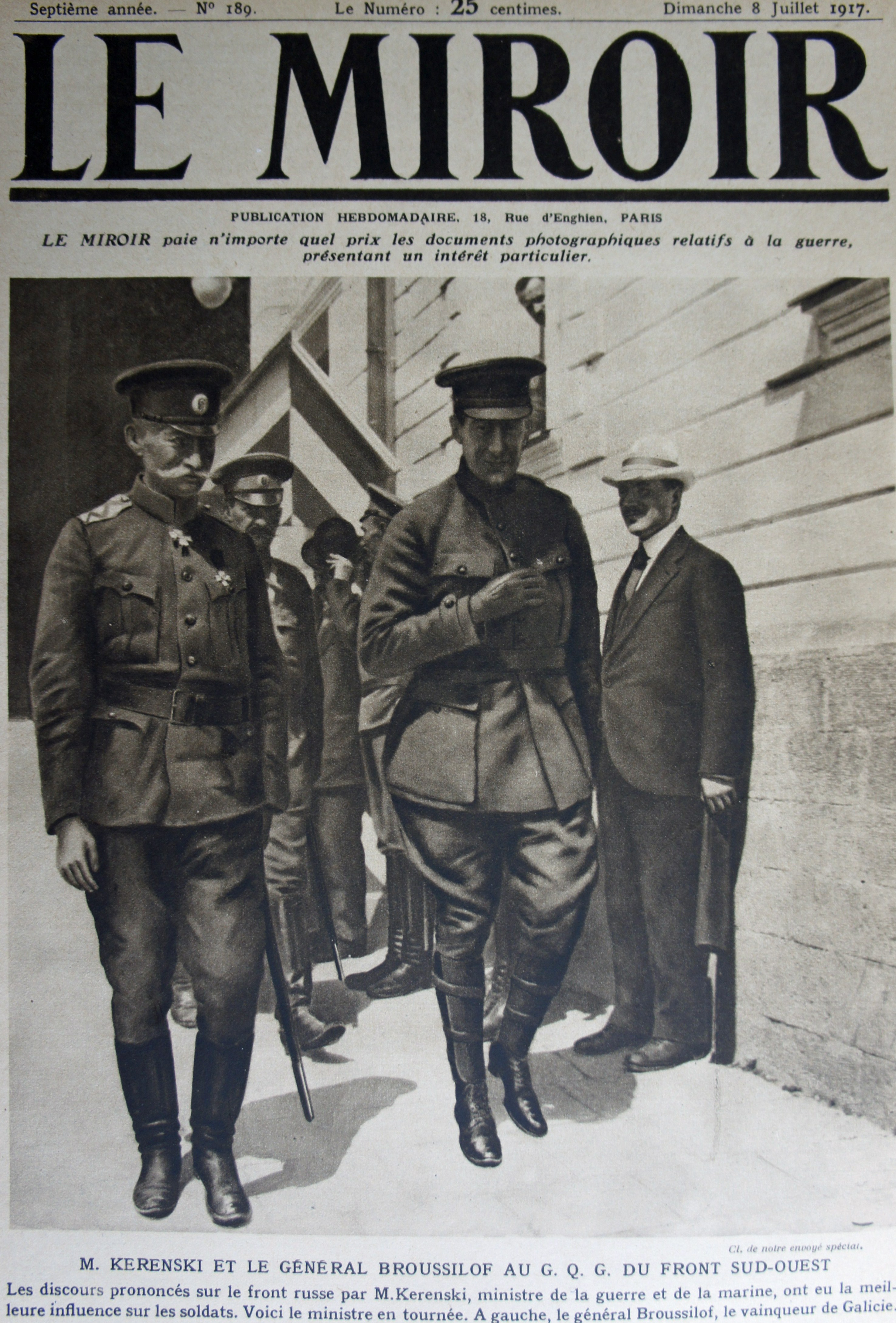
Le général Alexeï Broussilov, commandant en chef, et le ministre de la Guerre Alexandre Kerenski sur le front du Sud-Ouest, Le Miroir, 8 juillet 1917.
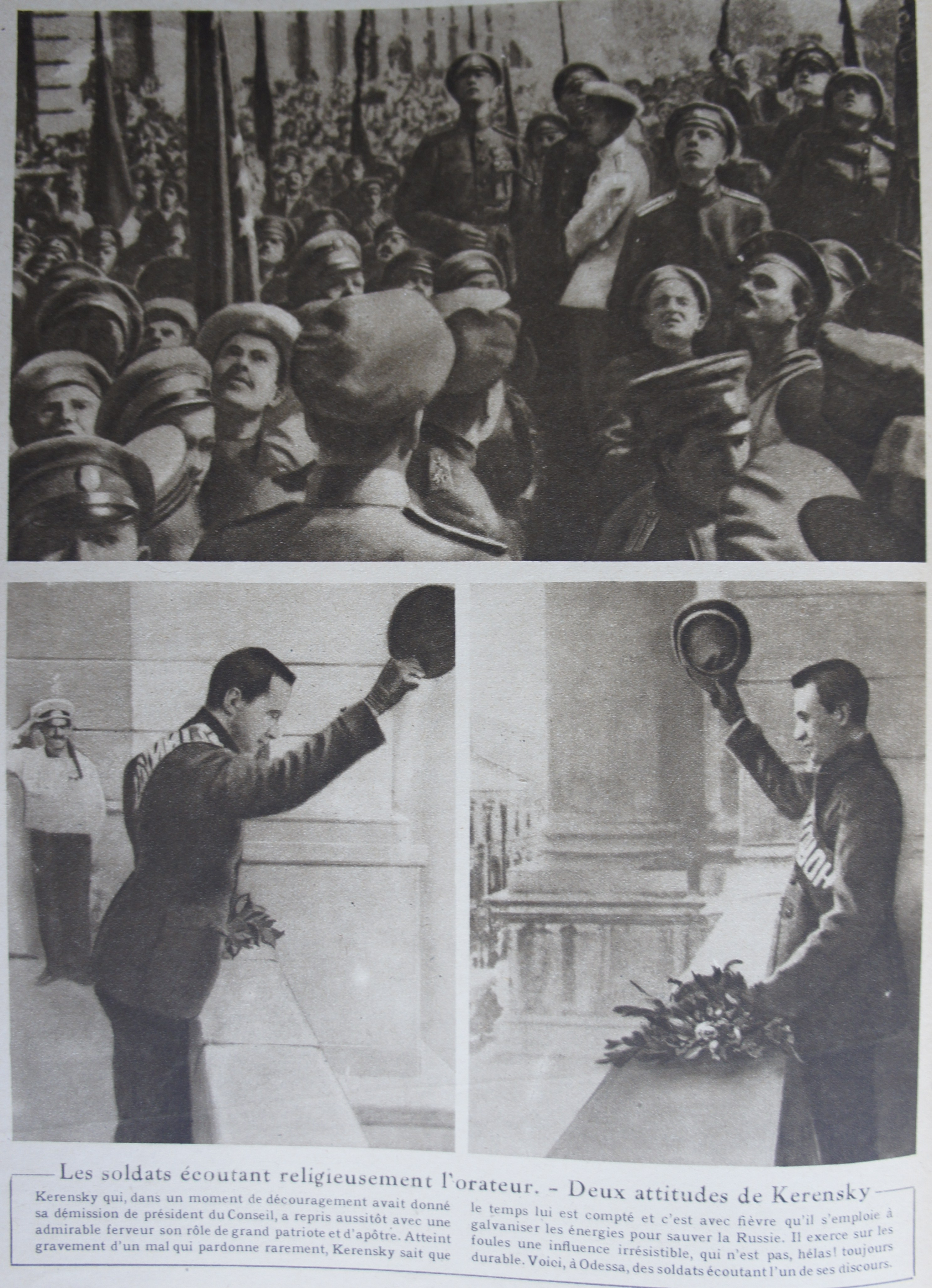
Alexandre Kerenski haranguant les soldats à Odessa, Le Miroir, 19 août 1917.

### Derniers jours du Gouvernement provisoire

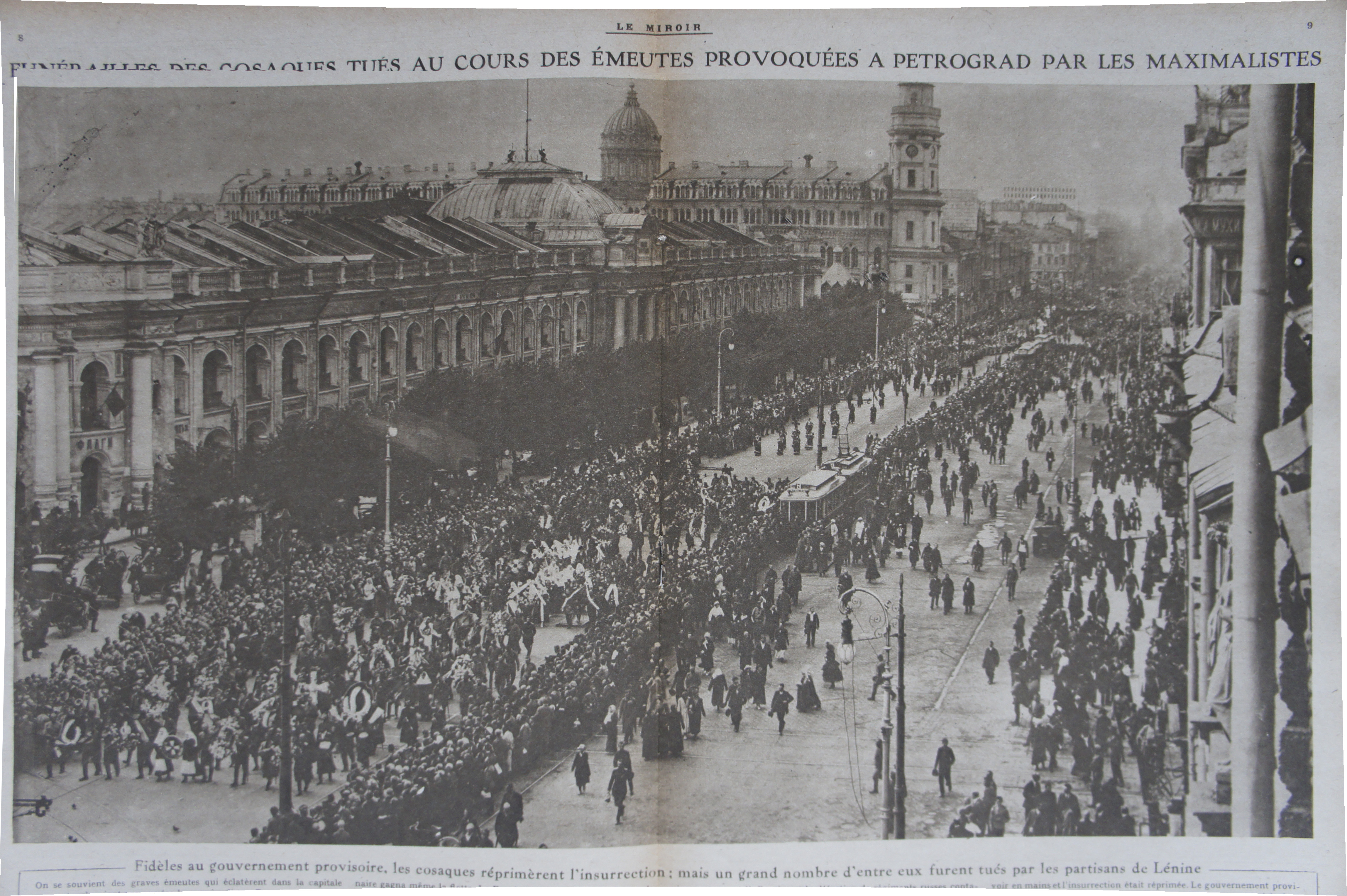
Funérailles officielles de cosaques tués dans des affrontements avec les bolcheviks pendant les journées de juillet 1917. Le Miroir, 2 septembre 1917.

Les dissensions au sein du Gouvernement provisoire s'aggravent. Le ministre de l'Agriculture, Viktor Tchernov, accepte provisoirement l'occupation des terres par les paysans, provoquant l'indignation des membres « bourgeois » du gouvernement, tandis que l'ouverture de négociations avec la Rada de Kiev mécontente les nationalistes russes qui craignent une sécession de l'Ukraine. Gueorgui Lvov démissionne le 15 juillet, remplacé à la tête du Gouvernement par Kerenski. Le 17 juillet, la garnison de Petrograd et les marins de la flotte de Kronstadt, craignant d'être envoyés sur le front, se joignent aux ouvriers grévistes des usines Poutilov et se soulèvent contre le Gouvernement provisoire : ils encerclent la Douma mais, faute d'instructions de Lénine, échouent à prendre le pouvoir. Pavel Pereverzev (ru), successeur de Kerenski au ministère de la Justice, parvient à retourner l'opinion contre les bolcheviks en les présentant comme des agents de l'Allemagne.
Le 18 juillet, à la suite d'une entrevue orageuse à Moguilev, Kerenski exige la démission du général Broussilov et confie le commandement en chef à Lavr Kornilov. Celui-ci demande à Kerenski d'établir un régime de dictature, proclamer la loi martiale, rétablir la peine de mort à l'arrière, interdire les grèves et dissoudre le Soviet de Petrograd. Dans les milieux contre-révolutionnaires, l'idée se répand d'une dictature militaire pour mettre fin à l'agitation des bolcheviks, mais Kerenski n'est pas prêt à rompre avec les soviets.

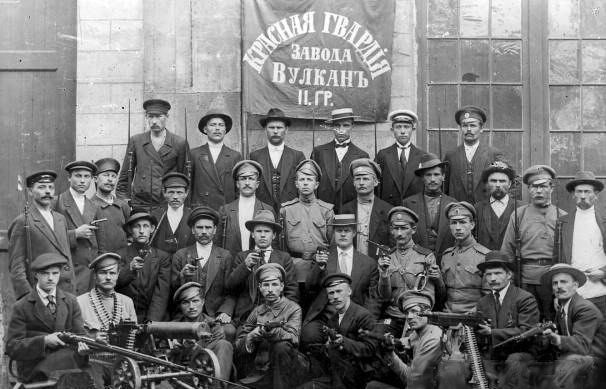
Gardes rouges occupant l'usine Vulkan à Petrograd, octobre 1917.

Le 11 août, Kornilov ordonne au 3e corps de cavalerie (en) du général Alexandre Krymov, comprenant la Division tribale caucasienne, de se tenir prêt à occuper Petrograd pour y rétablir l'ordre en cas de coup de force bolchevik. Le 27 août, à la suite d'une série de malentendus, Kornilov se persuade que le gouvernement de Kerenski est tombé aux mains des bolcheviks et ordonne au 3e corps de marcher sur Petrograd. Kerenski se proclame commandant en chef tandis que le Soviet de Petrograd, avec la participation des bolcheviks, organise la défense de la ville et le blocage des voies ferrées. Des émissaires des soviets ouvriers, de la garnison de Petrograd et de l'Union des soviets musulmans, qui se réunissait à ce moment dans la ville, vont parler aux soldats et les convainquent de rester fidèles au Gouvernement provisoire. L'affaire Kornilov se termine par l'arrestation de celui-ci et le suicide de Krymov.
L'affaire Kornilov laisse des fractures profondes dans l'armée et la société. Des soldats mutinés arrêtent et parfois abattent plusieurs centaines d'officiers, soupçonnés d'être « kornilovistes ». Kerenski est abandonné à la fois par la droite, solidaire des généraux condamnés, et par la gauche, qui a perdu toute confiance en lui. Il exerce une « dictature » pratiquement sans aucune autorité. 40 000 marins de Kronstadt et ouvriers, armés pour faire face au putsch, conservent probablement leurs armes et forment la base des gardes rouges bolcheviks.

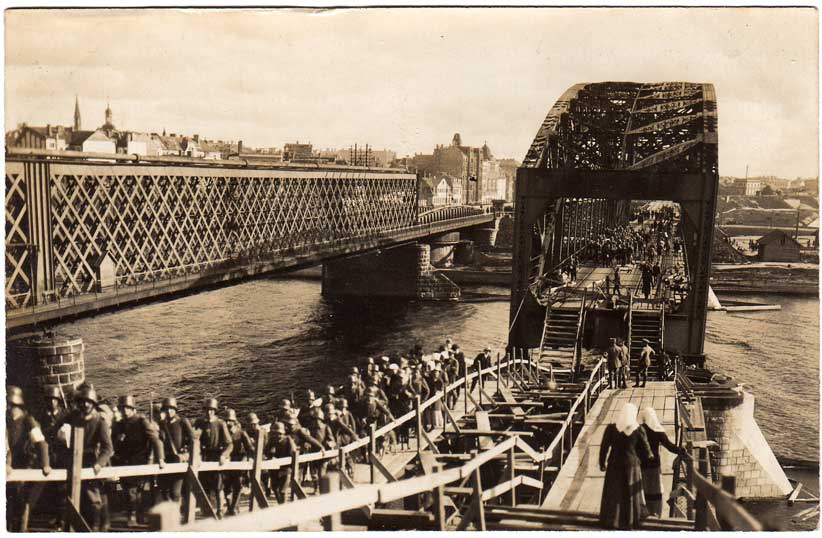
Troupes allemandes passant un pont détruit à Riga, septembre 1917.

La prise de Riga par les Allemands (1er-5 septembre 1917), dernière grande opération sur le front, vient ajouter au discrédit du gouvernement provisoire. La 8e armée allemande attaque avec des moyens techniques supérieurs, gaz de combat, lance-flammes, bombardements aériens. Après plusieurs jours de combat, la 12e armée russe se replie en désordre au nord de la Daugava, abandonnant son artillerie faute de fourrage pour les chevaux de trait, tandis que le XLIIIe corps, en particulier les tirailleurs lettons, se sacrifie pour couvrir la retraite de l'armée.
Le délitement de l'Empire se poursuit. Du 21 au 28 septembre, un Congrès des peuples de l'Empire, tenu à Kiev à l’initiative de la Rada centrale, rassemble les représentants de 10 nationalités qui réclament la transformation de l'Empire en une fédération de peuples libres. Les délégués élisent un Conseil des peuples auprès du Gouvernement provisoire.
Kerenski a perdu toute crédibilité même auprès des Alliés qui le croient sur le point de signer une paix séparée. Le 2 novembre, cinq jours avant la chute du gouvernement provisoire, le général Alexandre Verkhovski, ministre de la Guerre, déclare que l'armée n'est plus en état de se battre. Kerenski lui-même reconnaîtra plus tard que la seule solution pour éviter la prise de pouvoir par les bolcheviks aurait été de signer immédiatement la paix avec l'Allemagne : « Nous étions trop naïfs ».

### Les bolcheviks au pouvoir et la sortie de guerre
Lénine, qui vit dans la clandestinité à Petrograd après un bref exil en Finlande, est décidé à profiter de la faiblesse du Gouvernement provisoire : il persuade ses camarades, Zinoviev, Kamenev, Trotski, qu'il faut prendre le pouvoir par un coup de force avant la réunion du deuxième congrès pan-russe des Soviets d'ouvriers et de soldats, prévu pour le début de novembre, puis l'élection de l'Assemblée constituante, le même mois, qui créeraient une nouvelle légalité. Trotski est nommé à la tête du Comité militaire révolutionnaire de Petrograd, comprenant environ 40 régiments, 200 usines et 15 comités de quartier, en tout 20 000 ou 30 000 hommes. Une fois de plus, c'est la menace d'un envoi au front qui déclenche la révolte des soldats. Le Comité militaire révolutionnaire, se faisant passer pour une émanation du Soviet de Petrograd, prend la tête du mouvement. Entre le 21 octobre/3 novembre et le 26 octobre/8 novembre, les bolcheviks prennent le contrôle des garnisons et du Soviet de Petrograd. Le palais d'Hiver, dernier refuge du Gouvernement provisoire, défendu par quelques élèves-officiers et femmes-soldats, se rend au bout de quelques heures : les combats ne semblent avoir engagé qu'un petit nombre de personnes tandis que les restaurants, théâtres et tramways fonctionnent comme d'habitude. Le Congrès pan-russe des Soviets, qui tient sa première séance le 8 novembre, a juste le temps d'avaliser les deux premiers décrets dictés par Lénine : le décret sur la terre qui reconnaît aux paysans la propriété des terres, et le décret sur la paix qui « appelle tous les peuples et les gouvernements à ouvrir sans tarder les négociations d'une juste paix démocratique ».

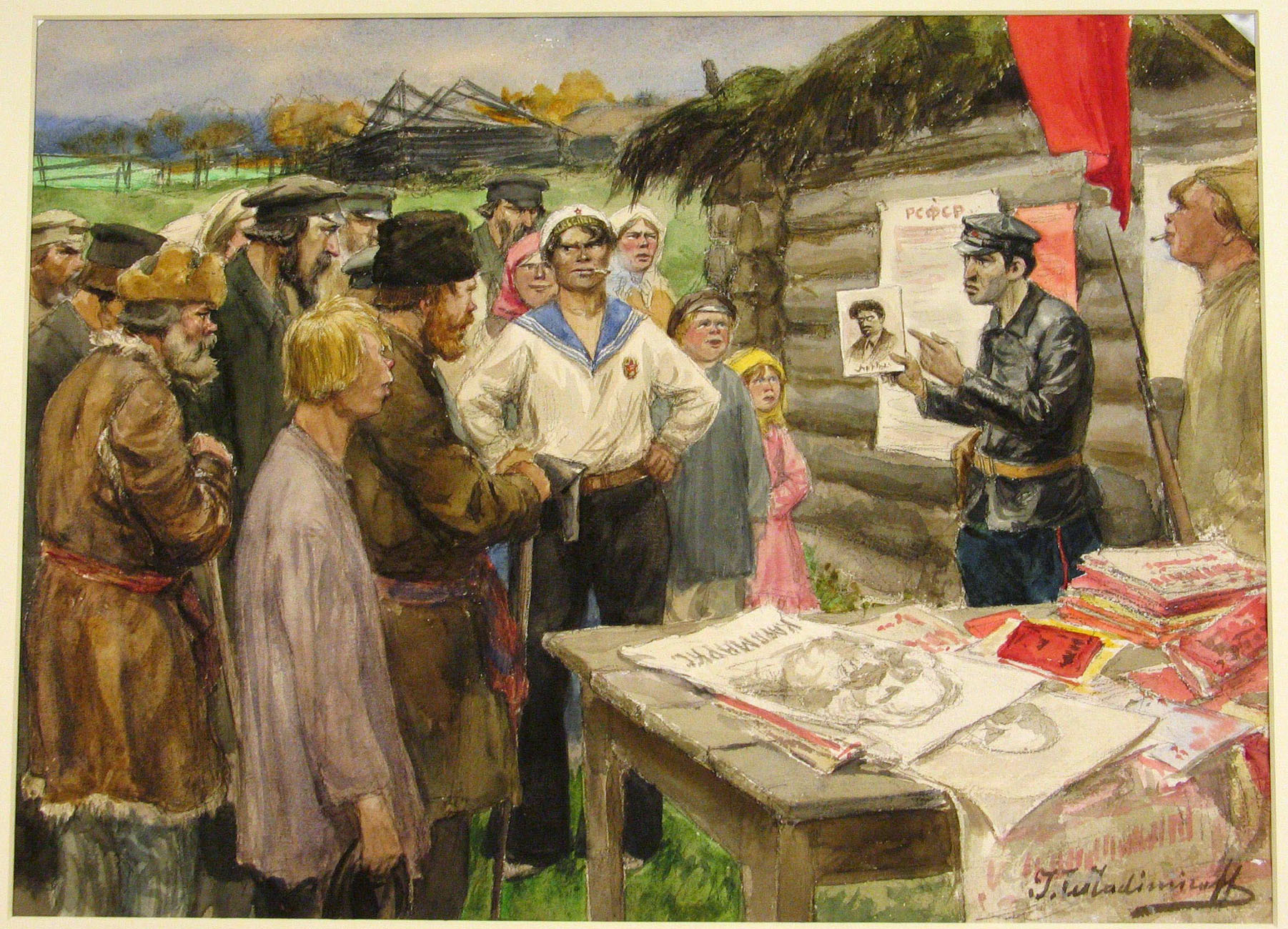
L'Agitateur, toile d'Ivan Vladimirov, n.d. : un commissaire politique bolchevik, escorté par un matelot et un soldat, explique l’idéologie révolutionnaire aux paysans.

Le nouveau pouvoir est loin d'avoir la majorité dans le pays. Kerenski, enfui de Petrograd, trouve très peu de soutien dans l'armée : le général Vladimir Tcheremissov (ru), commandant du Front du Nord, refuse d'engager ses troupes dans une lutte politique. Seul le général Piotr Krasnov accepte de marcher sur Petrograd avec quelques milliers de cosaques de la Garde impériale ; ils sont repoussés dans les collines de Poulkovo par les marins et tirailleurs lettons rangés dans le camp bolchevik. À Moscou, plusieurs jours de combats de rue opposent partisans et adversaires des bolcheviks. À Kiev, une courte bataille triangulaire oppose les partisans du Gouvernement provisoire, groupés autour de l'état-major de la région militaire, ceux des bolcheviks et ceux de la Rada centrale : ces derniers restent finalement maîtres du terrain, ce qui permet à la Rada, le 20 novembre 1917, de proclamer la République populaire ukrainienne « sans rompre les liens fédéraux avec la Russie ». Le gouvernement de Saratov, qui était, depuis quelques semaines, en révolte contre Kerenski, est renversé par les bolcheviks le 10 novembre. Ailleurs, les bolcheviks obtiennent le ralliement des grandes garnisons de Reval, Pskov, Minsk, Gomel, mais, en novembre, ils ne sont majoritaires que dans le comité de la 5e armée. Les autres partis de gauche, socialistes-révolutionnaires et mencheviks, tardent à réagir car ils comptent sur les élections à l'Assemblée constituante pour rétablir la démocratie sans effusion de sang. Le vote donne une majorité relative aux SR avec 40,4% des voix civiles et 40,7% des voix militaires alors que les Mencheviks n'obtiennent que 2,9% des voix civiles et 3,2% des voix militaires.

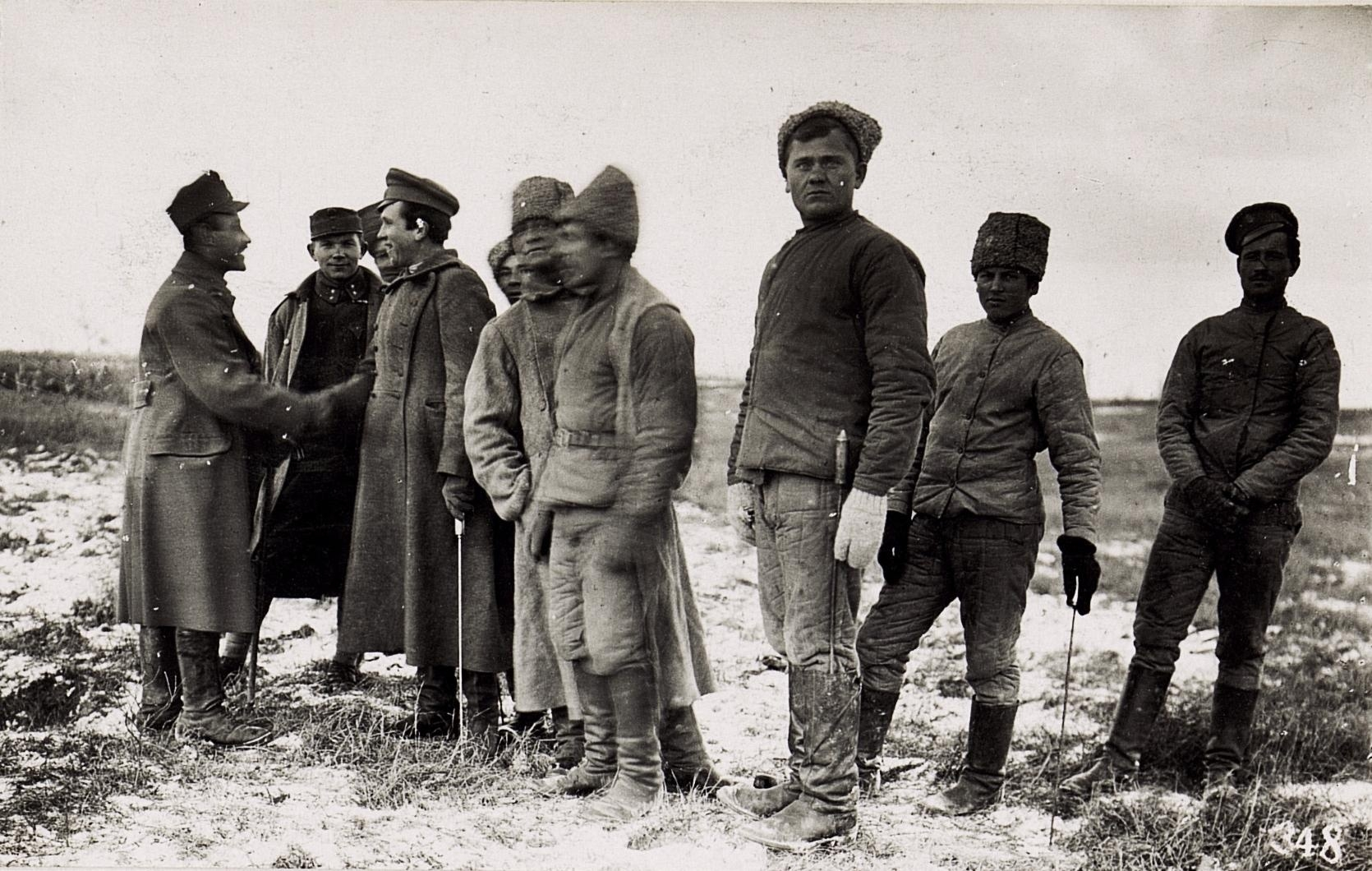
Armistice entre Russes et Austro-Hongrois, v. le 9 décembre 1917.

Les bolcheviks se savent incapables soutenir une guerre contre les grandes puissances : ils cherchent à gagner du temps car ils comptent sur l'imminence d'une révolution générale en Europe. Le 26 novembre, Trotski, nommé commissaire aux Affaires étrangères, demande à ouvrir des pourparlers de paix avec le commandement allemand. Le lieutenant Nikolaï Krylenko, nommé commissaire à la Guerre, est envoyé diriger la Stavka à Moguilev : à son arrivée, les soldats viennent de lyncher son prédécesseur, le général Nikolaï Doukhonine, accusé d'avoir favorisé l'évasion de Kornilov. Krylenko est surtout chargé de distribuer de la propagande en allemand, hongrois, tchèque et roumain aux troupes des Empires centraux. Les Allemands, impatients de conclure car ils veulent pouvoir transférer leurs troupes sur le Front de l'Ouest, finissent par imposer la signature de l'armistice du 15 décembre 1917.
Dans le même temps, le gouvernement bolchevik tente d'étendre son pouvoir à l'Ukraine. Les élections de l'Assemblée constituante, les 10-12 décembre 1917, donnent la majorité aux indépendantistes ; le 12 décembre, une tentative d'insurrection bolchevique est étouffée et ses partisans expulsés de Kiev. Le 17 décembre, Trotski adresse un ultimatum à la République ukrainienne de Kiev lui ordonnant de laisser le libre passage aux Gardes rouges sur son territoire et de l'interdire aux cosaques du Don qui quittent le front pour revenir dans leur territoire d'origine. Le 25 décembre 1917, avec le soutien des minorités non ukrainiennes, les bolcheviks fondent une République soviétique d'Ukraine à Kharkiv. En janvier, ils envoient une armée commandée par Vladimir Antonov-Ovseïenko qui écrase les volontaires ukrainiens à la bataille de Krouty et s'empare de Kiev. La Rada centrale se réfugie à Jytomyr et fait appel à l'aide des Allemands avec qui elle signe le premier traité de Brest-Litovsk le 9 février 1918,.
La situation de l'armée est extrêmement confuse. Sur le front roumain, au début de janvier 1918, un rapport du général français Henri Berthelot indique que certaines unités russes se rallient aux bolcheviks, d'autres au gouvernement indépendantiste de la Rada centrale, mais la plupart cherchent surtout à se nourrir et à rentrer au pays. 4 divisions d'infanterie, composées essentiellement d'Ukrainiens, sont en train de quitter le front pour rentrer en Ukraine. Plusieurs divisions sont réduites à un ou deux régiments avec une « combativité à peu près nulle ».
L'Assemblée constituante russe, à peine réunie, est dispersée à sa première séance les 18-19 janvier 1918.
Le 10 février, le gouvernement bolchevik décrète la démobilisation de l'armée. Le même jour, Trotski, envoyé des Soviets à Brest-Litovsk, annonce que la Russie se retire du conflit sans pour autant signer la paix. Les Allemands, qui viennent de conclure un traité d'entente avec l'Ukraine, ripostent en dénonçant l'armistice avec les Russes et, le 18 février 1918, lancent l'opération Faustschlag : 50 divisions allemandes entrent en territoire russe et avancent de 240 km pratiquement sans rencontrer de résistance. Craignant de les voir avancer jusqu'à Petrograd et renverser le régime bolchevik, Lénine se résout à accepter les exigences allemandes et, le 3 mars, signe le second traité de Brest-Litovsk.

## Conséquences

### Dans les ruines de l'Empire
Par le traité de Brest-Litovsk, la Russie abandonne l'Ukraine, la Finlande, les pays baltes, devenus formellement indépendants sous tutelle allemande ; elle perd 26% de sa population, 40% de sa main-d'oeuvre industrielle, 32% de ses terres agricoles, 23% de sa production industrielle, 75% de ses mines de charbon ; elle doit verser à l'Allemagne 6 milliards de marks pour liquidation des dettes d'avant-guerre, livrer ses bases navales de Finlande et des pays baltes ainsi que sa flotte de la mer Noire, restituer à l'Empire ottoman les provinces de Kars et Batoumi prises en 1878. La République démocratique de Géorgie proclame son indépendance le 26 mai tandis que les Britanniques occupent Bakou.
Les Allemands et Austro-Hongrois occupent l'Ukraine jusqu'à l'automne 1918. Ils établissent un régime vassal, l'hetmanat, dirigé par le général Pavlo Skoropadsky et s'appuyant sur les grands propriétaires. Les occupants confisquent les récoltes de céréales au profit des populations urbaines d'Allemagne et d'Autriche-Hongrie mais se heurtent vite à une guérilla paysanne. À l'automne 1918, voyant la défaite allemande s'approcher, Skoropadsky tente de se rapprocher de l'Entente et des Russes blancs en promettant de rétablir l'union fédérale entre Russie et Ukraine mais il est renversé par les nationalistes ukrainiens de gauche qui reprennent Kiev. Les troupes d'occupation allemandes abandonnent l'hetmanat : en échange, le nouveau pouvoir ukrainien les laisse regagner leur pays sans obstacle. Des soldats allemands non démobilisés restent dans les pays baltes et forment les corps francs de la Baltique qui combattent les bolcheviks jusqu'en 1919.
Les Alliés ne se résignent pas au retrait russe de la guerre. Une Conférence des ambassadeurs, formée à Paris par d'anciens ministres du tsar, tente de former un semblant de gouvernement en exil. 2 000 soldats britanniques débarquent à Arkhangelsk et, sans combattre les bolcheviks, encouragent les menées contre-révolutionnaires. La Légion polonaise du général Józef Haller, évacuée par Mourmansk, va combattre sur le front français. Les Alliés cherchent aussi à obtenir l'évacuation de la Légion tchécoslovaque par le Transsibérien mais, en mai 1918 à Tcheliabinsk, les bolcheviks tentent maladroitement d'arrêter et de désarmer les légionnaires, poussant ceux-ci à rejoindre le camp des Armées blanches dans la guerre civile russe,. L'intervention alliée pendant la guerre civile russe, marquée par le débarquement de contingents à Odessa et Vladivostok, a pour but initial de renverser le régime bolchevik considéré comme pro-allemand mais elle se poursuivra bien après l'armistice de 1918.
Les « Rouges » (bolcheviks) parviennent à survivre et à triompher de leurs adversaires en instaurant un régime centralisé et autoritaire, le communisme de guerre, qui nationalise les entreprises, contrôle strictement le commerce et mène des expéditions dans les campagnes pour confisquer les récoltes. Le régime crée une « Armée rouge des ouvriers et paysans », rétablit la conscription et, malgré les tiraillements idéologiques, reprend à son service des officiers de l'armée impériale mus par le patriotisme russe. La police politique (Tchéka) établit une terreur de masse. Les villes se dépeuplent, vidées de leurs anciennes élites persécutées mais aussi d'une grande partie de leurs ouvriers qui retournent chercher leur subsistance dans les villages. Une des forces des Rouges est de détenir les principales usines d'armement, notamment celles de Toula, et les régions les plus peuplées de la Russie centrale où ils peuvent mobiliser des effectifs très supérieurs à ceux de leurs adversaires,.
La dernière révolte paysanne contre les bolcheviks, dans le gouvernement de Tambov, est écrasée en juin 1921. La Russie sort exsangue de 7 ans de guerre internationale et civile. La monnaie est dévalorisée, les villes réduites à la disette, 7 000 km de voies ferrées sont détruits, le marché noir à base de troc remplace les échanges légaux. Un ancien soldat devenu cadre bolchevik, Dimitri Oskine, décrit l'aspect habituel des villes russes :

« Les gares étaient mortes, les trains passaient rarement, la nuit il n'y avait pas d'éclairage, juste une bougie au bureau du télégraphe. Les bâtiments étaient à moitié détruits, les vitres brisées, tout était crasseux ; partout des détritus s'amassaient. »

### Une mémoire longtemps occultée
Contrairement à d'autres belligérants, la Russie a longtemps fait l'impasse sur le souvenir de la Grande Guerre. La plupart des cimetières du front se trouvent, après 1918, hors du territoire soviétique, donc inaccessibles pour les familles des tués : ainsi, c'est l'association allemande des sépultures militaires qui se charge, à partir de 1919, d'entretenir les sépultures allemandes et russes de la région de Baranavitchy. Sous le régime soviétique, l'historiographie officielle ne cherche pas à glorifier ce conflit, au contraire. Pour le Précis d'histoire du Parti communiste de l'Union soviétique, publié en 1938, « la guerre impérialiste a été provoquée par le développement inégal des pays capitalistes, la rupture de l'équilibre entre les principales puissances, la nécessité de procéder à un nouveau partage du monde au moyen de la guerre » : ceux qui, comme les menchéviks et les socialistes-révolutionnaires, ont accepté de participer à l'effort de guerre, n'ont fait que trahir les intérêts du prolétariat russe au profit des capitalistes de l'Entente. Le régime tsariste est dénoncé comme fauteur de guerre ; les publications de correspondances de soldats, qui se multiplient à partir de 1927, servent surtout à montrer les souffrances du peuple en guerre et son mécontentement croissant contre l'ancien régime. Cette thématique est reprise dans de nombreux films des débuts du cinéma soviétique : les souffrances et injustices de la guerre, montrées, par exemple, dans les dix premières minutes d'Octobre de Sergueï Eisenstein (1927), apparaissent comme le prélude nécessaire à la révolution russe.
À l'inverse, les historiens de l'émigration russe blanche, comme l'ancien chef d'état-major Iouri Danilov, s'attachent à montrer la Russie comme la « victime héroïque » qui s'est sacrifiée pour la cause des Alliés : ils rencontrent peu d'écho hors de leur communauté.
Les peuples détachés de l'Empire russe ont aussi tendance à écarter de leur mémoire leur contribution à sa défense. La mémoire nationale polonaise glorifie les légions indépendantistes de Józef Piłsudski et Józef Haller en passant sous silence les soldats, beaucoup plus nombreux, qui ont fait la guerre au sein des armées russe, austro-hongroise et allemande. De même, la Lettonie célèbre les tirailleurs lettons en omettant les nombreux Lettons qui ont servi dans le reste de l'armée russe.
La perception de la Première Guerre mondiale reste négative tout au long de la période soviétique, contrastant avec le culte civique et monumental qui entoure la Grande Guerre patriotique de 1941-1945,. Alexandre Soljenitsyne parle d'« une guerre sans intérêt pour nous, mais aux conséquences funestes ».

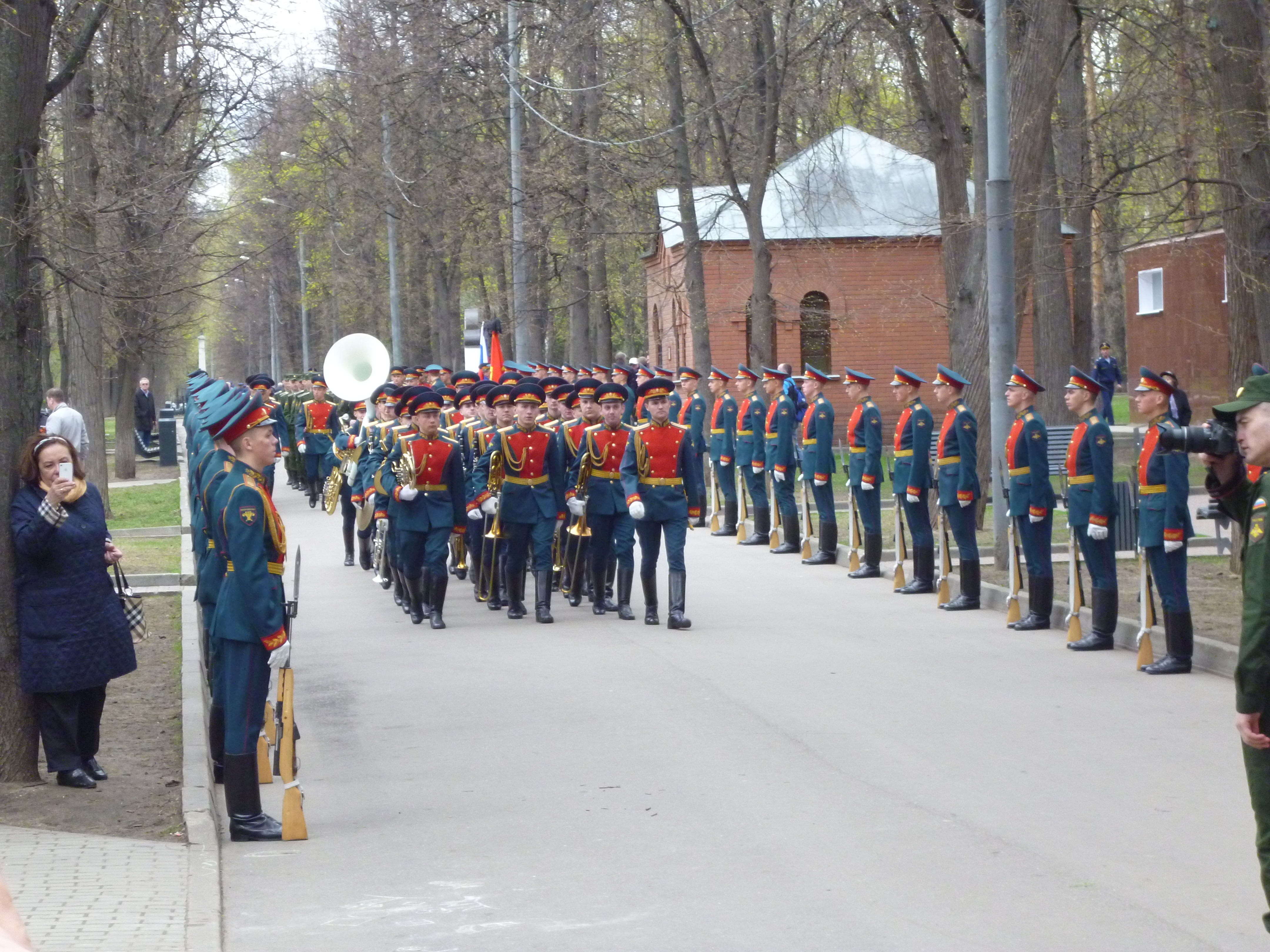
Réinhumation du grand-duc Nicolas Nikolaïevitch, chef des armées impériales en 1914-1915, mort en France en 1929 : son corps est rapatrié à Moscou en 2015.

Ce n'est qu'après la chute du régime soviétique qu'apparaît, avec le rejet massif du passé soviétique, une revalorisation de la guerre de 1914-1917, accompagnée d'une réhabilitation de Nicolas II. Entre 2004 et 2014, le parc impérial de Tsarkoie Selo est transformé en complexe mémoriel de cette guerre. Le centenaire de 2014 est marqué par une multiplication des expositions, avec une forte implication des associations mémorielles et de l'Église orthodoxe. Les deux expositions principales, à Moscou, sont intitulées « La Première Guerre mondiale : la dernière bataille de l’Empire russe », au musée historique de Moscou, et « L’Entente », au palais de Tsaritsyno. Contrastant avec le discours libéral qui dominait dans les années 1990, le centenaire de 2014, sous le gouvernement de Vladimir Poutine, tend à glorification d'un État fort à connotation autoritaire et nationaliste russe. Les discours du centenaire insistent sur la grandeur de l'Empire russe et la continuité de la Russie qui repousse Napoléon en 1812, sauve l'Entente du désastre en 1914-1917 avant de triompher du nazisme en 1945 : l'affirmation nationale est d'autant plus forte qu'elle coïncide avec la révolution en Ukraine, vue comme une menace pour la Russie et le monde slave, et le rattachement de la Crimée,.